# Solymár
Solymár (németül: Schaumar) nagyközség Pest vármegyében, a Pilisvörösvári járásban, a budapesti agglomerációban. Magyarország legnépesebb nagyközsége; 2019-ben 11 277 fős lélekszámú település volt. Területe már a bronzkorban, majd a római korban is lakott volt; nevének első ismert okirati említése 1266-ból való. [Az egyes forrásokban felbukkanó, 1255-ös legkorábbi okirati említéssel kapcsolatos említések tévedésen alapulnak.] A török hódoltság idején teljesen elnéptelenedett, ezért a 18. század első évtizedeiben németországi telepesekkel népesítették be. A második világháborúig a lakosság döntő többsége katolikus vallású, magyar érzelmű sváb volt, csak elenyésző kisebbségben fordultak elő a lakosok között magyar, vagy – a nevükből ítélve – más magyarországi nemzetiséghez köthető, illetve a katolikustól eltérő (református, evangélikus, görögkatolikus, izraelita vagy nazarénus) vallású lakosok.
1946-ban a német lakosság nagy részét Németországba telepítették, helyükre pedig Heves és Borsod megyéből származó családokat, valamint felvidéki és erdélyi menekülteket költöztettek; az újabb beköltözők révén néhány évtizeden belül életerős református közösség is kialakult a településen. Solymár az 1980-as évek óta népszerű célpontja a budai agglomerációba kiköltözni vágyó budapestieknek, a telekárak színvonala miatt elsősorban a fővárosi elit és értelmiségi családok választották, illetve választják lakóhelyüknek. A település ma tömegközlekedési járatokkal közvetlenül megközelíthető Budapest II., III. és XIII. kerületéből is, a Volánbusz 9 buszjáratával (köztük 1 éjszakai), illetve vonattal a Nyugati pályaudvar felől.
A 2011-es népszámláláskor a települést 9886-an lakták, közülük 8708-an vallották magukat magyarnak és 1288-an német nemzetiségűnek, de a Nemzeti Választási Bizottság nyilvántartása alapján a nagyközség már 2010-ben is a tízezernél nagyobb lélekszámú települések közé tartozott, tehát azóta ennek megfelelően zajlanak az önkormányzati választások. A települési önkormányzat mellett a hazai nemzetiségi önkormányzatiság kezdeteitől fogva (1994 óta) német kisebbségi (újabb elnevezése szerint német nemzetiségi) önkormányzat is működik, továbbá a település rendkívül gazdag kulturális életét alakító kultúrcsoportok, kulturális közösségek között is sok olyan van, amelynek céljai között a német nemzetiségi hagyományőrzés, értékőrzés valamely szegmense is ott szerepel.

## Fekvése

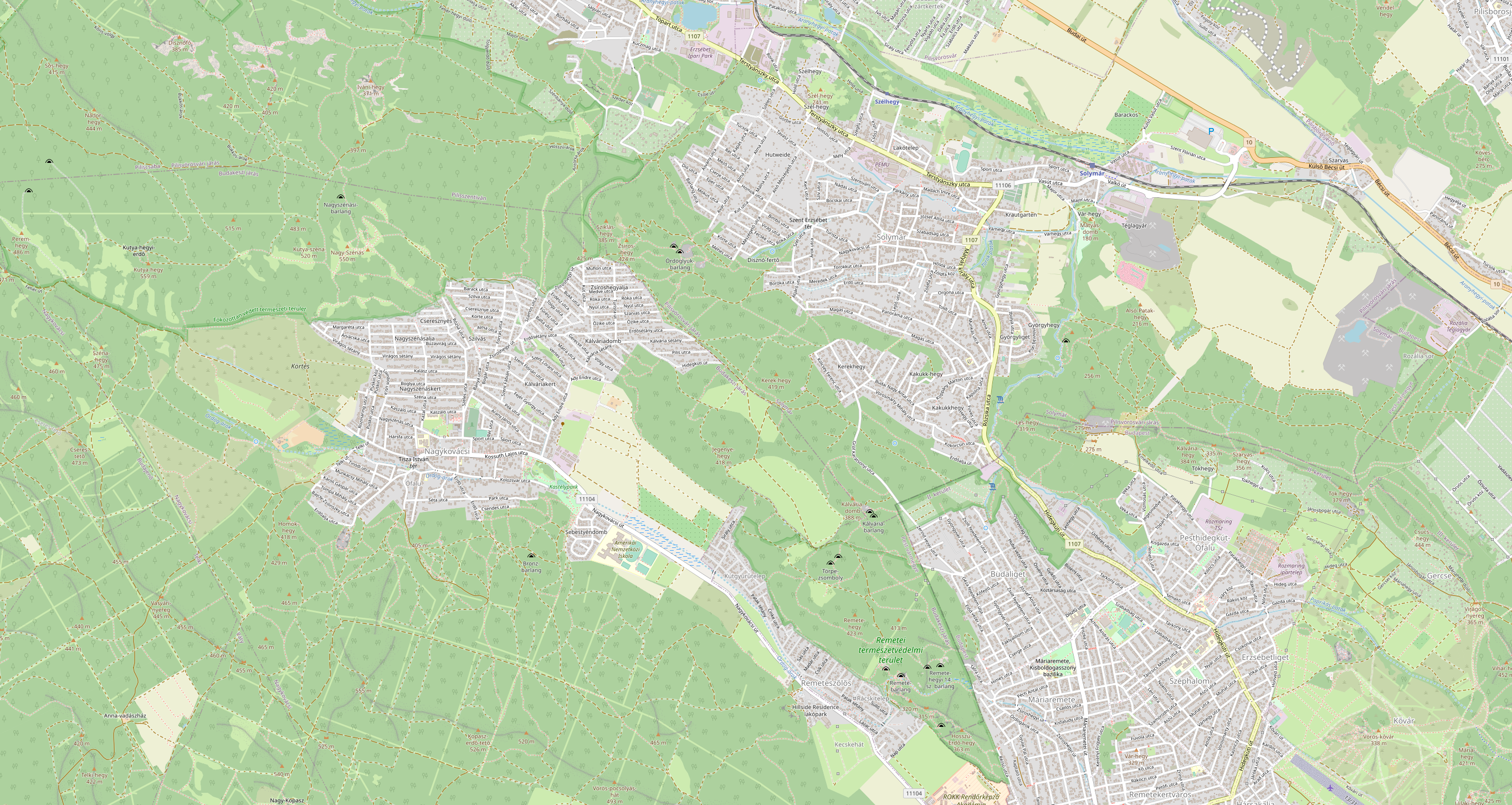
Solymár és környékének térképe

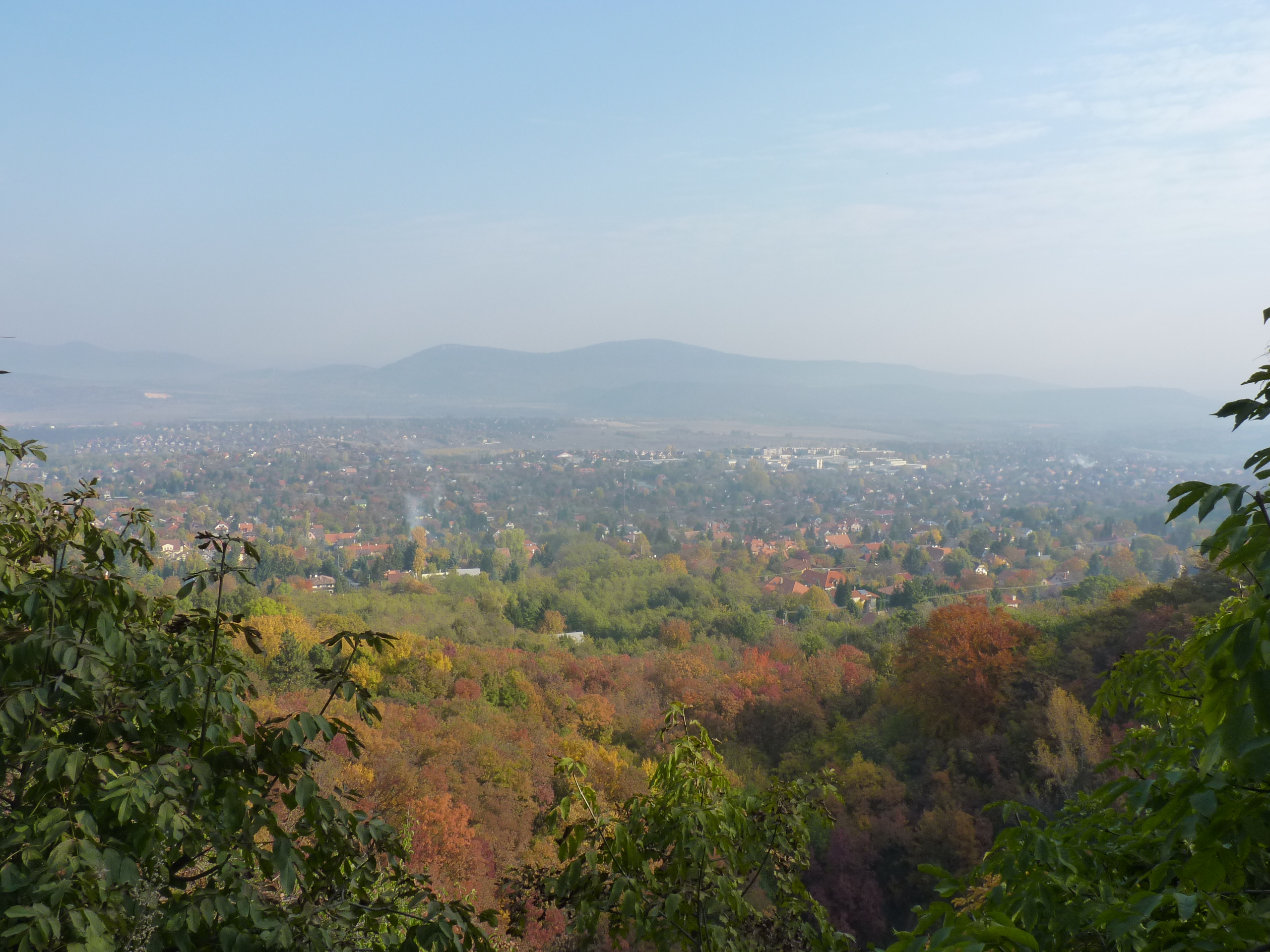
Solymár és környéke látképe a Solymári-ördöglyuk felől

A település az Aranyhegyi-patak, a Jegenye-völgy, a Budai-hegység és a Pilis által közrefogott területen helyezkedik el, körülbelül az északi szélesség 47° 46'-én és a keleti hosszúság 18° 51'-én, a Budapesttől Pilisszentivánon át Pilisvörösvár északnyugati külterületeiig vezető 1107-es út (Mátyás király utca és Terstyánszky utca) mentén. Északkeleti külterületein és ottani lakott helyei között áthalad a 10-es főút is, amellyel a központibb részeit a 11 106-os számú mellékút köti össze [utóbbi egy időben viselte a 11 302-es számozást is].
A szomszédos települések dél felől indulva Remeteszőlős, délnyugatról Nagykovácsi, nyugatról-északnyugatról Pilisszentiván, északról Pilisvörösvár, északkeleti irányból Pilisborosjenő és Üröm, keletről Budapest III. kerülete, délkeletről pedig a II. kerület. Korábban volt közös határa észak felől Csobánkával is, de a 20. század határmódosításainak folytán a két község területe jelenleg nem érinti egymást.
A községhatár legdélebbi pontja a budaligeti Duna utca vége közelében, Budapest, Remeteszőlős és Solymár hármashatárától nem messze található. Innen a község déli határvonala végigfut a Kálvária-domb, a Kerek-hegy és a Zsíros-hegy gerincén, majd nem sokkal az egykori zsíros-hegyi turistaház romjaitól nyugatra, a Kis-Antónia-árok mentén lefut a hegylábig, ahonnan továbbra is a vízmosás esését követve éri el – két egykori bányavasút jelenleg még kivehető nyomvonalát is keresztezve – a Pilisszentivánra vezető országutat. Elhalad a már felszámolt egykori bányavasúti rakodó pályaudvar területe mellett, ezután átszeli a esztergomi vasútvonalat, illetve az Aranyhegyi-patakot, majd a patak északi oldalán található, szőlőtermesztésre és szántóföldi művelésre használt területen felkapaszkodva jut el a 10-es főútig. Onnan egy dűlőúton vezet le a Házi-réti-patak völgyébe (alig 150 méterre a Háziréti-víztározó gátjától), majd keletre fordulva, közúti nyomvonalakat követve vezet majdnem egészen a 10-es főút ürömi elágazásáig. Onnan visszakanyarodik a vasútvonal mentén a Rozália téglagyárig, majd azt megkerülve felkapaszkodik a Csúcs-hegy–Szarvas-hegy–Kálvária-hegy–Felső-patak-hegy–Les-hegy irányában húzódó gerincre. Ettől fogva a határ nagyjából a gerincet követve halad nyugat felé a Jegenye-völgy eléréséig, majd a völgy felsőbb szakasza mentén éri el a Kerek-hegy térségét.
Solymár legkönnyebben autóval (a 10-es útról), a Volánbusz (Hűvösvölgy felől a 64-es, a 64A, a 64B, a 164-es, a 164B és a 264-es, valamint az éjszakai 964-es), Árpád híd felől a 830-as és 832-es) autóbuszjárataival, illetve vonattal (a Budapest–Esztergom-vasútvonalon) közelíthető meg. Solymár közigazgatási területén található a 10-es úton közlekedő, de a település belső részeit nem érintő 218-as buszjárat végállomása és utolsó néhány megállóhelye is; a nagyközség egyik különálló településrésze, a Kerekhegy pedig a 157-es buszvonalon érhető el tömegközlekedéssel.
A hazai vasútvonalak közül a Budapest–Esztergom-vasútvonal érinti, melynek ma két megállóhelye van a határai közt: a vonal megnyitásától 120 éven át állomási státuszt viselő Solymár megállóhely, illetve a 2015-ben forgalomba helyezett Szélhegy megállóhely. Amíg a térségben intenzív szénbányászat folyt, addig rakodó állomása is üzemelt az északnyugati peremén. (Solymártelep vasútállomás).

### Földtani felépítése
A Solymár környéki hegyek és kisebb magaslatok alapkőzete kevés kivétellel triász időszaki mészkő vagy dolomit, ami mellett előfordul eocén kori mészkő, valamint oligocén kori hárshegyi homokkő és budai márga; a medence mélyebben fekvő részein kiscelli agyag, illetve azt azt helyenként befedő lösz. Az ásványi vagyon hasznosítására már a 19. századtól több kő-, kőpor-, murva- és szénbánya létesült, a kiscelli agyag kiaknázására pedig ugyancsak több agyagbánya és téglagyár települt meg ezen a vidéken. Tektonikai szempontból rendkívül változatos a terület, számos törés és vetődés tagolja a területet. Az egyik legfeltűnőbb tektonikai törésről a Solymári-medencének szinte a közepén emelkedő, 242 méter magas, kőporosodó dolomit alapkőzetű Szél-hegy tanúskodik, melynek csúcsától alig pár száz méterre is már csak a felszín alatt 70-100 méter mélyen található dolomit.

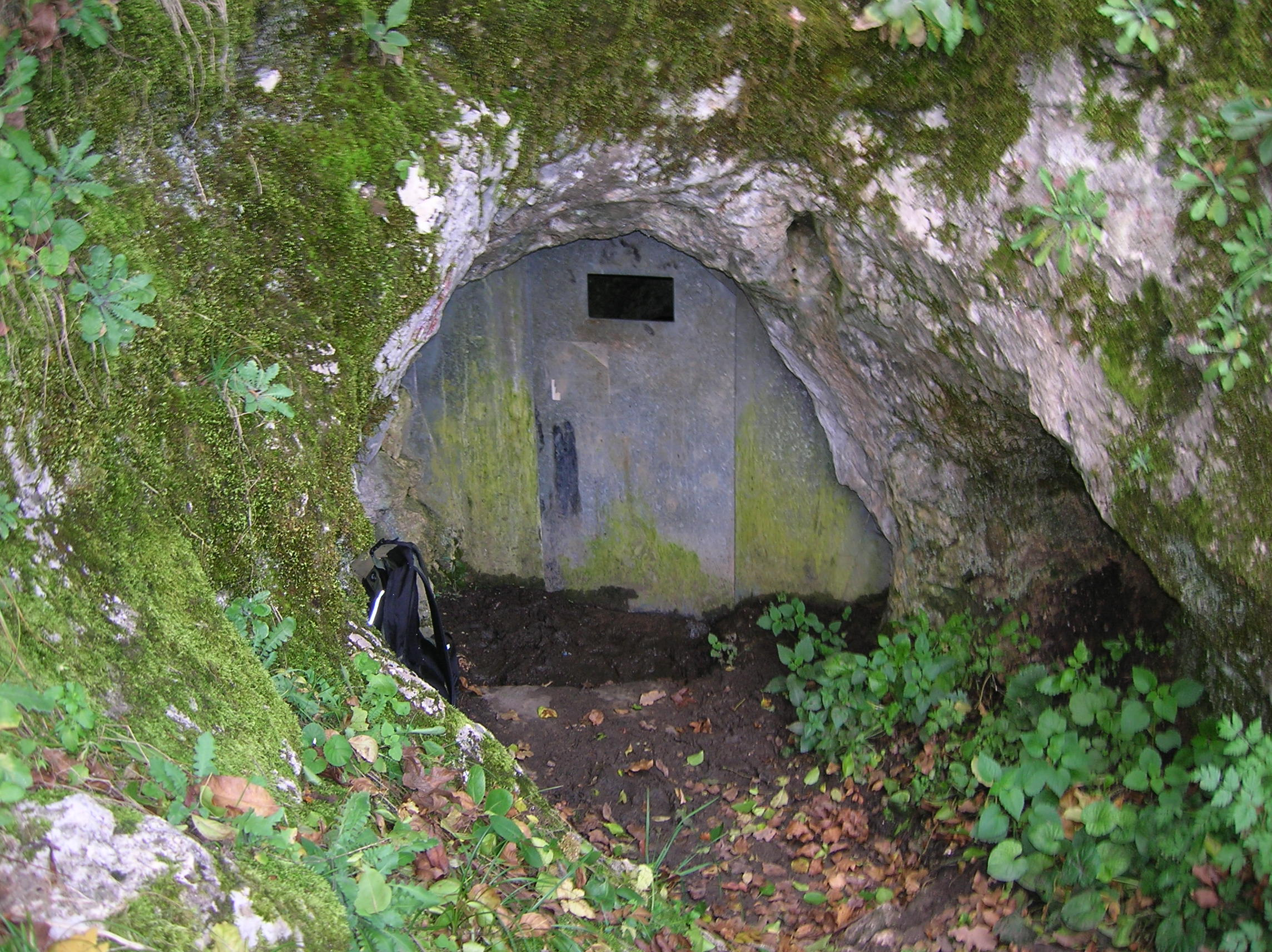
A Solymári-ördöglyuk főbejárata

A Zsíros-hegy keleti lejtőjén megtelepült dachsteini mészkőben több barlang is kialakult: egy már megsemmisült barlang, amit Koch Antal Jánoslyuka néven írt le, illetve ettől nem messze a Budai-hegység legismertebb barlangjai közé sorolható Ördöglyuk-barlang, melyet szintén Koch Antal írt le először, és aminek több kijárata is ismert és a Solymári-kőfülke, a Solymári-kisfülke, a Solymári-sziklaüreg. Solymári területen található ezen felül a Budai-hegység egyetlen olyan barlangja, amelyben bazalt előfordulását is észlelték, a Budaligeti-bazaltos-barlang, mely a Budaliget határában (a Kálvária-domb délkeleti oldalában) elhelyezkedő, ún. Hollandi-bánya középső udvarában nyílik.
Solymár területén több kisebb-nagyobb forrás is található, melyek közül jelenleg három van olyan formán foglalva, hogy abból közvetlenül vizet lehessen nyerni (Rózsika-forrás, Törökkút-forrás, Disznó-forrás). E források közül (a jelenlegi helytörténeti ismeretek szerint) a Törökkút-forrás bírt történelmileg a legnagyobb jelentőséggel, miután nagyon sokáig ennek vize látta el ivóvízzel Solymárt, olyannyira, hogy a községbe levezető régi vízvezetéket a 19. században, sőt még a 20. század elején is a hagyomány római eredetűnek tartotta. A Rózsika-forrás kedvelt turistacélpont nem messze Budapest határától, a Disznó-forrás pedig a pilisszentiváni határban fakad, vizét ez utóbbi településre vezették[forrás?]. Sajnos a legutóbbi (2013-ban) elvégzett vízminőség-vizsgálatok szerint a három foglalt solymári forrás egyikének vize sem éri el az ivóvíz-minőséget.

### Településrészei

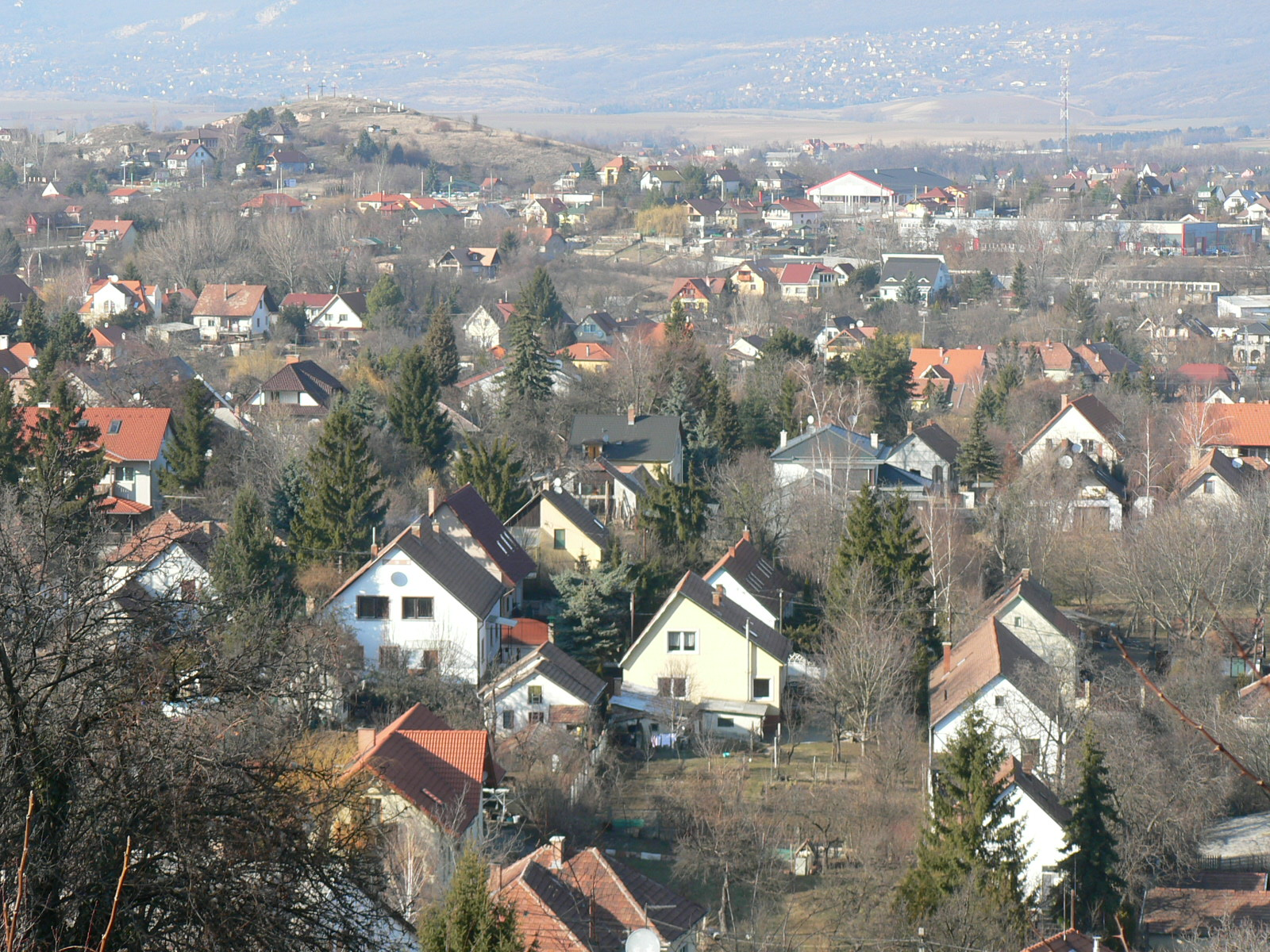
Kilátás a Szél-hegy felé a Panoráma utcából

Solymár történelmi településmagja – nagy általánosságban – egy olyan, hozzávetőlegesen téglalap alakú területként írható le, amit északról a Pilisszentivánra vezető Terstyánszky utca, keletről a nagyközség észak-déli főutcájának számító Mátyás király utca, dél felől a Hősök utca, nyugatról pedig nagyjából a Rákóczi utca vonala határol. Itt található a katolikus és a református templom, az iskola mindkét épülete, a három óvodaépület közül kettő, a polgármesteri hivatal, a művelődési ház, több más oktatási intézmény, a helytörténeti gyűjtemény, az orvosi rendelő és a családsegítő központ, a postahivatal és a helyi látnivalók jelentős része is – más kérdés, hogy vendéglátóhelyekben nem bővelkedik ez a településrész.
A XX. század első évtizedei óta azonban a község egyre több más, korábban főleg mezőgazdasági művelés alatt állt területei is beépültek, lakóövezetté váltak, e területek egy részét a helyiek községrész-névvel definiálják. Bár a régi solymári dűlőnevek nagy része mára nagyjából eltűnt a község kollektív emlékezetéből, az újabban beépített területek elnevezésében nagyrészt az ottani egykori dűlőnév (illetve jobbára annak magyar fordítása) őrződött meg, így ezen dűlőnevek megmaradhattak a XXI. századra is. Solymár fontosabb, a településközponttól messzebb eső településrészei az alábbiak (északról indulva, az óramutató járásának irányában):

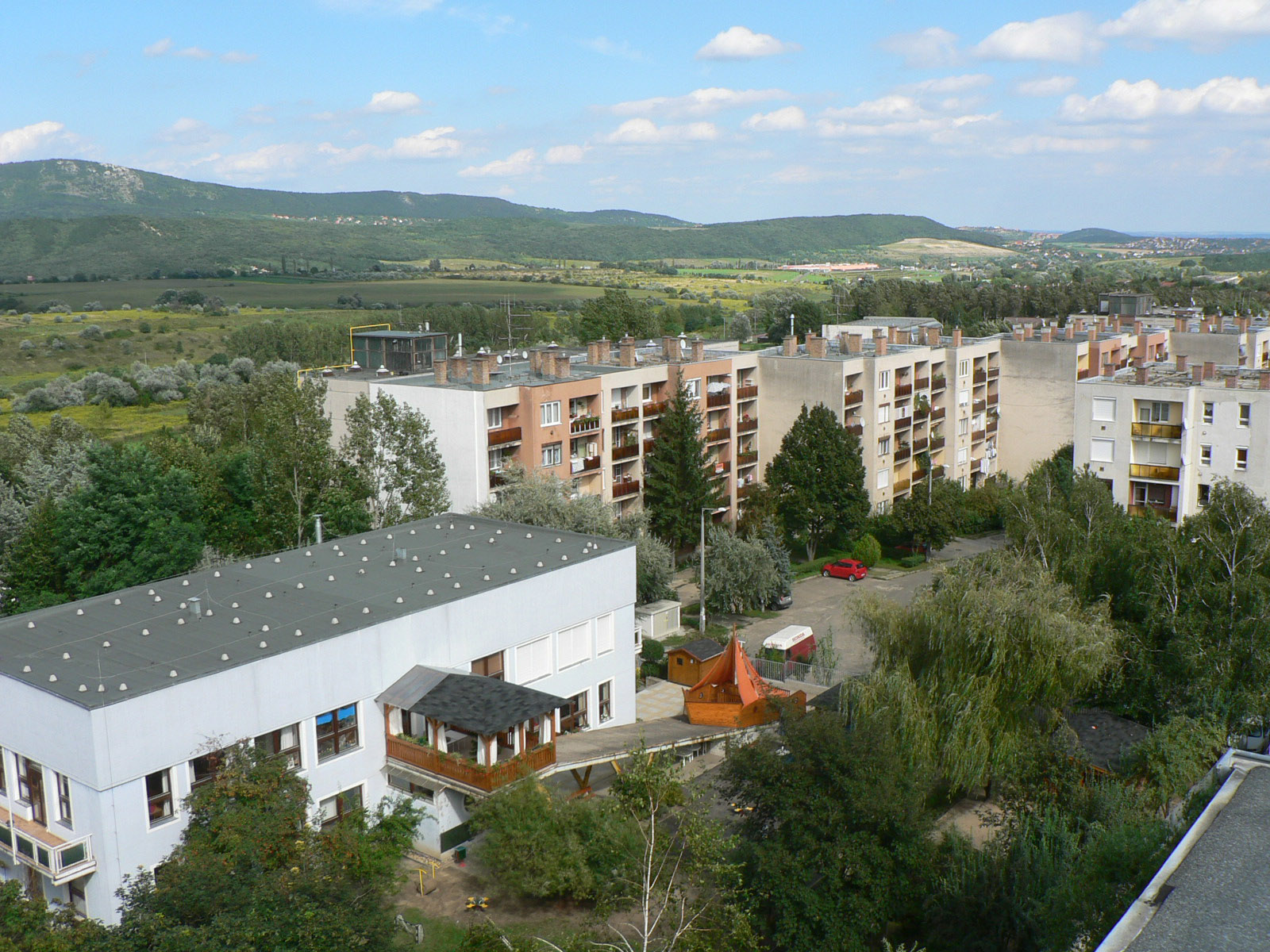
A solymári lakótelep és a Kék Ovi magasból

- Lakótelep – Nagyrészt a szomszédos PEMŰ, az OTP, valamint több minisztérium és budapesti tervezőintézet közös beruházásában 1971-1986 között épült lakótelep a községközponttól északra, nagyrészt a Terstyánszky út északi oldala mentén. A belső utcái 2013 decembere óta lakó-pihenő övezetnek minősülnek. Itt működik a község központi óvodája, az 1977. augusztus 20-án átadott Kék Ovi, illetve a lakótelep házaitól alig pár lépésre áll Terstyánszky Ödön olimpiai bajnok vívó emlékműve. A Volánbusz 164-es, 164B és 264-es buszjáratainak külső végállomása és utolsóelőtti megállója is a lakótelep közvetlen közelében található, és részben vagy egészben azt szolgálja ki. A lakótelep és a közeli településrészek közlekedési lehetőségeit javítja az esztergomi vasútvonalon, a közelben létesített új Szélhegy megállóhely is. A lakótelep közvetlen közelében, a Terstyánszky utcán (a lakóteleptől legfeljebb 400 méter távolságra) található a község három legfontosabb vendéglátóhelye, az Aranykorona Vendéglő és Hotel, a Grillhof Étterem és Pizzéria, illetve a Venezia Ristorante Étterem és Pizzéria. Kimondottan csak az itt élők hírigényének kielégítésére jött létre a település egyik legfiatalabb sajtóorgánuma, a 2013. elején indult Lakótelepi Hírlevél, amely 2013 nyarától több éven át (kb. 2017-ig) ingyenesen eljutott minden lakótelepi lakos postaládájába.[10] A lakótelep közvetlen közelében (maximum 10 percnyi sétára) található a község mindhárom élelmiszer-áruháza (SPAR, LIDL és ALDI [eredetileg PLUS, majd egy ideig szintén SPAR]).

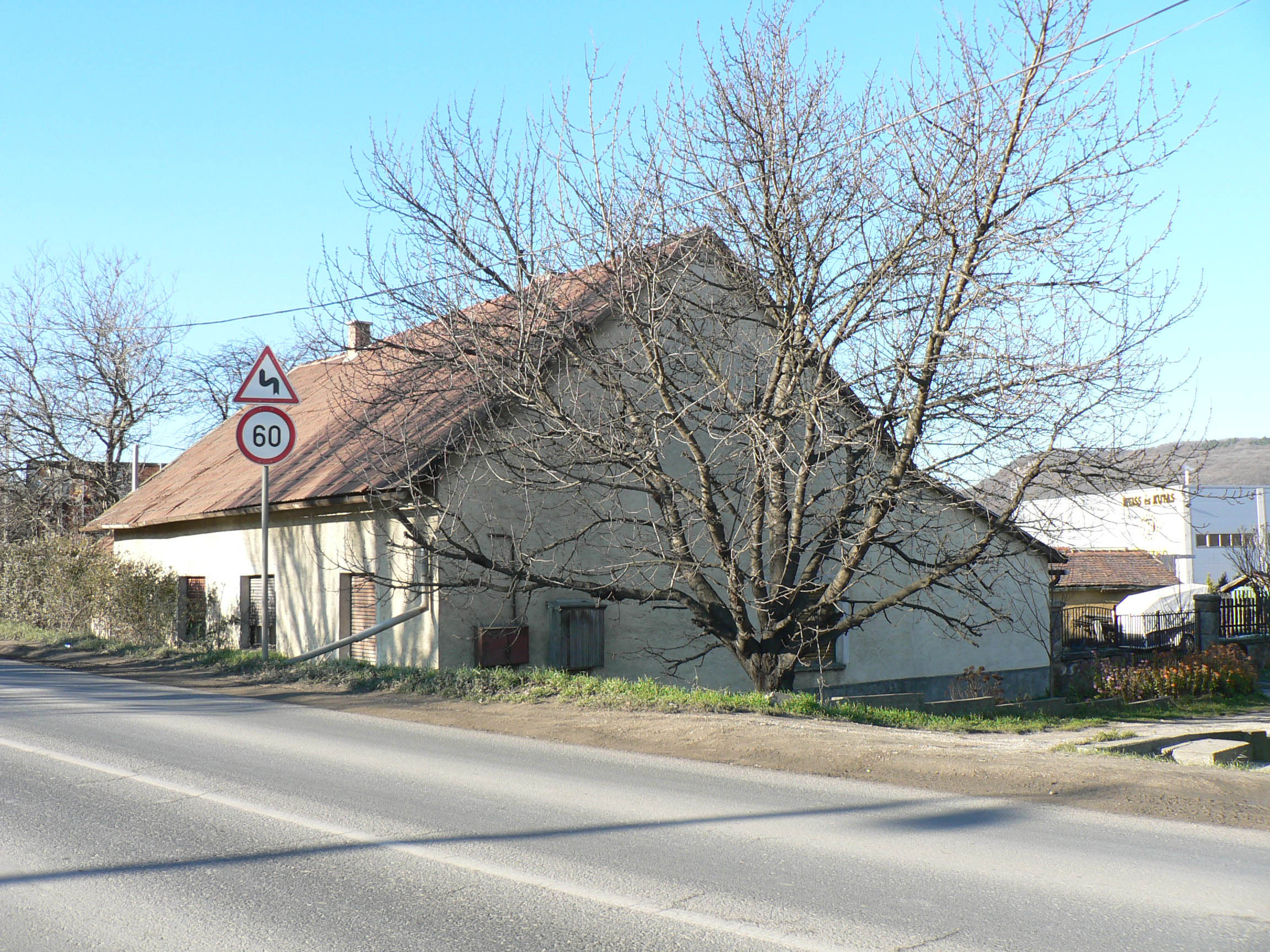
Az eredeti Szarvas-kocsma épülete ma lakóház

- Szarvas – A 10-es főút mentén kialakult településrész, nevét az egykor itt létezett (már a XVIII. században működött) Szarvas csárdáról kapta. Az eredeti Szarvas kocsma épülete ma lakóház, helyette a XX. században átvette ezt a nevet egy másik, a közelben alapított vendéglátóhely, az addigi Koller-kocsma. A környék főként a korábban itt működött pilisborosjenői téglagyár közelsége miatt, jórészt annak dolgozóival népesült be, területe körülbelül felerészben Pilisborosjenőhöz tartozik. A község központjából csak körülményesen lehet megközelíteni tömegközlekedéssel. A szarvasi településrész közelében (a 2000-es évtized elejéig még mezőgazdasági művelés alatt tartott területen) létesült 2005-ben a solymári Auchan, mint a község azóta is egyetlen hipermarketje.
- Rozáliasor – Solymárnak a központtól leginkább félreeső településrésze, eredetileg a Budapest határában található, ma is működő Rozália téglagyár munkástelepe volt. Érdekessége, hogy miután az itt élők számára mindig is egyszerűbb volt Óbudán intézniük hivatalos ügyeiket, semmint Solymáron, 1948-tól többször is kezdeményezték lakhelyük Budapesthez való csatolását. Az akció azonban félsikerrel zárult: magát a téglagyárat valóban Nagy-Budapesthez csatolták, de a munkástelep Solymár közigazgatása alatt maradt. Ettől függetlenül minimális a kapcsolata a község központjával, ahonnan közösségi közlekedéssel csak igen körülményesen, átszállással érhető el.
- Krautgarten – A községi temető, a vár és a Káposztás-patak által határolt terület elnevezése. Feltevések szerint – amiket szórványos régészeti leletek is erősítenek – valahol itt terülhetett el a török hódoltság előtti, középkori falu. Később, a XX. század derekáig a helyi gazdák zöldséges ültetvényei terültek itt el, innen ered a neve is (magyarul: Káposztáskert). Eddig nagyrészt beépítetlen volt, beépítésére azt követően kerülhet sor, ha a tulajdonosok megegyeznek a terület megosztásának részleteiről (ez azonban már a 2010-es évek eleje óta húzódik). A településrész neve nem magyarosodott, az eredeti német dűlőnév formájában maradt meg a XXI. századra is [kiejtése körülbelül: Krau'ga't'n, de lehet hallani rövidített formában is, mint Krau]. A korábban itt működött egyetlen vendéglátóhely 2010 körül megszűnt.
- Györgyhegy – A központtól kelet-délkeletre elterülő településrész neve az egykori itteni dűlőnév magyar fordításaként honosodott meg, a név eredete ismeretlen. Beépítése nagyjából három hullámban történt: az úgynevezett Györgyliget az 1970-es évek első felében épült be, egy, a KISZ részvételével lezajlott építési program keretében; a többi györgyhegyi utca kitűzése és beépítése az 1980-as évek derekán indult. Itt zajlottak a község első régészeti feltárásai 1903-ban, Mahler Ede irányítása mellett, és itt épült 2012-13-ban a település új bölcsődéje, melynek átadására 2013. szeptember 17-én kerül sor.

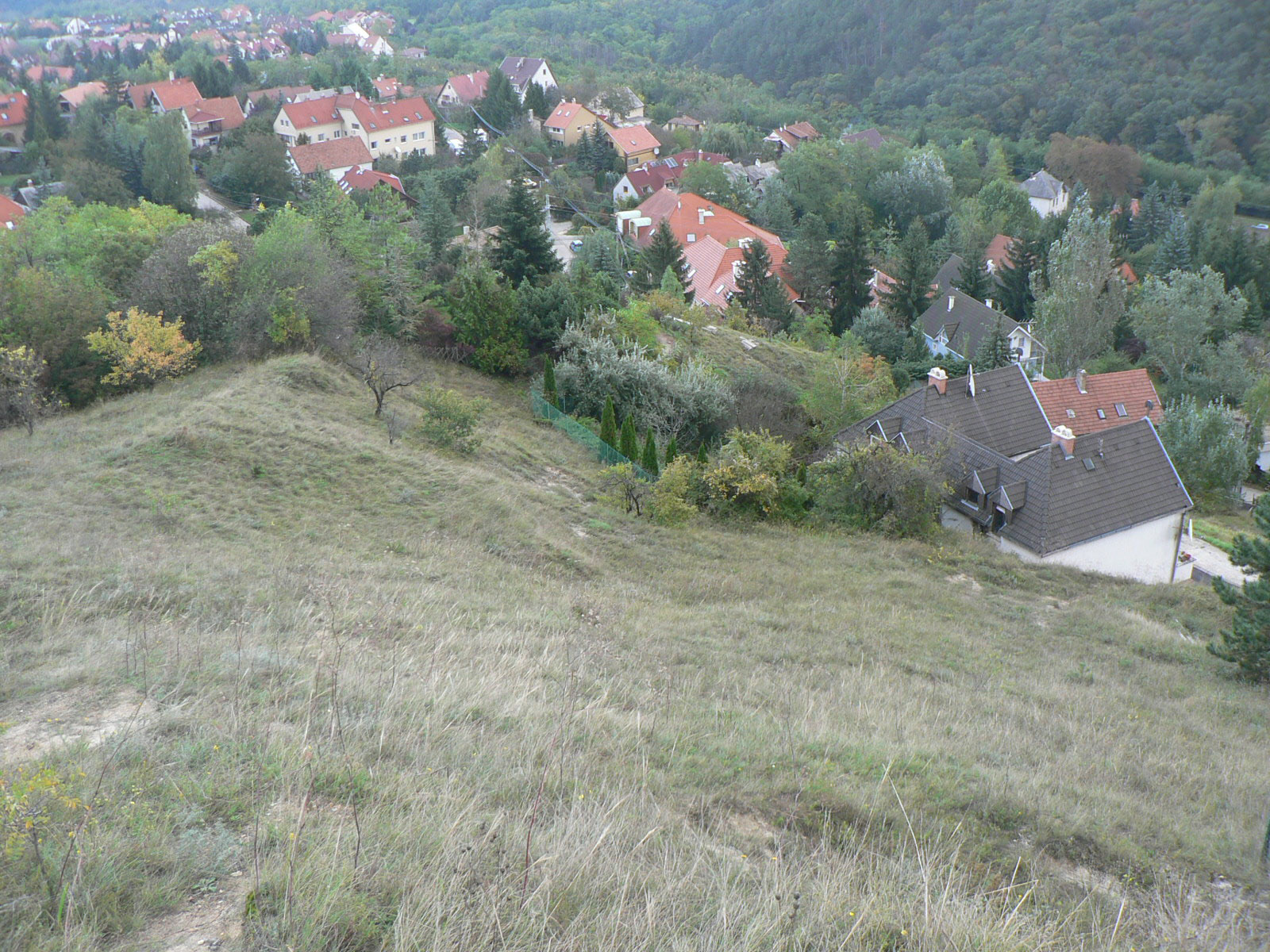
Kilátás a Kakukk-hegyről

- Kakukkhegy – Változatos terepfelszínű, zömmel meredek, lejtős hegyoldalon elterülő településrész a pesthidegkúti határban, egyes részei ma is beépíthetetlenek, vagy csak tetemes ráfordítással hasznosíthatók lakhatási célokra, utcáinak többsége zsákutca és telente némelyik szinte járhatatlan. Területén egészen az 1960-as évekig több kisebb-nagyobb kőpor- és murvabánya volt, beépíthetetlenül meredek részein értékes, védelemre érdemes (részben helyi védettség alatt álló) dolomitsziklagyepek találhatók. Neve az egykori itteni dűlőnév magyar fordításaként honosodott meg.
- Kerekhegy – A solymári úrbérrendezést követően a község központjától dél-délkeletre eső erdők maradtak az addigi földbirtokos Karátsonyi család legnagyobb egybefüggő solymári birtokai. Ezen (gróf Karátsonyi Ilma által birtokolt) erdők egy részének parcellázásával alakult ki a kerekhegyi településrész, még az 1940-es évek elejétől. A parcellázók csak az ingatlanértékesítésből befolyó haszonra gondoltak, a terület megközelítésével érdemben nem törődtek, így az itteni lakóknak még ma is a közlekedés az egyik fő problémájuk. Budaliget felől egy rossz állapotú erdei úton érhető el a terület [az utat (melynek hivatalos neve 2012 óta Gróf Karátsonyi utca) a népnyelv sokáig Lázár útnak nevezte, mert Lázár György miniszterelnöknek nyaralója volt a Kerekhegyen, és a közvélekedés szerint ő intézte el, hogy az erdei út szilárd burkolatot kapjon], Solymár központja irányában pedig a nagy szintkülönbség, és a 80-as években (politikai nyomásra) elhibázott parcellázások miatt körülményes a Kerekhegy megközelítése. Ez a terület volt Solymár utolsó egybefüggő csatornázatlan belterületi községrésze is, csatornázása 2013 szeptembere és decembere között valósult meg.[11] Solymár központjával helyi mikrobuszjárat köti össze, Budaliget felé 2014. március 31-éig szintén kisbusz közlekedett, de 2014. április 1-jével, hosszú tervezés és előkészítés után megvalósult a 157-es busz meghosszabbítása is a településrész központjában 1994-ben[12] kiépített buszfordulóig. A közelben halad el az Országos Kéktúra útvonala is, ezért sok turista tér be a kerekhegyi utcákra: számukra fontos információ, hogy a Kerekhegy területén jelenleg semmilyen (élelmiszer)üzlet vagy vendéglátóhely nem üzemel; vízvétel is csak a településrész központjában (a buszforduló mellett) épült játszótéren lehetséges.

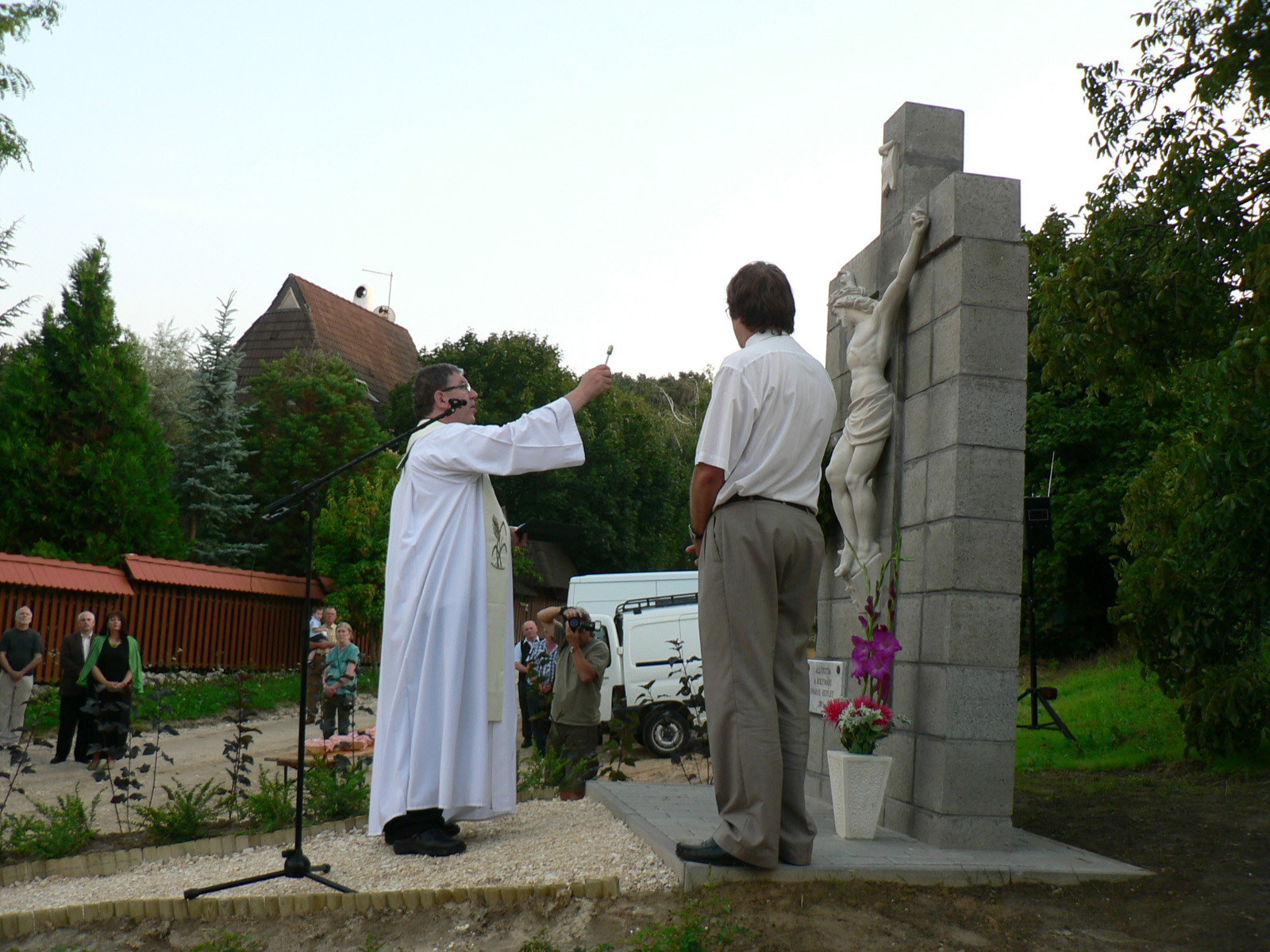
Keresztavatás a Hutweide „bejáratánál”

- Hutweide – A település központjától nyugatra elterülő, nagy kiterjedésű községrész. A XX. század közepéig leginkább a helyi gazdák gyümölcsöskertjei voltak itt, majd a század második felében üdülőtelkek céljára parcellázták. A terület déli részét (amely felnyúlik egészen a Zsíros-hegy erdeiig) a 2000-es évek közepén csatornázták, így az a rész már lakáscélú beépítésre is alkalmas belterületté vált. Északi fele (amely nyugaton egészen a pilisszentiváni határig, északon pedig az országútig is elnyúlik) ma is főként üdülőterület, szórványos mezőgazdasági hasznosítással. Neve nem magyarosodott, az eredeti német dűlőnév formájában maradt meg a XXI. századra is (kiejtése a helyi sváb dialektusban körülbelül: Hu'dvát, de gyakran hallható becézett formában is, Hudi névvel). Solymár központjával helyi mikrobuszjárat köti össze. A településrész egyetlen vendéglátóhelye a központjában található Barlang söröző.
- Szélhegy – A község északnyugati részén álló, páratlan 360°-os körpanorámát nyújtó Szél-hegy lejtőin és lábainál kialakult üdülőterület. A 20. század derekáig a település ezen részén (majdhogynem méterekre a község északi és nyugati határvonalától) több szénbányaüzem  (Solymár-akna, Solymár I. táró, Solymár I. lejtősakna), illetve az ezeket kiszolgáló rakodó pályaudvar is működött; később ezen bányaüzemeket vagy felhagyták, vagy kőfaragóipari vállalkozások, az ezredforduló után pedig inerthulladék-hasznosító cégek vették használatba az egykori területeiket és ingatlanjaikat. Magának a hegynek a déli (Terstyánszky utca felé eső) oldala már a 2000-es évtized elején viszonylag beépült, a községrész parcellázott területének fennmaradó részén viszont ma is főként nyaralók találhatók, szórványos mezőgazdasági (állattartási) hasznosítással. A község régi, nagyrészt elpusztult keresztútja helyett itt létesítettek új Golgotát az 1990-es évek második felében; a kis hegy beépítetlen lejtőin értékes, védelmet igénylő, fajgazdag sziklagyepi vegetáció él. A település négy nagyáruháza közül kettő (Aldi, Spar) is a Szélhegy településrész területén, vagy annak közvetlen közelségében található.
- Barackos – Távlatilag beépítésre szánt terület a Szél-hegy, a lakótelep és a vasútvonal között, az 1960-80-as években termelőszövetkezeti barackos ültetvényként hasznosították, azóta lényegében hasznosítatlan. Legkényelmesebb tömegközlekedési kapcsolata a Budapest–Esztergom-vasútvonal Szélhegy megállóhelye, de közel van hozzá a 164-es, a 164B és a 264-es buszok végállomása is.

## Története

### Az őskortól a honfoglaláskorig
A régészeti kutatások alapján szinte biztosan állítható, hogy már a neolit kortól (i.e. 3000) éltek itt emberek. A leletek azonban azt mutatják, hogy a kőkorszak embere tartósan is megtelepedett itt, ezt támasztja alá, hogy a neolitikus korból származó leletek mellett bronzkori leletek is előkerültek, a Mátyás-dombon pedig egész bronzkori telepet tártak fel. Az e korból származó leletek többsége edénylelet, melyek alapján az itt élő bronzkori emberek valószínűleg trák eredetűek lehettek.
Az 1970-es években folytatott ásatások feltártak a község határában római, illetve avar sírokat is. A római időkben biztosan lakott volt Solymár területe, ezt nemcsak Aquincum közelsége, de számos római kori lelet, köztük sírkövek és épületmaradványok előkerülése is igazolja. Római villa jelenlétére utalhatnak a Rozália-téglagyár közelében talált ősi kút kiképzése, illetve a közelében talált cseréptöredékek is, sőt egyes – bizonytalan – feltevések szerint római eredetű lehet a Török-kút néven ismert forrás legelső foglalásának kiképzése, illetve az onnan a völgy irányában létesített nyitott vízvezeték kialakítása is. Solymár területének keleti részén mintegy 150 sírt tartalmazó, a 2. századból származó római, a vasútállomástól nem messze pedig ennél alig kisebb avar kori temetőt is felszínre hoztak.
A település nevének eredetét illetően több teória is létezik, legvalószínűbbnek az tűnik, hogy a név az ide telepített királyi solymászok emlékét őrzi. Létezik olyan elképzelés is, hogy a név esetleg a római korban itt folyó sókereskedelem kapcsán a latin „sal” (só) kifejezésből eredhet, ennek valószínűsége azonban elenyésző. A solymászattal kapcsolatos teóriát erősíti viszont – más megközelítésből – az a feltételezés is, amely az egyébként hasonló foglalkozást jelentő szláv szokolár szóval rokonítja, illetve abból látja eredeztethetőnek a nevet.

### Az Árpád-kortól a török hódoltságig

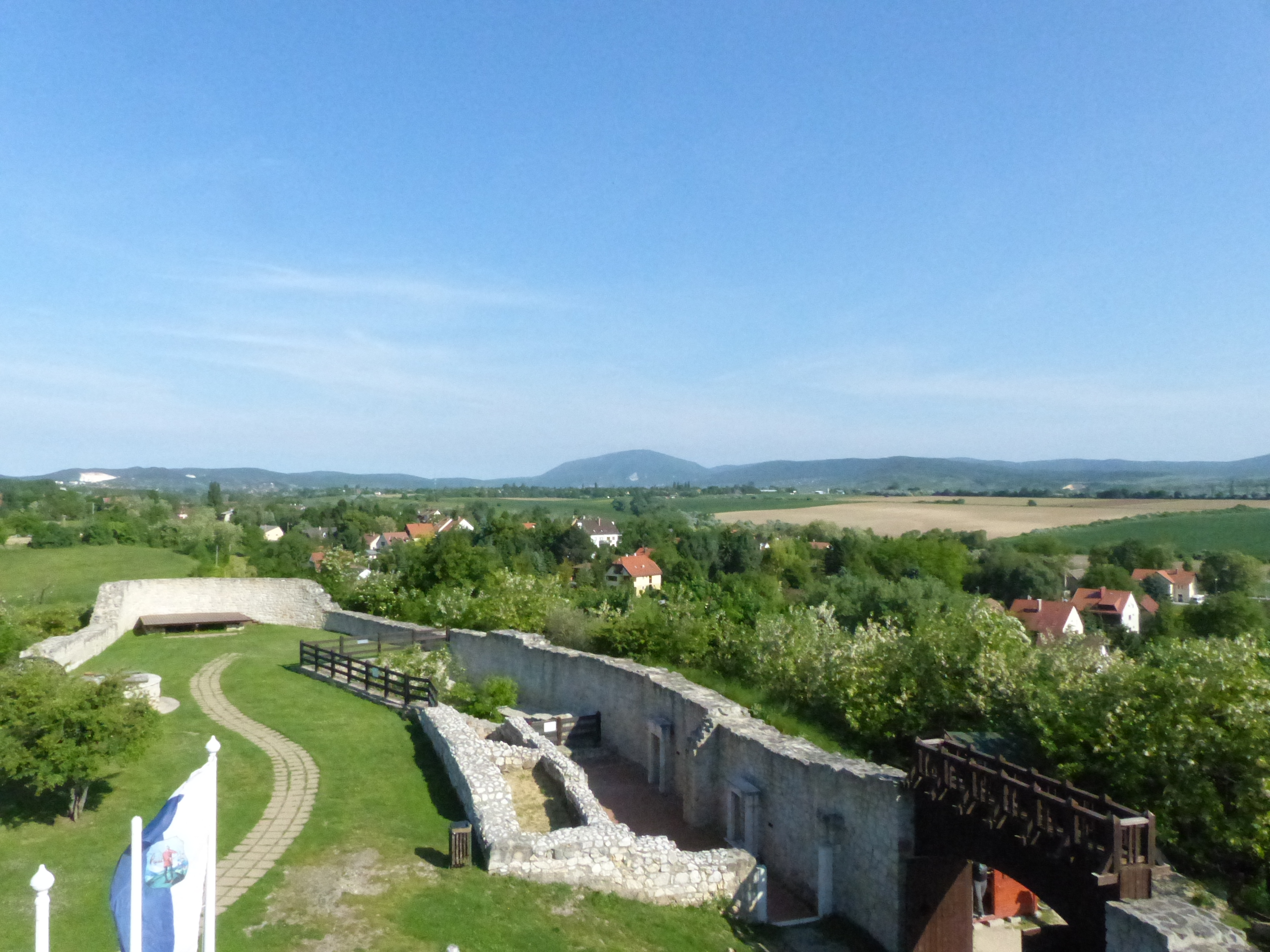
A solymári vár

1266-ban neve Salamar néven szerepelt az oklevelekben. A településen ezt az adatot tekintik Solymár első okleveles említésének, ennek megfelelően 1966-ban ünnepelték a község 700 éves fennállását, a 750 éves évfordulós rendezvényeket pedig ugyanezen logika mentén 2016-ra szervezték.
Birtokosa a 13. század második felében a Bár–Kalán nemzetségbeli II. Nána comes volt, miként erről végrendeletében is megemlékezett.
A solymári vár (melyet hívnak (hibásan) Szarkavárnak is) feltételezhetően a XIV. században épült, a települést akkoriban birtokló Lackfi család építtette. A várról az első említés 1401-ből való. 1435-ben Borbála királyné birtokában találjuk, aki után Erzsébet királynének, I. Albert király özvegyének a birtokába került, aki 1442-ben a Korbáviai grófoknak adta zálogba, de nem sokáig maradhatott kezükön, mert 1444-ben már az Olnodi Czudar család birtoka volt, akik még ebben az évben 600 forintért a Rozgonyiaknak zálogosították el.
1455-ben Garai László nádor, 1468-ban Garai Jób és Újlaki Miklós birtoka volt, 1490-ben pedig Corvin János birtokában találjuk. Ebből az időből maradtak fenn, a mai községtől mintegy 1000 méternyire, az úgynevezett "Schlossberg"-en egy épület romjai, melyek még a XX. század elején is láthatók voltak és melyeket a szájhagyomány Mátyás király vadászkastélyának maradványainak tartott. A település főleg királyi szolgálók, solymászok és vadászok lakóhelye volt, a vár pedig elsősorban vadászkastélyként működött.

### A német betelepülés és az azt követő időszak
Solymár a török hódoltság alatt elnéptelenedett, a vár pedig romlásnak indult; az 1629-1695 évi összeírásokban az elpusztult helyek között szerepelt. A pusztává vált település területe 1661-től a felsővattai Wattay család birtoka, először Wattay Pál Pest-Pilis-Solt vármegye helyettes alispánja birtokában volt. I. Lipót császár Kollonich Lipót esztergomi érsek javaslatára kezdeményezte, hogy a török hódoltság után néptelenül maradt földekre Németországból költöztessenek telepeseket, érdekes módon azonban a Buda körüli települések birtokosai közül egyetlenként Wattay János, aki Solymár birtokosa is volt akkor – talán református vallása miatt, vagy talán büntetésből, hiszen a Rákóczi-szabadságharc idején kuruc alispán volt – nem kapott engedélyt arra, hogy közvetlenül Németországból költöztessen telepeseket a birtokaira. Nyilván ezzel függ össze, hogy Solymárra sokkal szórványosabban, és némileg később érkeztek az első telepes családok, mint a környék falvainak többségére, valamint ezzel függhet össze az is, hogy az ide települt német családok jelentős része a környékbeli településekről hurcolkodott át a településre. Azok a családok pedig, akik mégis Németországból érkeztek, azok – a közelmúlt családkutatási eredményei alapján – a Frankföldről költözhettek ide. A község újratelepülése feltehetőleg a XVIII. század első éveitől indult meg: 1715-ben még csak 16, 1720-ban már 47 adóköteles (túlnyomórészt német) háztartást írtak itt össze. A XVIII. század első solymári összeírásaiban még rác (szerb) családneveket is találhatunk (ők később valószínűleg Csobánkára települtek át), majd távozásuk után, Mária Terézia uralkodása alatt fokozatosan egyre több sváb (német) telepes érkezett a területre.

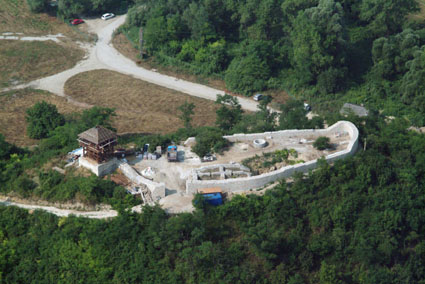
A vár a levegőből

Az 1700-as évek derekán a község a Tersztyánszky-család, majd később, 1848-ig a Majthényi- és Kállay-családok birtoka volt. A 19. század második felében gróf Karátsonyi Guido volt itt birtokos, halála után pedig, a század végén és a 20. század első harmadában fia, gróf Karátsonyi Jenő volt Solymár legnagyobb birtokosa és utolsó földesura. A Karátsonyi család itteni földbirtokos tagjainak nevéhez fűződik egy különleges szokás, a rózsaesküvők hagyományának meghonosítása, amely Magyarországon szinte csak a család három Pest megyei birtokán, Solymáron, Pilisvörösvárott és Pilisszentivánon terjedt el, az 1882 és 1914 közötti időszakban.
1862-ben nagy tűzvész pusztított itt, melyben a település jelentős része (61 lakóház) leégett. A tűzben leégett az akkori plébánia épülete, és megsemmisült az ott őrzött anyakönyvek, illetve egyéb iratok jelentős része is.
A falu a 19. századtól jórészt a földművelésnek (szőlő-, gyümölcs-, búza- és káposztatermesztés), és nem utolsósorban a főváros közelségének köszönhetően dinamikus fejlődésnek indult. 1895-ben a vasút (Budapest-Esztergom) bevezetésével még könnyebbé vált a kapcsolattartás Budapesttel.

### Solymár a XX. században
A község a XX. század elején Pest-Pilis-Solt-Kiskun vármegye Pomázi járásához tartozott. 1910-ben 3108 lakosából 1086 magyar, 1983 német, 25 szlovák volt; vallási megoszlás szerint 3025 volt a római katolikusok és 43 a protestánsok száma.
Az első világháborúban a község mintegy 3300 lakosa közül 525 fő teljesített hosszabb-rövidebb időtartamú katonai szolgálatot. A különböző hadszíntereken, vagy később a hadifogságban több mint hatvanan estek el, az emlékükre 1924 októberében állított hősi emlékmű márványtábláira 64 nevet véstek fel. Későbbi, a 2010-es években folytatott kutatások eredményei szerint a háborús áldozatok száma ennél is néggyel több lehetett: volt, aki valószínűleg még élt az emlékmű felállítása idején, volt, aki névazonosság miatt nem került fel az emléktáblára, két érintett család pedig elköltözött a településről a háború végét követően, az ő elesett rokonuk tehát vélhetőleg azért nem szerepelnek az emlékművön, mert az évek alatt megfeledkeztek a családjukról.
A Tanácsköztársaság időszaka Solymáron szerencsés módon véráldozatok nélkül zajlott, mint ahogy a forradalom leverését követő hónapok sem jártak emberhalállal, bár a direktórium volt tagjait az Ostenburg-különítmény irányítása mellett megbotoztatták, egy részüket hosszabb-rövidebb időre (átlagosan négy hónapra) Hajmáskérre internálták, három tanácsköztársasági vezetőt pedig bíróság elé állítottak – közülük ketten egy-egy év börtönbüntetést kaptak, a harmadikról – Kopp (magyarosítás utáni családnevén Koppány) Mártonról – a tárgyaláson derült ki, hogy hamis váddal citálták a bíróságra.
A második világháborúban legalább hatvan fő esett el katonaként a különböző hadszíntereken, illetve halt meg hadikórházakban vagy hadifogságban, továbbá közel húsz polgári áldozatot is szedtek a harcok a település lakói közül. Mivel a háború utolsó hónapjaiban, a front közeledtének hírére mintegy 25 volksbundista, vagy pusztán a szovjet katonák kegyetlenkedéseitől tartó család nyugatra menekült – és már nem is tért vissza onnan –, továbbá bő egy évvel később az itthon maradt sváb családok nagyobb részét is kitelepítették, valószínűleg sosem lehet már megállapítani a harcokban és a fogságban elhunyt solymári lakosok végső számát.
A II. világháború után, 1946. április 18-án és 23-án a falu lakosságának közel felét, s a sváb lakosság nagy többségét (mintegy 1960 főt) kitelepítették Németországba, helyükre még abban az évben mezőkövesdiek, illetve a csehszlovák–magyar lakosságcsere keretében felvidéki magyarok, majd – jóval szerényebb számban – erdélyi származású családok is kerültek.
Az 1950-60-as években beinduló országos iparosítási hullám jegyében, az 1970-es évek első felében – a falu határában már régóta működő Rozália téglagyáron felül – újabb téglagyár épült, a község vasútállomása közelében. Ezen kívül gyárak is létesültek Solymáron, a korábbi kisebb üzemekre, helyi kisipari szövetekre alapulva, illetve részben azokból kifejlődve: ezek közül legfontosabbak a Pest Megyei Műanyagipari Vállalat (PEMŰ) és a Pest Megyei Faipari Vállalat, melyek sok száz munkahelyet teremtettek a térségben lakók számára. Ezzel is összefügg, hogy Solymár állandó lakosainak száma az 1970-es évre átlépte a 4000 fős értéket.
Az 1980-as években egyre több budapesti vásárolt telket a község zöldövezeteiben. Először csak hétvégi pihenőhelynek, majd a rendszerváltás után egyre többen választották állandó lakóhelyüknek Solymárt.

#### Solymár pusztamaróti tábora
Hivatalosan 1978. augusztus 30-ától (ténylegesen csak 1979 tavaszától) került az akkori nagyközség üzemeltetésébe a közigazgatásilag Nyergesújfaluhoz tartozó Pusztamaróton létrehozott, egy korábbi honvédségi területen kialakított úttörőtábor, mely magában foglalta az 1945 előtt elnéptelenedett település hajdani iskolaépületét, és több, időközben lebontott lakóház egykori házhelyét is. A település vezetése 1979-től néhány éven keresztül komoly összegeket fektetett a viszonylag félreeső terület fejlesztésébe.
A rendszerváltás után kiderült, hogy a terület használatának jogi viszonyai nincsenek egyértelműen dokumentálva, így még az önkormányzat számára sem volt tisztázott, hogy a tábor Solymár tulajdonába, kezelésébe, vagy csak használatába került-e. A tábor tulajdonosaként fellépő önkormányzat egy ideig úgy oldotta meg a jogi problémákat, hogy bérleti szerződést kötött egy vállalkozással, majd egy fertőzésre hivatkozva felbontotta vele a szerződést. Az akkori jegyző pár évvel későbbi, e témában született dolgozata azt sugallja, hogy a váratlan lépést a solymári képviselő-testület olyan reménye motiválhatta, hogy a tábor területe elbirtoklással a községre szállhat; e verzió szerint ez azért nem következhetett be, mert az elbirtokláshoz szükséges használat időtartamát épp akkoriban emelték 10-ről 15 évre. A nevezett jegyző utóda szerint viszont a vagyonvesztés már 1995. április 1-jével [egy harmadik, mindkettejüknél korábbi jegyző hivatali idejében] megtörtént, hiszen az ingatlan tulajdonviszonyára vonatkozó igényt a községi önkormányzatnak az akkori jogszabályok szerint 1995. március 31-ig kellett volna bejelentenie. Pusztamarót üzemeltetési jogát mindenesetre így vesztette el az 1990-es évek második felére Solymár Nagyközség Önkormányzata.

### Solymár a jelenkorban
Bár manapság a magukat svábnak (németnek) vallók szerény kisebbségben vannak a település lakosai között, mégis sokan érzik fontosnak a község régi hagyományainak ápolását, amiről többek között a nemzetiségi óvoda, az iskola és a nagyszámú kulturális egyesület hivatott gondoskodni. Ennek keretében nyílt meg 2016 áprilisában a település legújabb közösségi színtere is, a Tájház / Bauernhaus, amely egy, az 1930-as években épült sváb parasztház felújításával valósult meg.
A településen számos írott médium illetve helyi televízió is működik, illetve működött a rendszerváltás évei óta, ezek is mindig nagy súlyt fektettek a nemzetiségi hagyományok őrzésére és életben tartására. A hivatalos helyi újság – az 1989-től létező Solymári Hírmondó – mellett 1999-től több mint egy évtizeden át jelentek meg egyéb (iskolai, egyházi, de legfőképp civil közéleti) újságok is (időrendi sorrendben: Holló, Solymár Csillaga, Iskolaharsona, Sólyomszem, Szólj Már, Fixpont), ezek egyikéből, az eredetileg a katolikus egyházközség folyóirataként indult Solymár Csillagából nőtt ki országos lappá a Képmás családmagazin.
2011 tavaszától 2014 decemberéig a községi önkormányzat hivatalosan két helyi lapot jelentetett meg: a Solymári Hírmondó ingyenesen kézbesítve jutott el minden helyi háztartásba, a Solymári Magazin pedig a megjelenési ideje alatt kereskedelmi forgalomban árult havi magazinként bővebb terjedelemben, színesebb tartalommal informálta a helyi közélet iránt érdeklődő lakosokat. 2015 elejétől ismét a Solymári Hírmondó a település egyetlen hivatalos nyomtatott lapja, minden háztartásba ingyenesen kézbesített, néhány hónapig 20, majd 2015 májusától 36 oldalas havilapként.
Solymár önkormányzata 2016-ban ünnepelte a település fennállásának 750. évfordulóját.

## Népesség
A település népességének változása:
| Lakosok száma | 9901 | 10 049 | 10 823 | 11 220 | 11 005 | 11 009 |
|               | 2013 | 2014   | 2021   | 2022   | 2023   | 2024   |

A 2011-es népszámlálás során a lakosok 88,1%-a magyarnak, 13% németnek, 0,2% románnak, 0,2% szlováknak mondta magát (11,4% nem nyilatkozott; a kettős identitások miatt a végösszeg nagyobb lehet 100%-nál). A vallási megoszlás a következő volt: római katolikus 42,9%, református 9%, evangélikus 1,4%, görögkatolikus 0,8%, izraelita 0,3%, felekezeten kívüli 17,1% (25,3% nem nyilatkozott).
2019-ben 11 277 fő lakosa van a községnek.
2022-ben a lakosság 88,6%-a vallotta magát magyarnak, 8,6% németnek, 0,2% szlováknak, 0,2% ukránnak, 0,2% románnak, 0,2% cigánynak, 0,2% lengyelnek, 0,1-0,1% horvátnak, görögnek,  örménynek, bolgárnak és ruszinnak, 6,4% egyéb, nem hazai nemzetiségűnek (10,8% nem nyilatkozott; a kettős identitások miatt a végösszeg nagyobb lehet 100%-nál). Vallásuk szerint 35% volt római katolikus, 7,8% református, 1,5% evangélikus, 0,7% görög katolikus, 0,2% izraelita, 0,2% ortodox, 2% egyéb keresztény, 0,5% egyéb katolikus, 13,7% felekezeten kívüli (38,1% nem válaszolt).

## Látnivalók

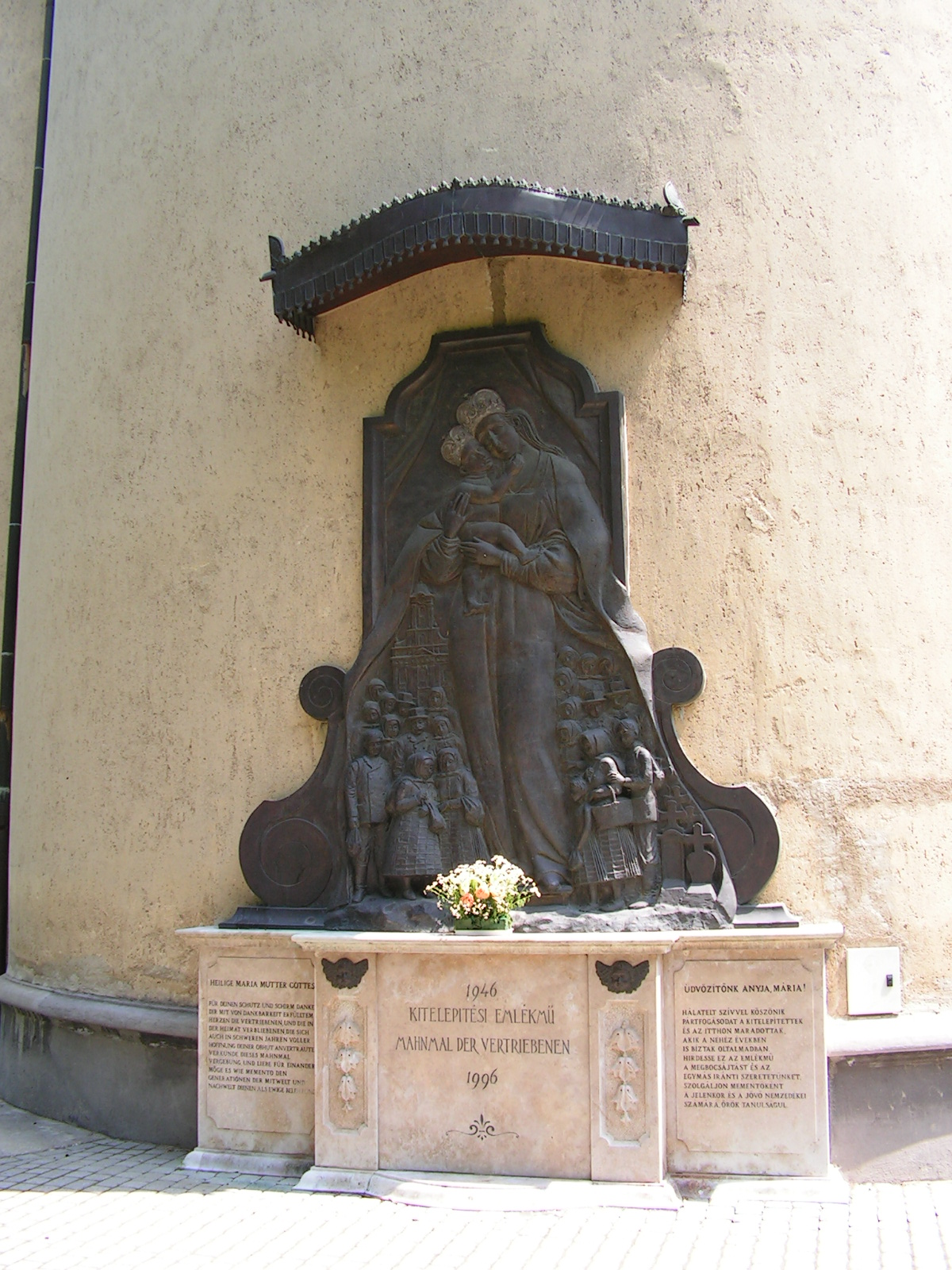
A kitelepítési emlékmű

### A falu központjában (Templom téren)
- Szűz Mária neve templom  – A község római katolikus temploma 1782-1785 között épült késő barokk stílusban, építtetője Majthényi Károly földesúr volt. A Majthényi-család emlékiratai szerint Mangel János óbudai ácsmester tervezte, a kivitelezésben rajta kívül közreműködött még Biedermayer Ferenc budai ácsmester, Dávid József kőfaragó és Probst Gáspár asztalos is.[26] Szűz Mária tiszteletére szentelték fel. Említést érdemel barokk főoltára Falconer József Ferenc főoltárképével, szószéke és a sekrestye szekrénye, tulipántos pántokkal. (Az óbuda-kiscelli trinitárius kolostor templomából az 1700-as évek végén ide került főoltár, és az azonos eredetű szószék is Bebo Károly neves barokk szobrászművész munkája.)[27]
- Hősi emlékmű – 1924 októberében állították, Jablonszky Géza tervei alapján, az első világháború solymári áldozatainak emlékére, első emléktáblájára 64 első világháborús solymári áldozat nevét vésték fel. Később felkerültek rá a második világháborús áldozatok nevei is, 2009-ben pedig újabb emléktábla került az emlékműre, a solymári 1848-as solymári hősökre és az 1956-os áldozatokra emlékeztetve.

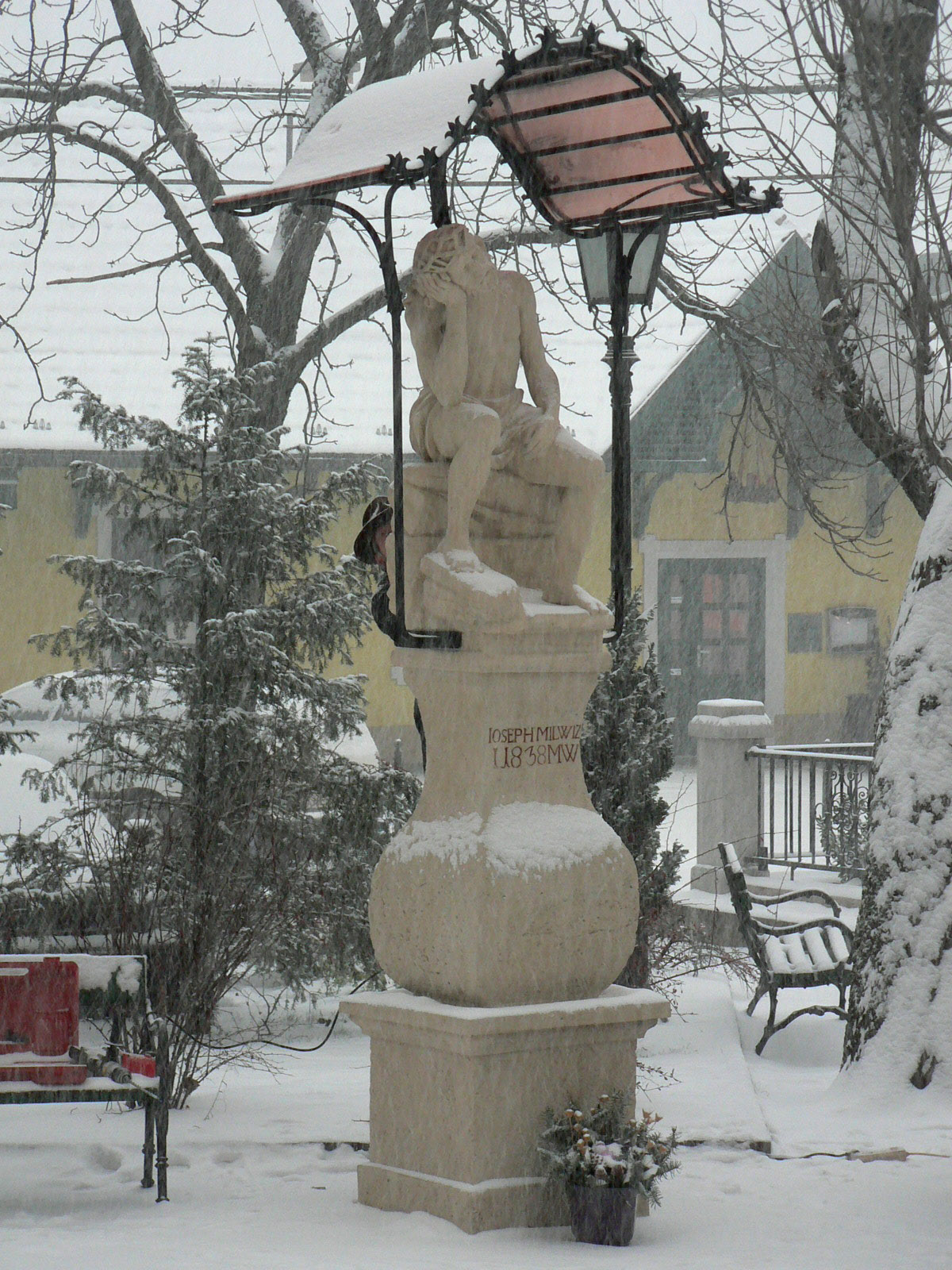
A Templom téri ülő Krisztus-szobor

- Búsuló Krisztus szobor – Késő barokk stílusú faragott kőszobor, a község egykor leggyakoribb családnevét (Milbich) viselő családok egyike állította a XIX. század első felében, feliratából ítélve 1838-ban. Eredetileg a mai Anna-kápolna helye közelében állt,[28] és ismeretlen időpontban – de biztosra vehető, hogy még a Hősi emlékmű létesítésének éve előtt – került mai helyére. A 2000-es évek végén Rákos Péter kőszobrász restaurátori munkája eredményeként nyerte el mai állapotát. Védőtetője eredetileg nem volt, a jelenleg fölötte látható védőtetőt 2009 decemberében helyezték fel a szoborra.[29]
- Kitelepítési emlékmű – A templom hátsó homlokzatán látható, alkotója Kovács Jenő szobrászművész volt, avatása 1996-ban történt. Létesítéséhez jelentős összegű adományokkal járultak hozzá a kitelepítést megúszó (vagy abból visszaszökött) régi solymári családok éppúgy, mint egykori kitelepített, és azóta és Németországban élő családok tagjai is.
- Wass Albert-mellszobor – Felállítását mintegy tucatnyi helyi vállalkozó és értelmiségi közszereplő kezdeményezte, akik nagyjából felerészt voltak református, illetve katolikus kötődésűek. A kezdeményezők a költségek előteremtéséhez gyűjtést és nagyszabású jótékonysági rendezvényt is szerveztek (a szoborállításra időzítve a helyi újságok egyikének még különszáma is megjelent 2005. június közepén). A szobor alkotója Blaskó János szobrászművész volt, avatási ünnepsége 2005. június 24-én volt.

2007. január 17-én, a Magyar kultúra napjának előestéjén azóta is ismeretlen tettesek ledöntötték Wass Albert portrészobrát. A szobordöntőknek valószínűleg nem színesfémre volt szükségük, csak az alkotás meggyalázása lehetett a céljuk. A szobrot röviddel az eset után helyreállították.

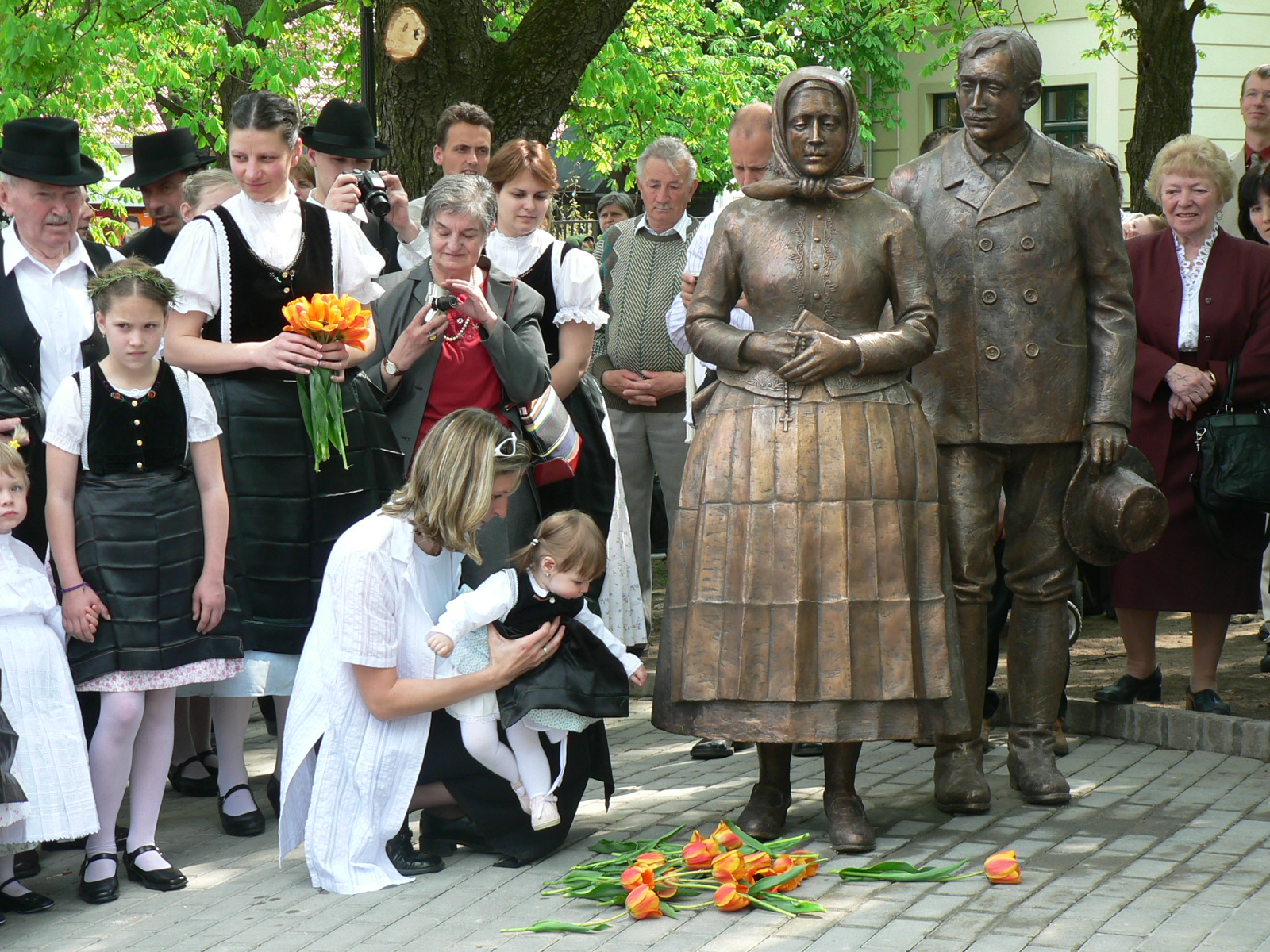
A Hagyomány szoborcsoport avatása

- "Hagyomány" szoborcsoport – Kovács Jenő szobrászművész alkotása, felállítását a Német Kisebbségi Önkormányzat és a Helytörténeti Alapítvány kezdeményezte, a szoborállítás költségeinek előteremtéséhez gyűjtést és jótékonysági rendezvényt is szerveztek. A szoborcsoport egy templomba induló, jellegzetesen solymári sváb népviseletbe öltözött házaspárt ábrázol, felavatására 2006. április 23-án került sor.
- Millenniumi emlékoszlop és emlékfa[30] – Faragott kopjafa, amely mellé egy fiatal cédruscsemetét ültettek; az emlékhely létesítésének kezdeményezője a Cédrus Táncegyüttest működtető Cédrus Alapítvány volt.

Az emlékoszlopot a 2010-es évek elején, ismeretlen időpontban – rossz állapota miatt – eltávolították, pótlását az illetékesek – más kivitelben, emléktáblával vagy emlékkővel – 2013-ra ígérték, ez azonban azóta sem történt meg.
- Csíkpálfalvai kopjafa – Solymár erdélyi testvérközségének ajándéka, melynek felállítása és avatási ünnepsége 2013. szeptember 15-én zajlott, felszentelését dr. Cserháti Ferenc esztergom-budapesti segédpüspök, a külföldi magyarok püspöke végezte, a két település katolikus és református lelkészeinek közreműködésével. A kopjafa körülbelül félúton található a Wass Albert-szobor és a millenniumi emlékfa között, a katolikus templom tömbjétől északnyugatra.
- "Resurrexi" szobor – A bronzhatású bevonattal megvalósított, oszlopon álló fém térplasztika Rumán Sándor alkotása, mely a Szél-hegyi keresztúthoz kapcsolódóan, bár attól földrajzilag jelentős távolságban, az utolsó, feltámadást jelképező stáció gyanánt valósult meg, 1999-ben ().

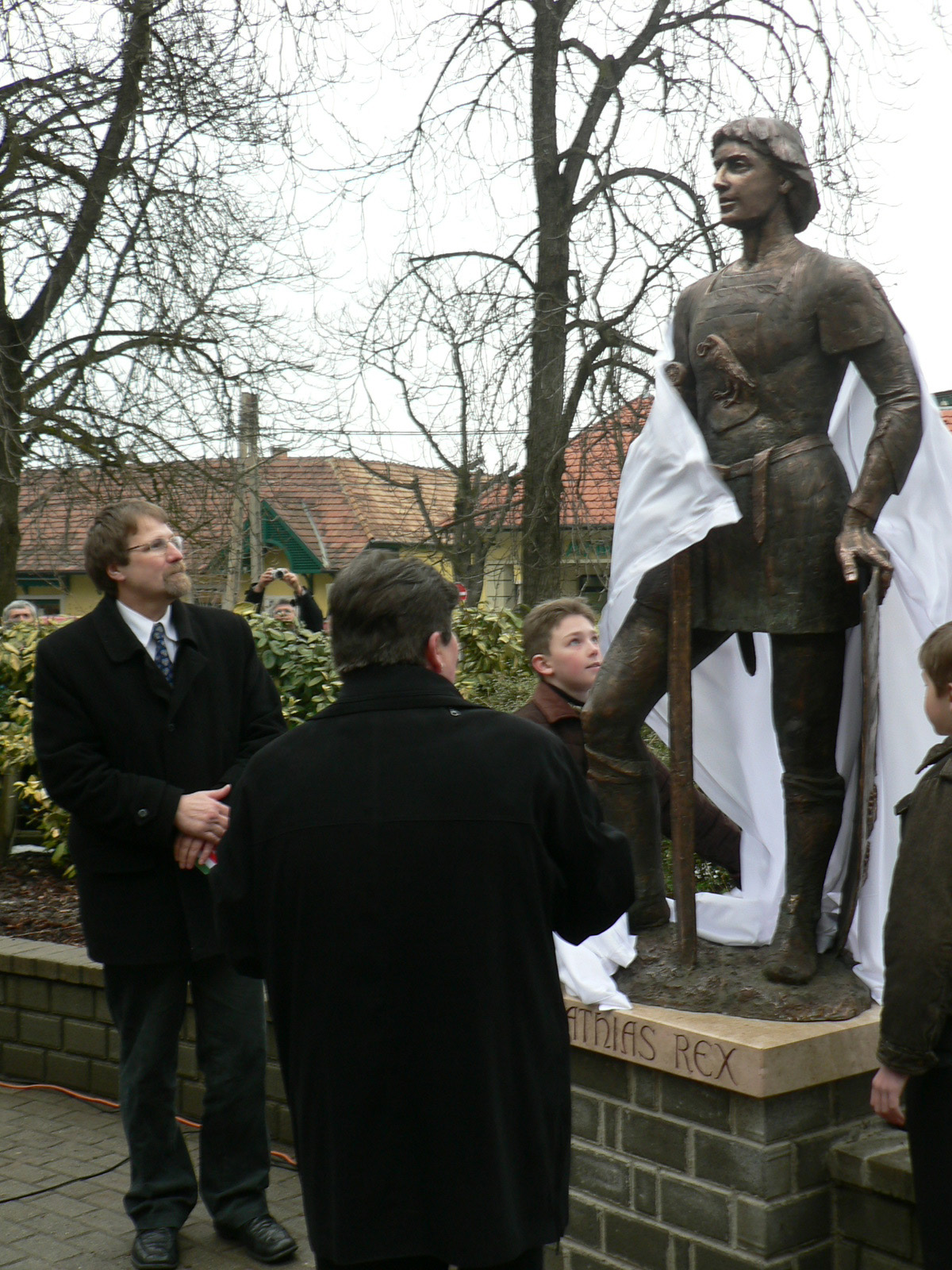
A Mátyás-szobor avatása

- Hunyadi Mátyás szobra – Az általános iskola udvarán álló szobor a főtér két másik szoboremlékéhez hasonlóan Kovács Jenő műve, avatása 2009. február 28-án történt.
- Szent József-szobor – A volt sekrestyésház, jelenleg egyházközségi gyűjtemény (Templom tér 7.) kerítésébe épített míves kőfülkében látható műalkotás, alkotói Máriahegyi-Miereisz János, Elisch János és Szabó István voltak, az emlékhelyet a Solymári Iparos Egylet kivitelezte; avatása 2009. május 3-án történt.
- Egyházközségi gyűjtemény – Az egykori sekrestyésház sokáig elhanyagolt – az 1990-2000-es években a Karitász által használt – épületét (Templom tér 7.) 2007 körül újította fel a Solymári Iparos Egylet, istállójában már attól az évtől kezdve minden adventi időszakban élő állatokkal és életnagyságú szobrokkal berendezett Betlehemet alakítanak ki, és az udvara is évről évre egyre több rendezvénynek ad helyet. Az épület három helyiségében kialakított, kegytárgyakat és más helyi vallási emlékeket bemutató, miniatűr egyházközségi múzeum 2011. július 2-án nyílt meg.[31] A gyűjtemény díjtalanul látogatható előzetes bejelentkezés mellett, valamint a község egyházi ünnepein, és egyes, a Solymári Iparos Egylet által szervezett rendezvények ideje alatt. Az épületet 2013 decemberében, az udvar irányában egy fedett istállórésszel bővítették, azzal a céllal, hogy az "élő Betlehem" még méltóbb elhelyezést kaphasson.[32]

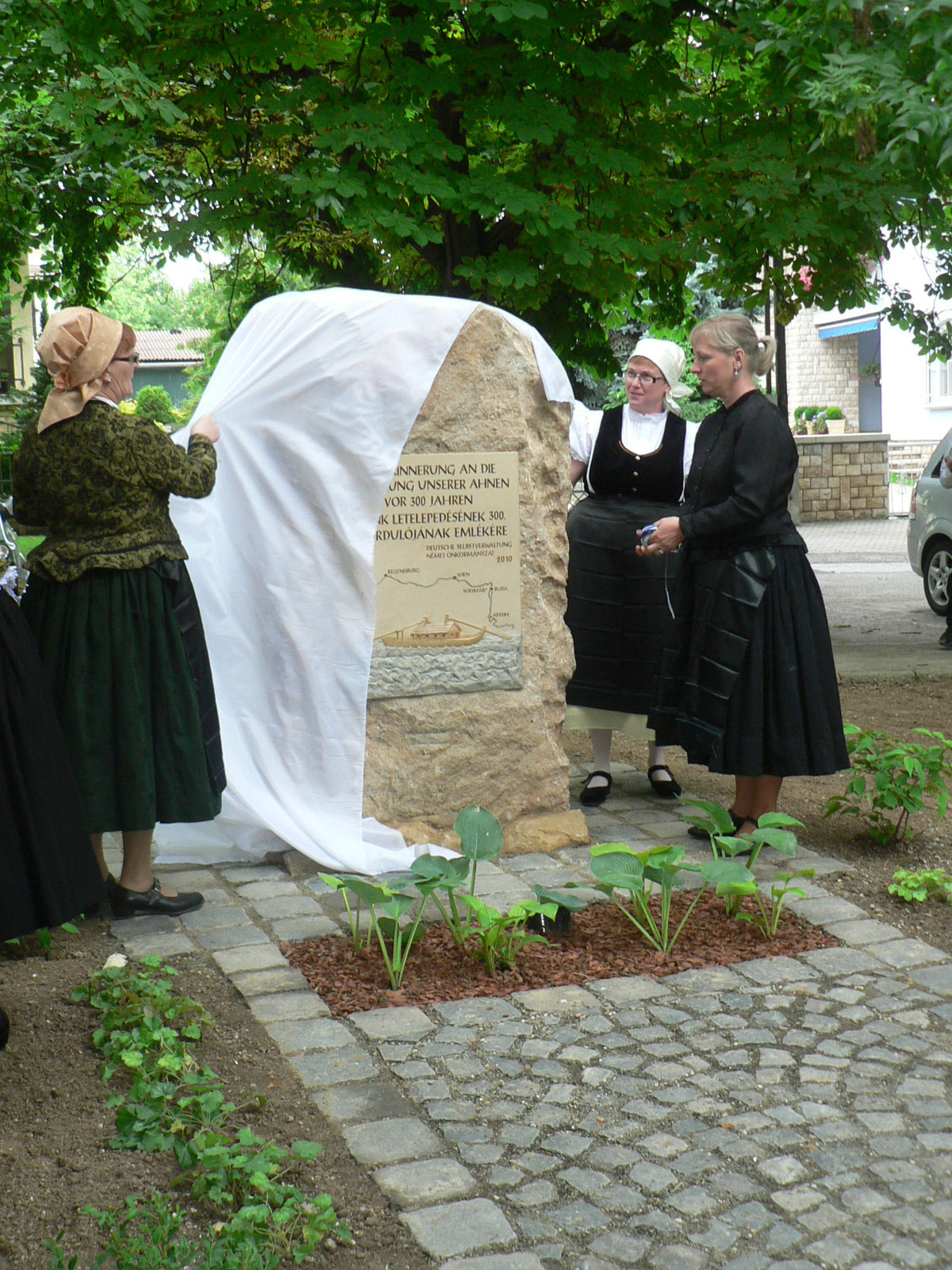
A Betelepülési emlékmű avatása

- Emlékkő a solymári svábok betelepedésének 300. évfordulójára – A Templom tér zöldfelületének nyugati széle közelében álló emlékművet a Német Kisebbségi Önkormányzat állíttatta 2010-ben; az emlékmű koncepcióját Puck Jánosné, parkosítási tervét Puck Melinda dolgozta ki. Avatási ünnepsége 2010. június 20-án zajlott, azóta általában minden év júniusában betelepülési ünnepséget szervez a Német Nemzetiségi Önkormányzat, ennek keretében ezt az emlékművet is felkeresi és megkoszorúzza az ünneplő menet.[33]
- Dr. Jablonkay István Helytörténeti Gyűjtemény (Templom tér 2.) – Régi parasztházból kialakított, eredetileg 1972. augusztus 19-én (akkor még Pilisvölgye Helytörténeti Gyűjtemény néven) megnyitott[34] gyűjtemény. Négy szobájában, valamint az udvarán és az egykori gazdasági épületben kialakított több állandó kiállítása, illetve a pincében rendszeresen megszervezett időszakos kiállításai belépődíj ellenében látogathatók. Alapítója a későbbi névadója, dr. Jablonkay István nyugalmazott gimnáziumi tanár volt, halála (2000) óta lánya, Jablonkay Mária a gyűjtemény vezetője.
- Apáczai Csere János Művelődési Ház és Könyvtár (Templom tér 25.) - 1905-1909 között épült, eredetileg a község egyik jómódú családjának nagyvendéglője volt, 1952 óta folyamatosan kultúrházként és könyvtárként, valamint számos kultúrcsoport és kulturális civil szervezet székhelyeként működik. Színházterem, több kisebb rendezvény- illetve próbaterem és pinceklub is tartozik hozzá; mindemellett a 2010-es évek eleje óta szervezetileg az intézmény részeként működik a helytörténeti gyűjtemény, 2016 novembere óta pedig a tájház is. Igazgatója 2000 óta Varga Zsolt.
- A Templom tér egyik kertjében (a 2013-ban posztumusz díszpolgárrá választott dr. Jablonkay István leszármazottainak Templom tér 24. alatti magántelkén) áll az a több mint 200 évesre becsült (egyesek által 300 éves körülinek feltételezett) árpával érő körtefa, amely az Ökotárs Alapítvány által kiírt, "Az Év Fája" versenyen 2013-ban a "Hős Fa" címet nyerte el.[35][36]

### A központ közelében

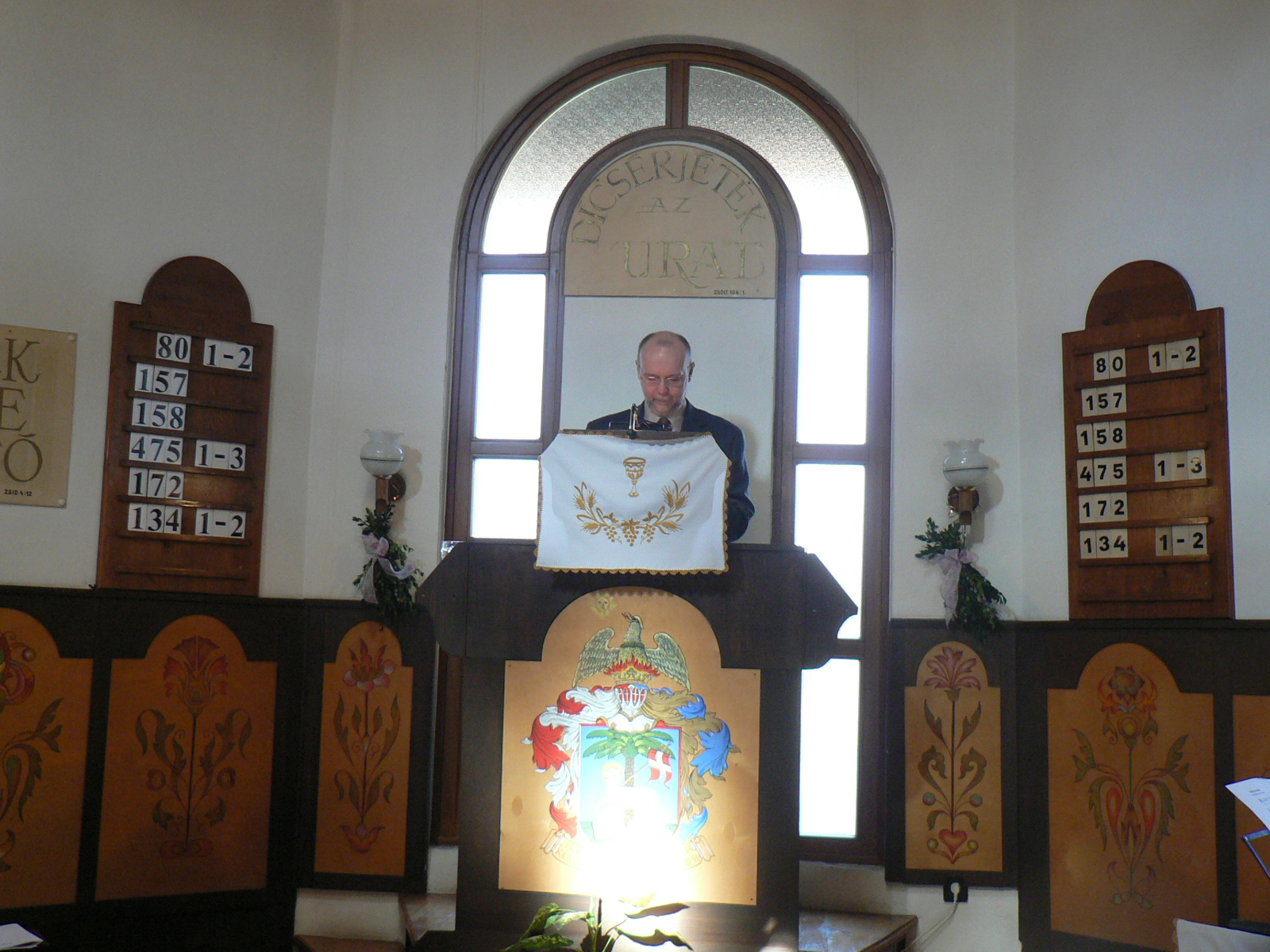
Templombelső a református templomban

- Tájház (Bauernhaus) (Dózsa György utca 6.) – az 1930-as évek végén épült, jellegzetes solymári sváb parasztház, amely szinte változtatás nélkül, ráadásul a körülményekhez mérten kifejezetten jó műszaki állapotban érte meg a 2010-es éveket. Utolsó magánszemély tulajdonosának halála után, 2014-ben került át önkormányzati tulajdonba és 2016. április 24-én nyílt meg Solymár első tájházaként. Megnyitásától kezdve bő fél éven át a német nemzetiségi önkormányzat kezelésében volt, majd 2016 november végén a művelődési ház szervezeti rendjébe került át.[37]
- Református templom (József Attila utca 52.) – épült az 1980-as évek második felében), a korábban ugyanitt állt [egy kitelepített sváb fodrász államosított lakóházából 1946 után kialakított] református imaház helyén, Haraszti László építészmérnök és Králik Miklós statikus mérnök ingyenesen elkészített tervei alapján. A belső terét díszítő több mint száz, fakazettákra készített növényi ornamentikás festményt Pákay Zsoltné Hajnal Mária alkotta; a szószéken látható festmény megvalósítása, továbbá a templom belső terének megtervezése, illetve az udvaron álló fa harangláb tervezése és kivitelezése Szabó István faszobrász nevéhez kötődik, a harangláb harangját Jeney Tibor öntötte.
- "Hivatal Galéria" – helyi és környékbeli képzőművészek alkotásaiból szervezett időszakos kiállítások számára 2012-ben létesített kiállítóhely, a Polgármesteri Hivatal (József Attila utca 1.) nagytanácstermében.[38] Ügyfélfogadási időben díjtalanul látogatható.
- Taller Mátyás-emléktábla – az 1946-ban kitelepített solymári zeneszerző (1904-1989) emléktáblája a szülőháza helyén álló lakóház utcára néző homlokzatán (Szabadság utca 16.), amit 2006. április 22-én avattak fel.
- Kelemen Istvánné-emléktábla – az 1941-től 1998-as haláláig Solymáron tevékenykedő zenepedagógus, karnagy, kántor és népzenekutató emléktábláját a Kálvária utca 8. számú lakóházon avatták fel, 2015. június 6-án, ahol élete utolsó évtizedeit töltötte.
- A Waldorf Pedagógiai Intézet épülete (József Attila utca 41.) – eredetileg egy jómódú (a templom számára harangot is adományozó) nagyparaszti család lakóháza volt, a helyi népi építészet egyik jellegzetes alkotása, amely külső jellemzőit tekintve gyakorlatilag eredeti állapotban maradt meg;

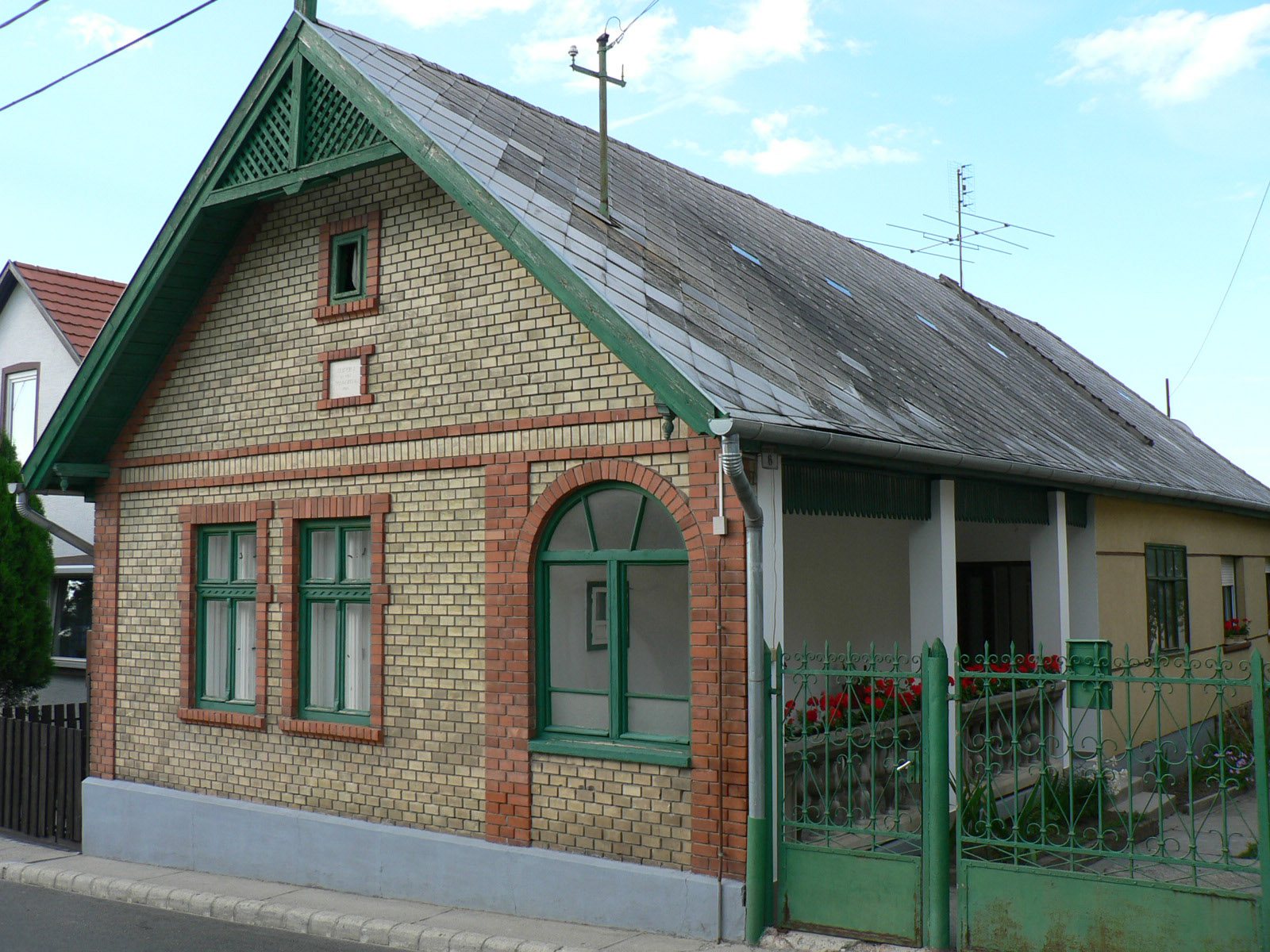
Régi parasztház a Kossuth utcában

- A helyi népi építészet további szép emlékei elvétve megtalálhatók még a településközpont néhány utcájában, bár sok tulajdonos inkább bontani igyekszik a régi építészeti emlékeket. A kis számú, megőrzésre érdemes, sőt helyi védelem alatt álló vagy arra javasolt lakóházak közül a legszebbek egyikét (a Dózsa György utca 6. alatti házat) az önkormányzat tájház céljára vásárolta meg 2014-ben; hasonlóan szép és értékes épület még a Kossuth Lajos utca 6. számú lakóház, míg a Bajcsy-Zsilinszky utca 15. szám alatt található régi (bár a hátsó traktusát illetően már teljesen átépített) parasztházat 2015-ben a földdel tették egyenlővé a tulajdonosai.[39]]. Utcaképi védettség alatt áll még a Templom térből kiágazó Marczibányi utca.
- "A festő és modellje" festmény (Marczibányi u. 8. falán) – egy helybéli templomi díszítőfestő magánházának homlokzatára (de közterületről kifejezetten jól látható helyre) festette, munkássága előtt tisztelegve Incze Mózes székelyföldi származású isaszegi festőművész a 2000-es évek végén.
- Szentesi Ferencné Ritter Borbála emlékpark (a Zöldfa utcában, a Hősök utca és a Zöldfa köz közötti szakaszon) – a község utolsó bábaasszonya emlékére létesült kis emlékpark, amely s Szépsolymár Alapítvány kezdeményezésére valósult meg, a legendás szülésznő halálának 50. évfordulója alkalmából ().
- Szenthelyi-Molnár István tábori főesperes emlékkeresztje (Zöldfa u. 4. előtt) – saját kezdeményezésből állította az utca egyik lakója 2000 környékén, a kereszt körül kiképezett kis emlékhelyen tábla jelzi a keresztállítás okát.

### A település külsőbb részein

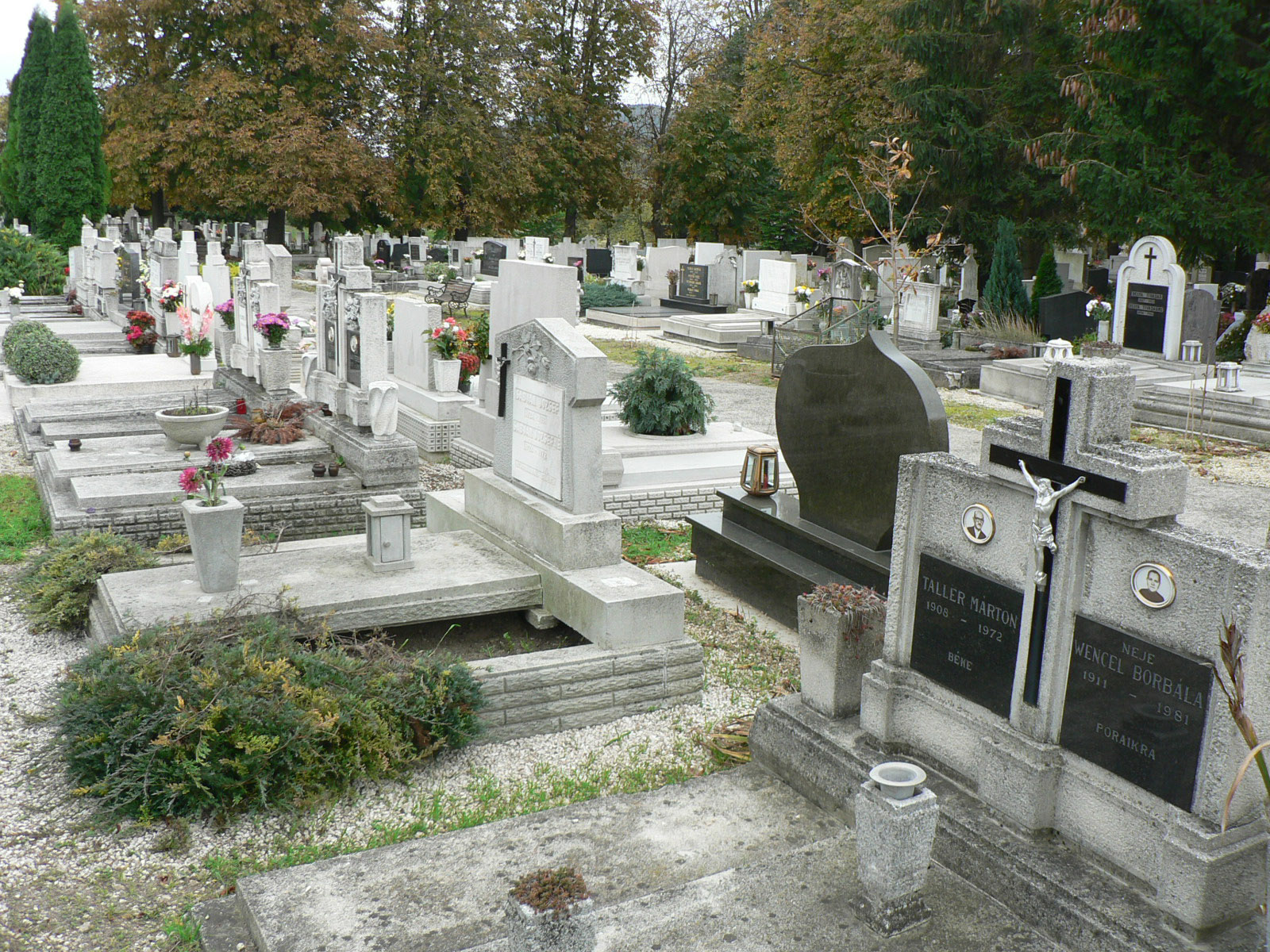
Temetőrészlet

- Községi temető (a Mátyás király utca – Vasút utca csomópontjában) – a temetőben álló több nagykereszt helyi műemléki védelem alatt áll, ezen felül a temető érdekességei még az M parcellában található régi papi síremlékek, a ravatalozó előtti teret két oldalról közrefogó, régi sírkövekből álló gyűjtemény, valamint az ugyanott található 1956-os emlékkereszt. Az ismert emberek közül itt nyugszik Jablonkay István muzeológus, Magyar Ferenc egyházi újságíró, Muttnyánszky Ádám mérnökprofesszor, Miklóssy Barna Béla grafikus-rézkarcnyomdász,[40] Ringler Károly költő, Szokolay Károly költő-műfordító, nádasi Tersztyánszky Károly gyógyszerész (Terstyánszky Ödön apja)[41] és Valkó Arisztid régész. Egy jelöletlen sírban itt nyugszanak az Aranykéz utcai robbantásban meggyilkolt Boros József Károly (Boros Tamás) hamvai is.[42]

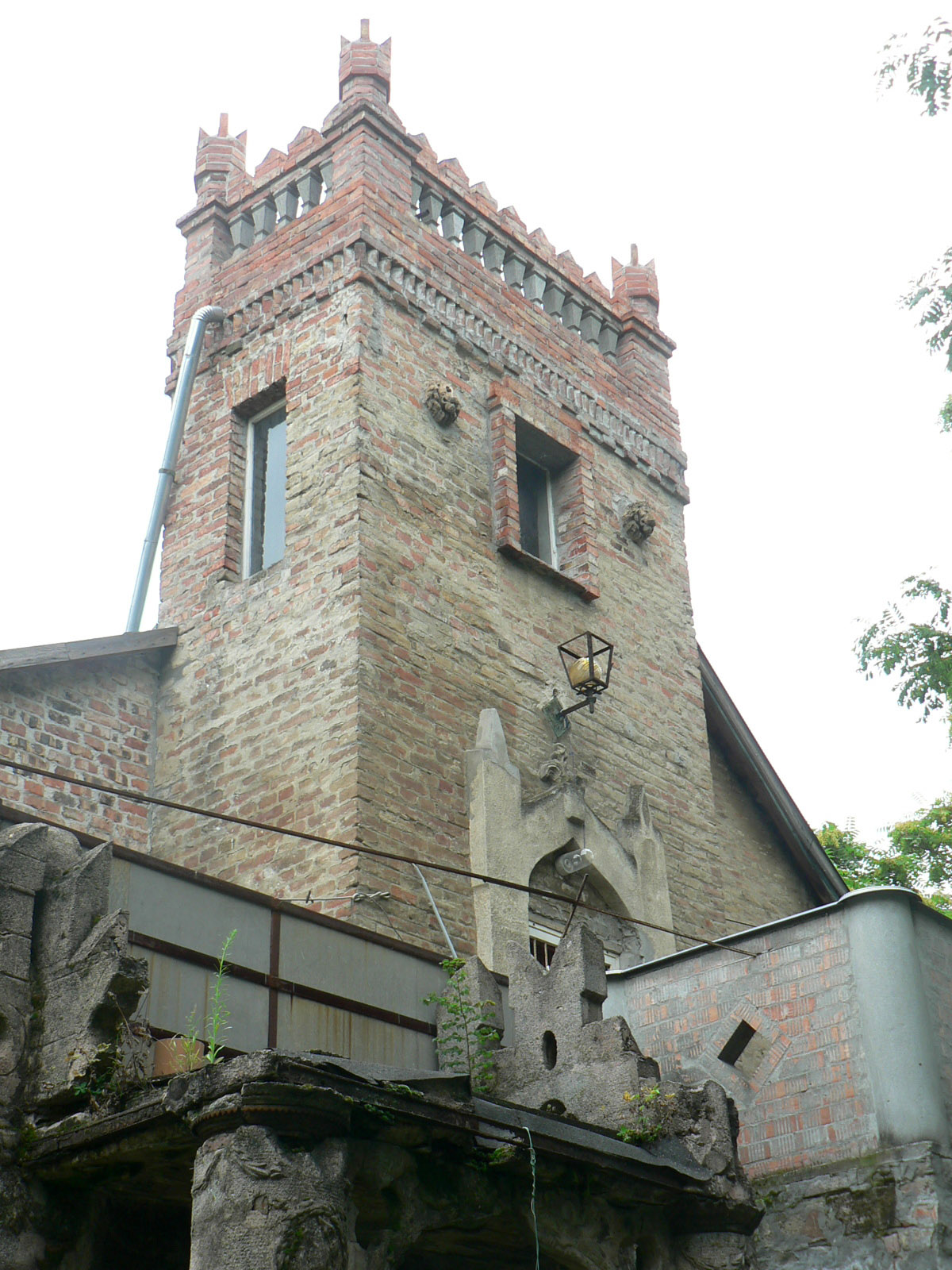
A Nieger-Valkó-kúria

- Nieger-Valkó-kúria (Vasút utca 2.) – a XIX.-XX. század fordulójától 1906-ig Nieger Károly festőművész, templomfestő, majd id. és ifj. Valkó László iparművészek, valamint dr. Valkó Arisztid régész lakhelye; kertje és néhány helyisége az 1930-as évektől dr. Valkó Arisztid 1989-es haláláig a régész magánmúzeumaként is szolgált (jelenleg nem látogatható).[43]
- Kitelepítési emléktábla a vasútállomáson – 2016. április 23-án avatták a vasútállomás épületének keleti homlokzatán, a környékbeli németek kitelepítésének 70. évfordulója alkalmából, öt település összefogásával; az emléktábla részét képező bronz dombormű Kovács Jenő szobrászművész alkotása.
- Szent Anna-kápolna – a Pesthidegkút felől Solymárra beérkező országút közelében álló, XIX. századi eredetű, s a 2000-es évek elején felújított kápolna, a Munkás utca és a Kilátó utca kereszteződésénél. A kápolna előtt a 2000-es évtized végéig monumentális vadgesztenyefa állt, amit kiszáradása és 2010 januári kivágása után, 2010 júliusában a Solymári Környezetvédők Egyesülete egy magyar tölgy csemete ültetésével és egy emlékkő állításával pótolt.[44]

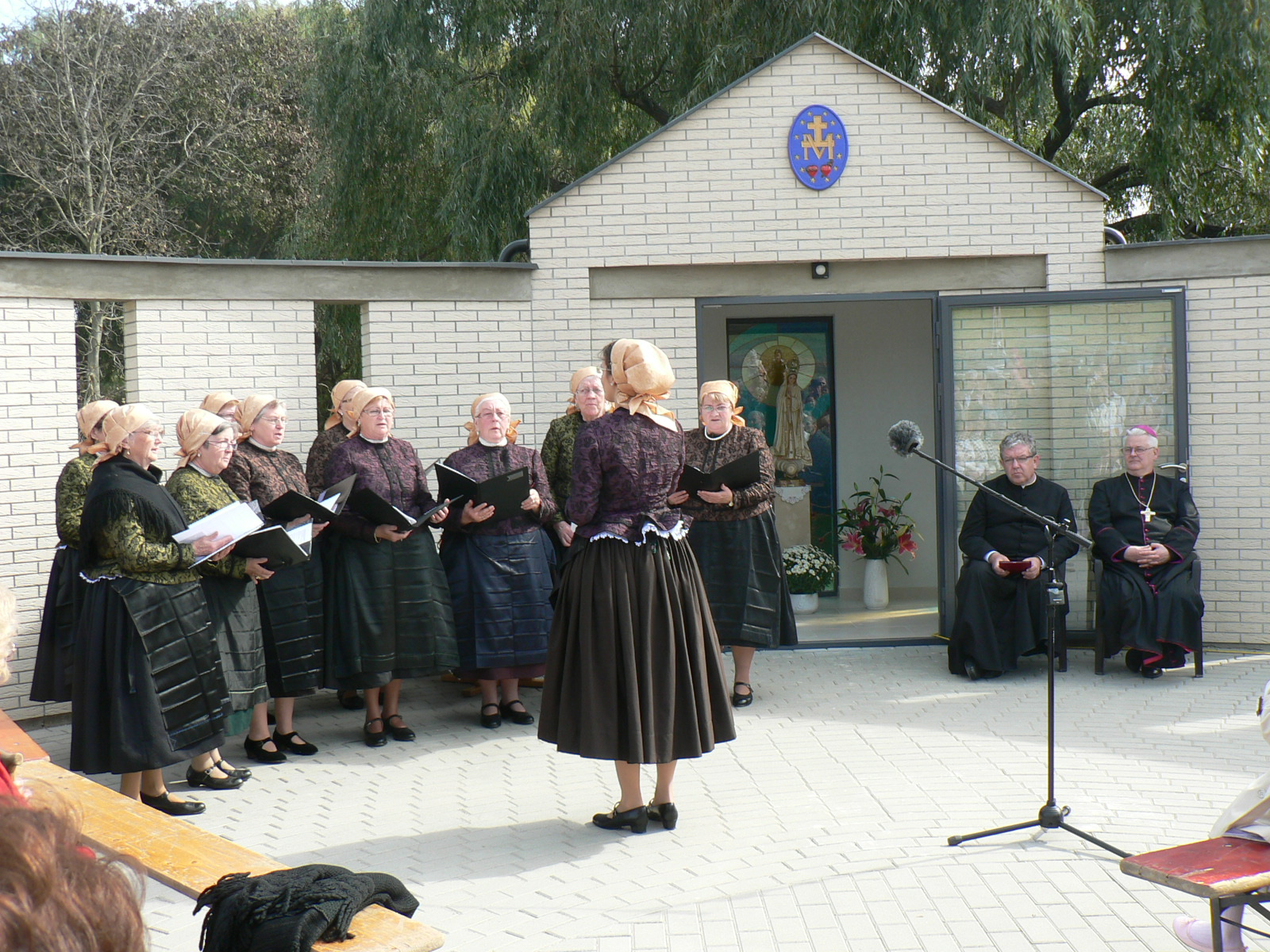
A Hagyományőrző Asszonykórus a solymári Fatimai kápolna megáldásán

- Fatimai kápolna – a település legújabb vallási jellegű építménye, a Vár alatti parkos területen, építését 2008-2009 körül kezdték meg a Solymári Golgota Alapítvány szervezésében, megáldását Spányi Antal püspök végezte, 2013. október 6-án. Az épületet Blazsetics Ferenc tervezte, az üvegműves munkákat pedig Horányi Ágnes iparművész tervezte és valósította meg.
- "Sténeherrgott" – késő barokk stílusú, valószínűleg a XVIII. század utolsó évtizedeiben,[28] a helyi hagyományok szerint hálaadásból állított, ülő Krisztus-szobor (a Terstyánszky út 46. számú ház előtt), amely jelenlegi állapotát a 2000-es évek derekán történt felújítás eredményeként nyerte el.
- Tersztyánszky Ödön emlékműve a 164–164B–264-es autóbuszok végállomásánál (az olimpiai bajnok kardvívó 1929-ben a helyszín közelében szenvedett olyan súlyos balesetet, melynek következtében néhány napon belül életét vesztette). A baleset helyszínén már 1930-ban emlékművet emeltek, amely helyére 1972-ben új emlékhely került. Ez 1979-ben kisebb felújításon esett át, majd miután az emlékműhöz tartozó díszfák egyike megdőlt, 2008-ban ismét egy teljesen új, a korábbinál impozánsabb, tömör gránitból készült emlékkő került ugyanide. Rákos Péter kőszobrász alkotását 2008. június 8-án avatták fel.[45]
- A PEMŰ 50 éves fennállásának emlékműve a 164–164B–264-es buszok végállomása közelében, az 1959-ben alapított Pest Megyei Műanyagipari Vállalat (PEMŰ) központi portaépületének bejárata előtt. A műkőből és bronzból megvalósított, alacsony emlékmű egy kilométerkőre emlékeztet, bronz része pedig egy plakettet formáz, amelyen a műanyagfeldolgozás egy jellemző szerszámgépének részlete látható; avatása 2009-ben történt.
- Bányász emlékkő és emléktáblák (a Terstyánszky utca Pilisszentiván felőli végénél, a pilisi bányaüzemek egykori szénosztályozója és nagyvasúti szénrakodó pályaudvara közelében állították a térség helytörténeti szervezetei 2012. szeptember 2-án, az 1848-1970 között itt működött pilisi szénbányaüzemek, illetve a nagykovácsi, pilisszentiváni, pilisvörösvári és solymári szénbányák szinte mindegyikét közel nyolc évtizeden át kiszolgáló külüzemi létesítmények emlékére).[46]
- Az egykori Solymár-akna gépháza (később a bányaüzem központi műhelye) – a Rönk utcában található, az 1920-as évek elején épült, s a kor építési hagyományait őrző épület; néhány másik, a közelében található, egykor az itteni szénbányához tartozott építménnyel együtt már kezdeményezték a helyi védelem alá vonását, de jelenleg nem minősül ipari műemléknek. Az egykori bányagépházban és a hozzá tartozó területeken ma is vállalkozások üzemelnek, hivatalosan az itteni (jelenleg magánterületen található) bányászati építmények és műtárgyak nem látogathatók, csak a tulajdonosok, illetve kezelők/használók engedélyével.[47]

### Kirándulóhelyek
- Rózsika-forrás – Népszerű kiránduló- és pihenőhely az Alsó-Jegenye-völgy középső szakaszán. A forrásnál eredetileg egy újpesti turista egyesület alakított ki pihenőhelyet, a két világháború között. Jelenlegi környezetét a Patrona Solymaris Egyesület alakíttatta ki, Víg Ferenc ötletének megfelelően 2002-ben; a terveket Ritter József készítette, a forrásszobor alkotója Rumán Sándor, a kőművesmunkák kivitelezője pedig id. és ifj. Tóth Miklós volt. Avatása 2002. október 23-án zajlott.[48]  Szintén népszerű kirándulási célpont a Jegenye-völgyi vízesés, amely 5 méteres magasságával a Budai-hegység legnagyobb vízesése.

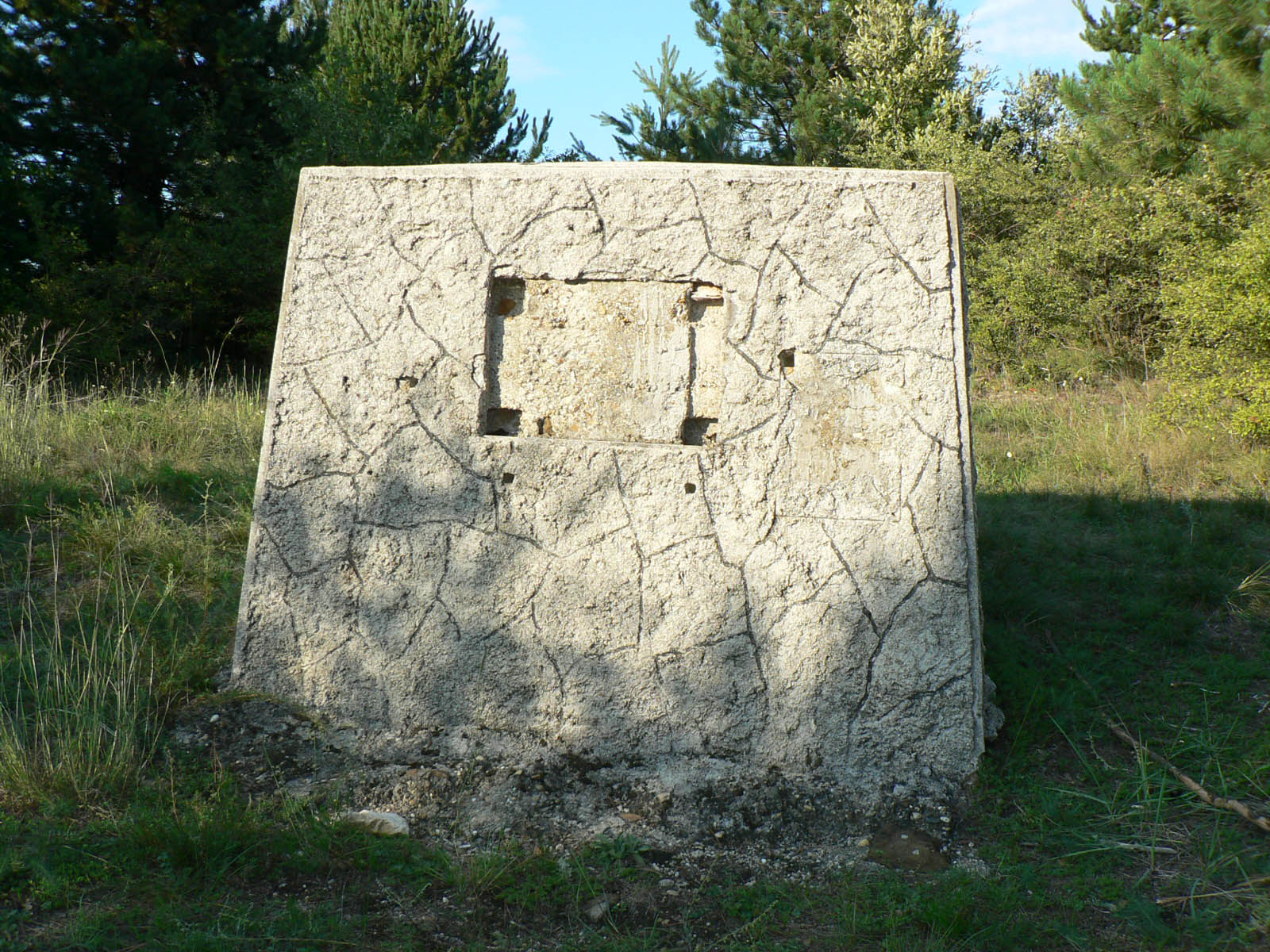
1948-as emlékmű maradványai a Jegenye-völgyi nagytisztás fölötti magaslaton (2007)

- Világháborús (?) emlékmű maradványai – A jegenye-völgyi Nagytisztás fölé kelet felől magasodó dombtetőn egy, a helyi szájhagyomány szerint feltehetőleg 1948-ban, vagy akörül állított emlékmű maradványai láthatók. A jelenleg meglehetősen bozótos, beerdősült területen megbúvó, sz idő szerint már romos állapotú, egykori emlékmű egy körülbelül két méter széles, fél méter vastag és másfél méter magas betontömb, amely eredetileg a völgyben lévő tisztásra nézhetett, és a kialakításából ítélve hajdan egy kb. 20 x 30 cm-s (feltehetőleg fém anyagú) tábla is lehetett rajta – a kő előlapján hosszú évek óta már csak a valamikori tábla helye van meg. Történetét, keletkezését illetően egyelőre nem ismert biztos adat.

Ismeretes olyan feltételezés, mely szerint munkásmozgalmi emlékmű lehetett, más emlékező arra gyanakszik, hogy az objektum a Budai Önkéntes Ezrednek állíthatott emléket, és olyan verzióról is tudni vélnek a település lakói az emlékmű keletkezését illetően, mely szerint a műtárgyat 1948-ban állították, és az 1848-49-es szabadságharcnak kívántak emléket állítani általa. E teória szerint a centenáris emlékművön eredetileg a Kossuth-címer volt látható, az 1849-1949-es évszámokkal. Írott forrás az emlékmű létesítésével kapcsolatosan ezidáig nem került elő, továbbá az elektronikus úton megkeresett, potenciális illetékesek sem tudták alátámasztani ezidáig egyik teóriát sem.
- Ördöglyuk-barlang;
- Zsíros-hegy (rajta a Zsíros-hegyi turistaház romjai);

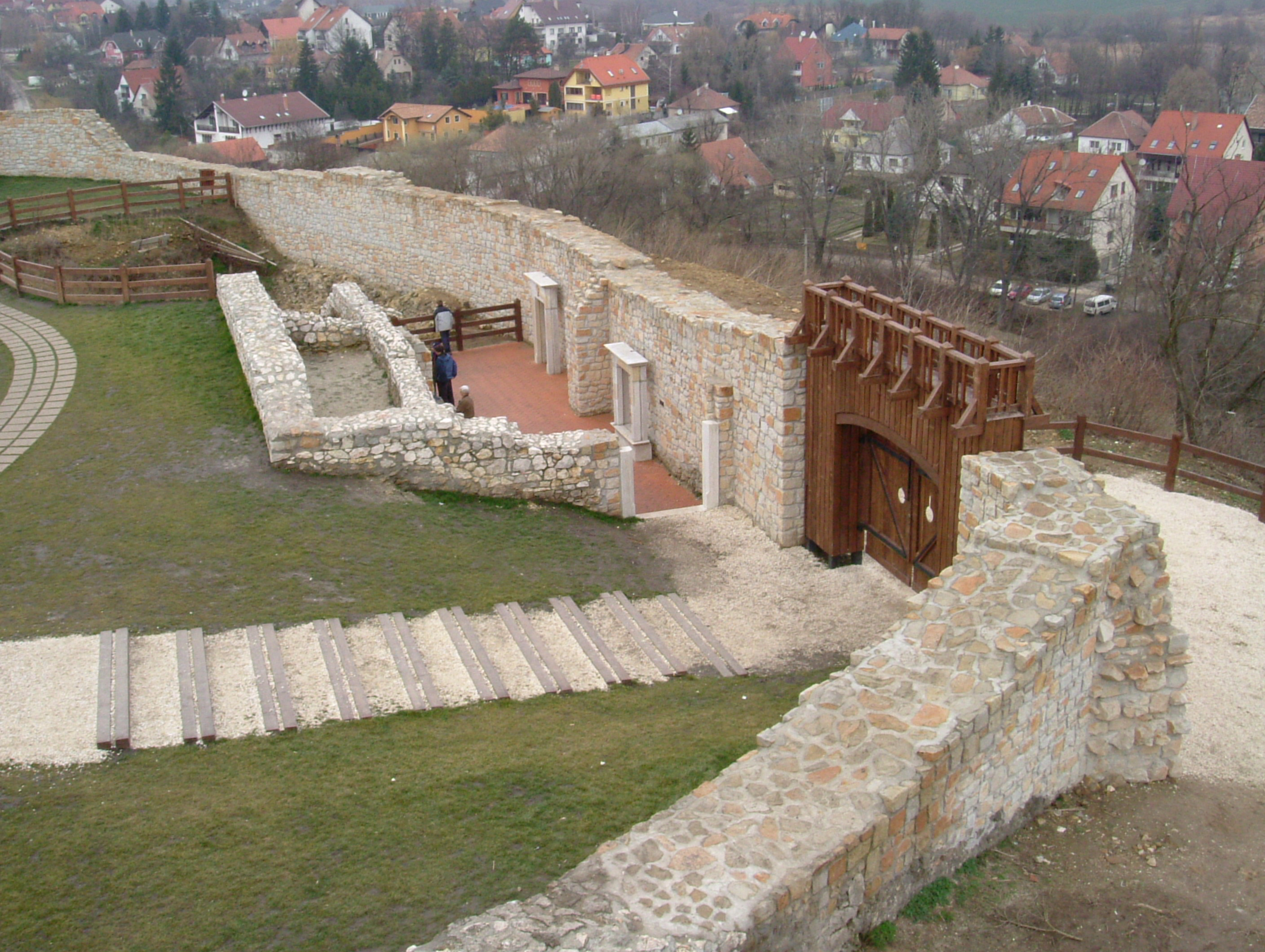
A solymári vár felújított romjai

- A középkori solymári királyi vár (elterjedt, bár hibás[16] nevén Szarkavár) romjai a Mátyás-dombon, a feltárásában legnagyobb részt vállaló helyi amatőr kutatók, dr. Valkó Arisztid és dr. Jablonkay István emléktáblájával (2013. július 1-jétől csak belépődíj ellenében látogatható);
- Brit katonai temető (a 10-es főút mentén, díjtalanul látogatható);
- Szél-hegyi Golgota – a keresztút stációi és keresztjei az 1990-es évek második felében valósultak meg, a Golgota Alapítvány szervezésében, az egyes stációk feliratai a kivitelezést adományaikkal segítő családok neveit is őrzik. A keresztutat 1999 Húsvétján szentelte fel Takács Nándor megyés püspök, a hozzá tartozó grotta 2000 körül készült el.

A keresztút középső keresztje 2009. július 24-re virradóra kidőlt a viharos erejű szél miatt. A történtek miatt mindhárom keresztet lebontották, és 2010 első hónapjaiban, az eredetihez képest jelentősen megerősített kivitelben építették újjá.
- Disznó-forrás (a forrásszobor Terebessy L. Föld alkotása). A forrás közelében a Solymári Vállalkozók Egyesülete 2013 folyamán szalonnázó-pihenőhelyet,[52] illetve az év utolsó hónapjaiban egy kispályás futballpályát is kialakított. Sajnos egyes vízminőségi paraméterek kedvezőtlen volta miatt a forrás vize nem minősül ivóvíznek.[53]

## Növény- és állatvilága

### Növényvilága

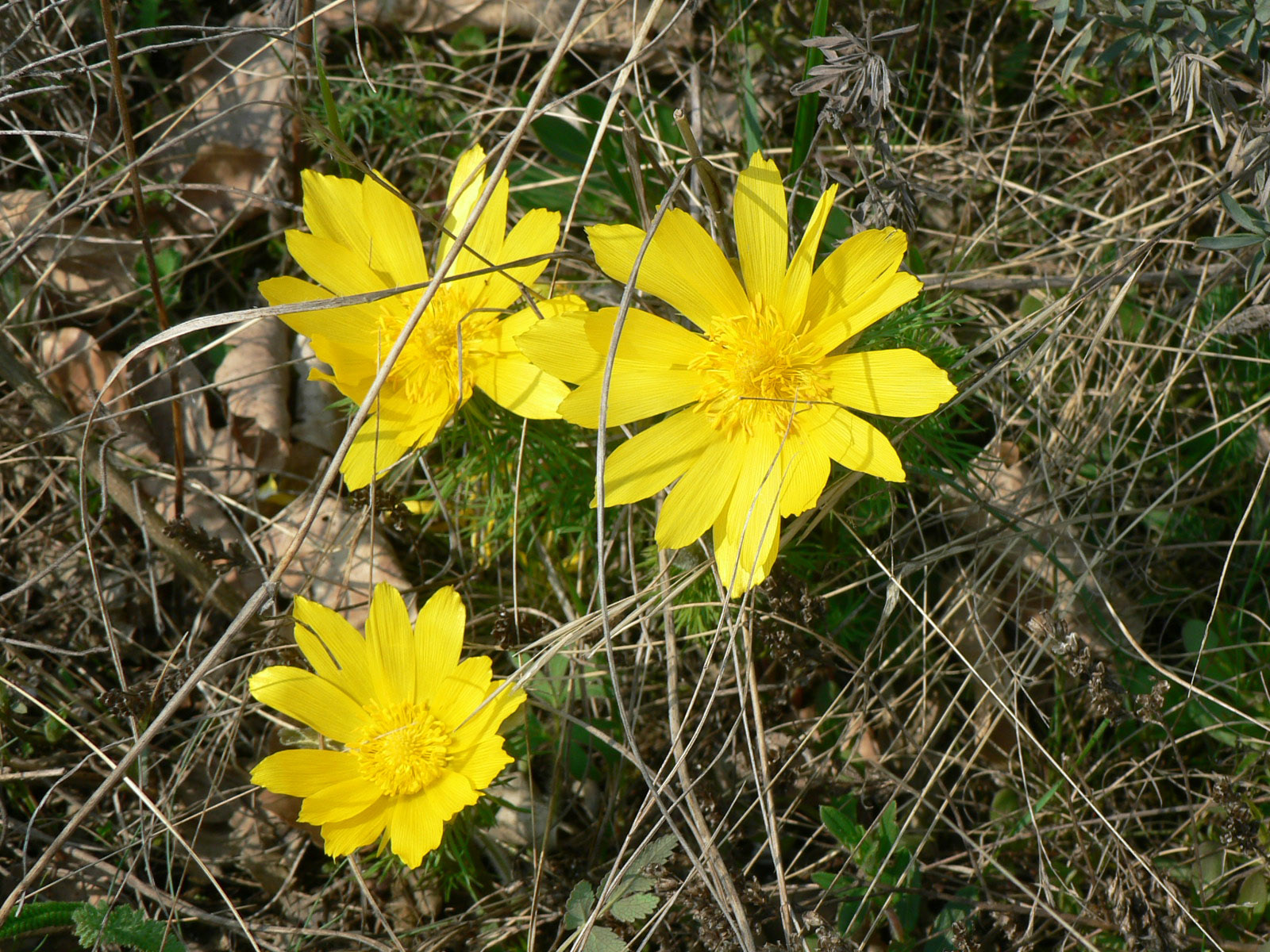
Héricsek a kerekhegyi tisztáson

A Solymári-medence florisztikailag a pannóniai flóratartomány Ősmátra flóravidék pilisi flórajárásához tartozik; jellegzetes – fogyatkozó – növénytársulásai a nyílt és zárt dolomit sziklagyepek, amik egyre kevesebb helyen találhatóak meg a község területén többé-kevésbé eredeti állapotukban (pl. Szél-hegy, Kakukk-hegyi gyepfolt, kerekhegyi tisztás stb.). Ezen társulások jellegadó növényfajai a deres csenkesz, leánykökörcsin, tavaszi hérics, kisfészkű hangyabogáncs, naprózsa, sziklai perje, fehér varjúháj, sudár rozsnok. A nedvesebb lejtőkön a zárt sziklagyep beerdősülése figyelhető meg, ezeken a területeken elegyes karszterdő alakul ki.
A Budai-hegység vonulatának északi lejtőin állományalkotó a virágos kőris, a hársak és a molyhos tölgy, helyenként telepített feketefenyő-foltok is találhatók ugyanitt. Gyakoribb fajai ezeknek a társulásoknak a budai berkenye, az ostorménfa, a húsos som, a bibircses kecskerágó, a korai juhar stb. A magasabb szinteken 70-90 %-ban záródó erdők jelennek meg, melyekben a kocsánytalan tölgy és a csertölgy dominál. Több helyütt erdőalkotó jövevényfa a község területén az akác, amely amellett, hogy meghonosodott a vízmosások szinte mindegyikében, több helyen telepített állományokban is megtalálható.
Jellegzetes vízközeli élőhely Solymár területén a Jegenye-völgy keskeny szurdokvölgye, ahol az erdőgazdaság 2010 körül jelentős enyves éger-telepítéssel igyekezett visszaállítani a szurdokvölgy eredeti növényvilágát. Fontos vizes élőhely még Aranyhegyi-patak folyása mentén kialakult nádas, amely sajnos jelentős mértékben elszennyeződött, vélhetően a pilisvörösvári szennyvíztisztító telepen alkalmazott korábbi korszerűtlen technológiának köszönhetően; ettől függetlenül még most is megtalálható a területen a védett békakonty és a szintén védett kígyónyelvpáfrány.

### Állatvilága
Solymár környékének állatvilága nem sokban tér el az ország középső részének középhegységeire jellemző állatvilágtól. A rovarfauna jellegzetes, a kirándulók számára is sokszor szem elé kerülő képviselői a nagy és kis szarvasbogár, az imádkozó sáska, a kardoslepke, a fecskefarkú lepke és a sakktáblalepke.

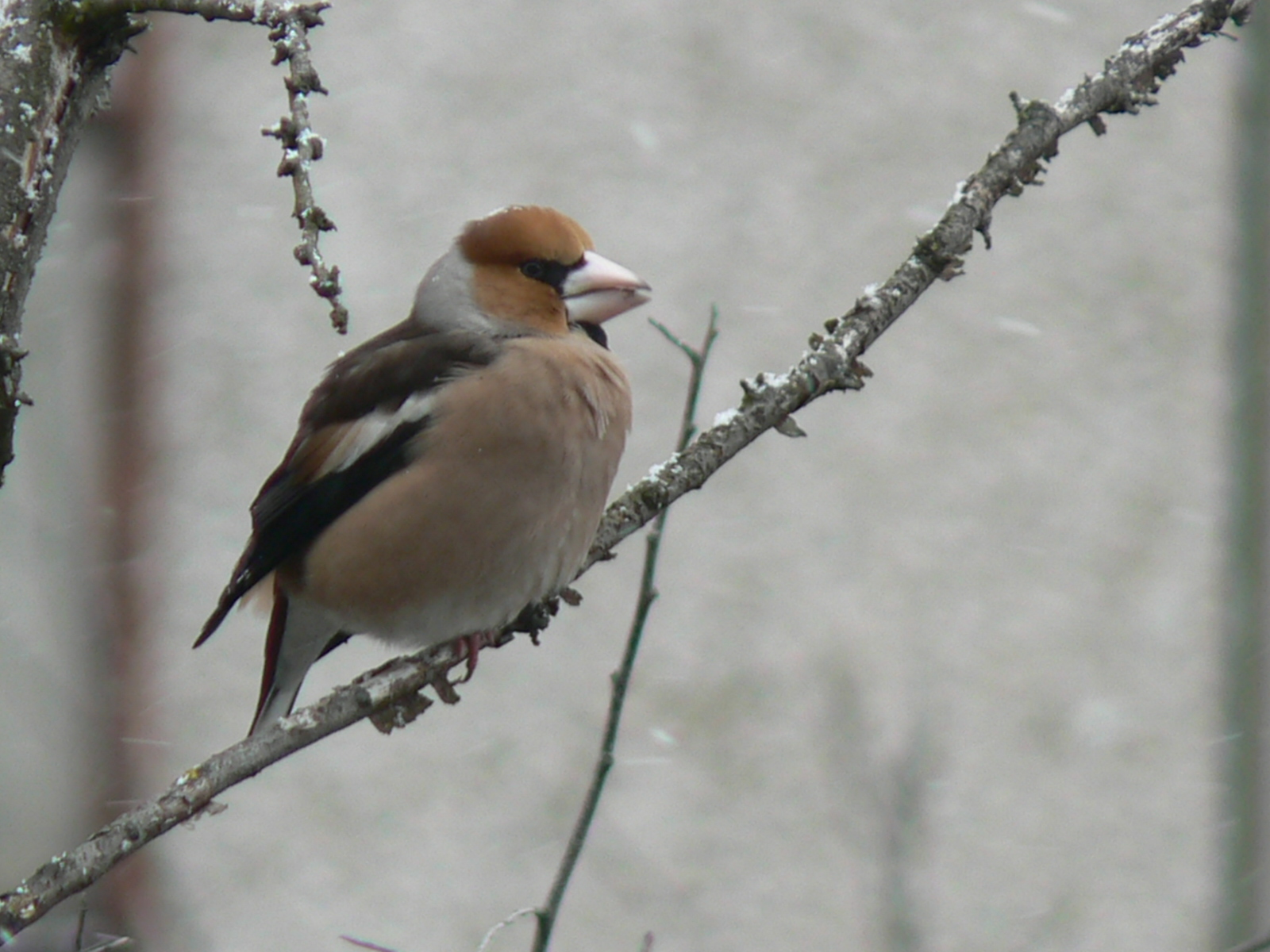
Meggyvágó a solymári lakótelepen

A madarak közül a lakott területekhez közelebb a viszonylag urbanizálódottabb énekesmadarak (fekete rigó, erdei pinty, házi rozsdafarkú, citromsármány stb.), a balkáni gerle és a szarka, a külterületeken pedig a fácán, a kakukk, a szajkó, a cigánycsuk és a különféle harkályok mondhatók gyakorinak. Nyári hónapokban gyurgyalagokkal is gyakran lehet találkozni, a Zsíros-hegy térségében pedig egyes években hollók is fészkelnek. A ragadozó madarak közül gyakorinak mondható az egerészölyv, a lakótelepen élő tekintélyes molnárfecske kolóniát pedig olykor kabasólyom dézsmálja. Az Auchanhoz közel vádaszik a parlagi sas és a kerecsensólyom az ott előforduló ürgékre. Korábban az extenzíven művelt gyümölcsösök környéke kedvező életfeltételeket biztosított a hantmadár és több más rigóféle énekesmadár (kerti rozsdafarkú, rozsdás csuk) számára is, e fajok solymári állománya azonban az utóbbi évtizedekben nagyon megcsappant. Eltűnt a területről a kövirigó is, amely az 1970-es évek végén még többször megfigyelhető volt a Szél-hegy dolomit sziklagyepes élőhelyein.
Az emlősök közül vaddisznóval és rókával – vagy legalábbis ezek kártételével – a legkönnyebb találkozni, de gyakori a nyest és a sün is; a lakótelepi házak panelhézagaiban denevérek (főleg korai denevérek) élnek, az erdőkben pedig szarvas, őz és muflon is előfordul. Az Auchan környéken számottevő ürgepopuláció telepedett meg, ide vonzva néhány parlagi sast és kerecsensólymot is. A településhez tartozó mezőgazdasági területeken a mezei nyúl is gyakran megfigyelhető.
A kétéltűek közt a foltos szalamandra a legjelentősebb, melynek Solymár és Budaliget között, az úgynevezett Szalamandra-völgyben van egy erős populációja. További kétéltűek is előfordulnak, mint a barna varangy és a kecskebéka. A hüllők közül Solymáron az egyik legjelentősebb az erdei sikló.
Az egykori Solymár II. téglagyár mellett létrejött tóban gazdag halállomány telepedett meg (pl. csuka, keszeg), odavonzva egyes vízimadarakat is, köztük kis kócsagokat és tőkés réceket.
Külön említést érdemel a Solymári-ördöglyuk állatvilága, amelyről Dudich Endre több tanulmányt is publikált. Ezek szerint a barlangban a Myotis és a Rhinolophus nembe tartozó denevérfajok is előfordulnak (közönséges denevér, kis patkósdenevér, hegyesorrú denevér), a denevérekben élősködő denevérlegyek közül pedig négy fajt azonosítottak (Penicillidia conspicua, Mycteribia blasii, Nyeteribia schmidti, Nycteribia biaticulata). A Solymári-ördöglyukban előforduló barlangi rovarok között is több érdekes és ritka példányt írtak le, így kétfajta szárnyatlan ősrovart és egy addig teljesen ismeretlen sertefarkú rovart is.
Solymár állattani érdekességeihez tartozik még, hogy 1988-ban a Magyar Madártani és Természetvédelmi Egyesület (MME) egyik helyi tagja a Kerekhegy fölötti erdőkben lazúrcinege előfordulását észlelte. A megfigyelés különlegességét az adta, hogy a faj magyarországi előfordulása akkor még nem volt bizonyított – más kérdés, hogy miután bizonyító felvétel nem készült, és három független észlelő sem volt jelen, az MME nem hitelesíthette ezt az észlelést sem. 2010 meglehetősen csapadékos tavaszán viszont a Solymári Környezetvédők Egyesületének több tagja is észlelte haris előfordulását a község egyik – lakóházakhoz közeli – mezőgazdasági területén, méghozzá több napon keresztül; ez a megfigyelés kuriózumnak számított, mert a faj solymári előfordulását korábban sehol nem írták le.

## Közélet

### A település jelképei

#### Címer
A település címere egy, a címerpajzson álló, karján idomított vadászsólymot tartó solymászt ábrázol, ez a címerrajz 1885-ben bukkant fel először a település ismert történetében. A jelenleg használt címer Bokros Ferenc festőművész címerrajzának stilizált változata; a pajzs felső része kék, az alsó része zöld. A két térfelet nem egyenes, hanem szabálytalan vonal választja el, az ég és a földfelszín közti horizontot jelképezve, mely horizont kirajzolja a solymári vár stilizált körvonalait is. A címerpajzs zöld mezejében látható még egy szőlőtő is.
1990-ben Bogdán István grafikus egy, a heraldikai szabályoknak megfelelő, új címert alkotott, amely egy címerpajzson elhelyezkedő, kézfején sólymot tartó, lebegő kart ábrázolt, és felajánlásból a községnek adományozta ezt a címerrajzot használatra. Miután azonban a lakosság egy része ellenszenvvel fogadta az új címert, az alkotó 1992 körül visszavonta a felajánlását.

#### Zászló

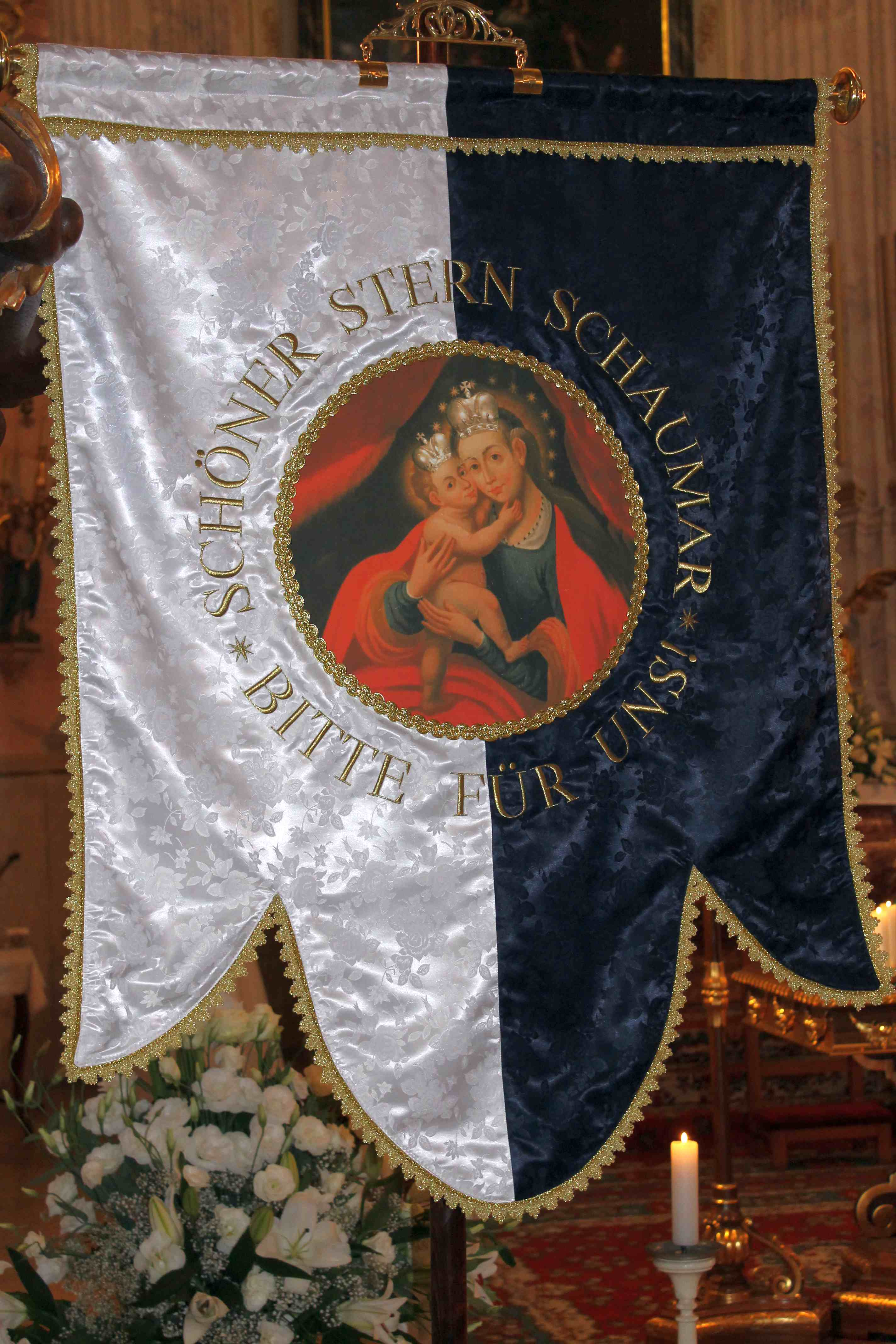
A solymári egyházközség zarándokzászlaja

A település zászlaja fehér és sötétkék (ibolyakék) színű, közepén a címerrel, ugyanez a két szín jelenik meg a település hivatalos koszorúin, koszorúszalagjain, illetve a hivatalos kiadványok egy részének tipográfiájában is.
A nagyközség római katolikus egyházközsége zarándokzászlóval is rendelkezik, melyet egyházi körmeneteken, zarándoklatokon használnak, ennek színei a községi zászlószínekkel azonosak, de a közepén a templom Szűz Máriát ábrázoló kegyképének kör alakba foglalt reprodukciója látható.

### Önkormányzat
Solymár 1970 óta visel nagyközségi címet, a 2010-es évtized eleje óta az ország legnépesebb, városi cím nélküli települése.
A képviselő-testület összetételében az 1990-1994 közti önkormányzati ciklusban független képviselők domináltak néhány pártjelölt mellett, 1994-2006 kizárólag függetlenként induló jelöltek kerültek a testületbe, 2010 óta viszont határozott (2019-ig kétharmadosnál nagyobb arányú, majd kissé szerényebb) fideszes többség jellemzi a képviselő-testületet, független jelöltként azóta (egy helyi egyesület kislistán mandátumot szerző jelöltjét nem számítva) senki sem került be az önkormányzatba. A rendszerváltás óta eddig még minden képviselő-testület kitöltötte a 4 éves ciklusát.

#### A település vezetői
Polgármesterek 1990 óta:
| Név                | Hivatali idő | Jelölő szervezet(ek)                | Forrás, megjegyzések              |
| ------------------ | ------------ | ----------------------------------- | --------------------------------- |
| Dercsényi Péter    | 1990–1994    | SZDSZ                               | Az 1990-es választási eredmények: |
| Enczmann László    | 1994–2006    | független                           | Az 1994-es választási eredmények: |
| Enczmann László    | 1994–2006    | független                           | Az 1998-as választási eredmények: |
| Enczmann László    | 1994–2006    | független                           | A 2002-es választási eredmények:  |
| Dr. Szente Kálmán  | 2006–2024    | független (Fidesz által támogatott) | A 2006-os választási eredmények:  |
| Dr. Szente Kálmán  | 2006–2024    | Fidesz–KDNP                         | A 2010-es választási eredmények:  |
| Dr. Szente Kálmán  | 2006–2024    | Fidesz–KDNP                         | A 2014-es választási eredmények:  |
| Dr. Szente Kálmán  | 2006–2024    | Fidesz–KDNP                         | A 2019-es választási eredmények:  |
| Dr. Zlinszky Péter | 2024–        | TESO Egyesület                      | A 2024-es választási eredmények:  |

### Oktatási intézmények

#### Hunyadi Mátyás Többcélú Oktatási Intézmény
Solymár első, egyházi iskolája a mai községháza helye közelében állt, de az épület 1862-ben, tűzvész következtében leégett. Az új iskolaépület 1874-ben a mai Dózsa György utca és a Bajcsy-Zsilinszky utcák sarkán épült fel, ott 1903-ig, az egyházi iskola államosításig működött az intézmény. 1903. nyarán a község új iskola építésébe fogott a templomtól délre fekvő telken, a régi iskolát pedig óvodává alakították. Később, a növekvő gyereklétszám és az iskola növekvő helyigénye miatt újból iskolai funkció került a régi iskola épületébe is. Jelenleg is ezen a két telken, azóta többször átépített és bővített épületekben folyik a nagyközség alapiskolai oktatása; az iskola 1991. május 24. óta viseli Hunyadi Mátyás nevét. Az alapiskolát az 1970-es évek óta zeneiskola (később művészeti iskola), 2009-től pedig pedagógiai szakszolgálat egészíti ki. Teljes neve így Hunyadi Mátyás Német Nemzetiségi Általános és Művészeti Alapiskola, Egységes Pedagógiai Szakszolgálat lett, de az intézmény megnevezésére hivatalosan alkalmazható az iskola ötszavas, rövid neve is.

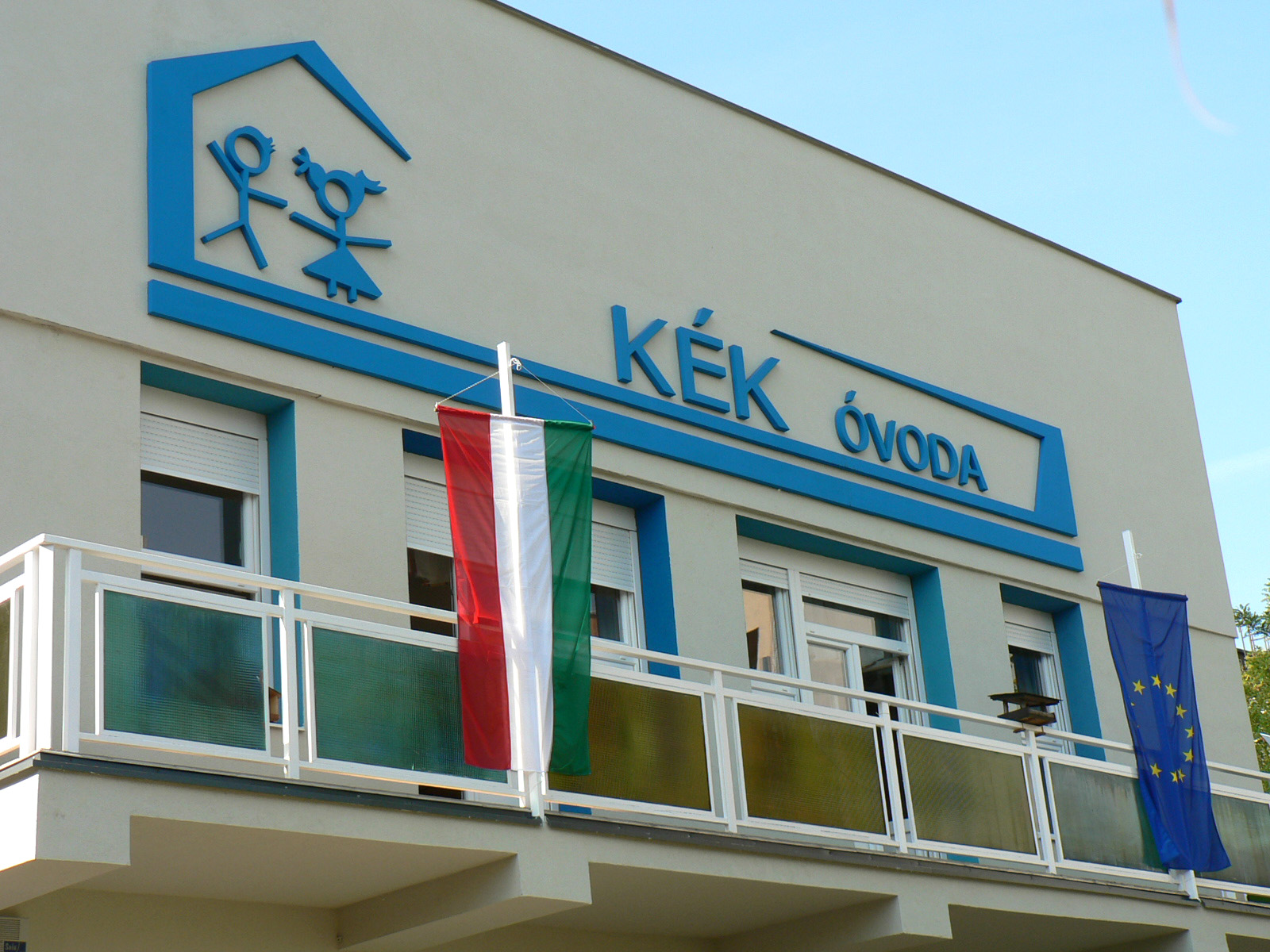
A Kék Ovi a 2011-es felújítása után

#### Óvodák
Az első solymári óvoda 1891-ben nyílt, később a gyereklétszám növekedésével több új óvoda is létesült; a legkiterjedtebb az 1970-es években volt a solymári óvodák hálózata, amikor néhány nevelési évben egyszerre 5 helyen folyt a faluban óvodai nevelés. Jelenleg két intézmény három épületében foglalkoznak az óvodás gyerekekkel: az Óvoda Solymár nevű, községi fenntartású intézményhez tartozik a lakótelepen található, 1977-ben épült Kék Óvoda és a Polgármesteri Hivatallal közös telken elhelyezkedő Napsugár Óvoda (ez utóbbi helyén 1953-ig a főjegyzői, majd tanácselnöki szolgálati lakás állt); a Lustige Zwerge Német Nemzetiségi Óvoda pedig önálló intézményként működik, ugyancsak a Polgármesteri Hivatal szomszédságában, a Német Nemzetiségi Önkormányzat fenntartásában.

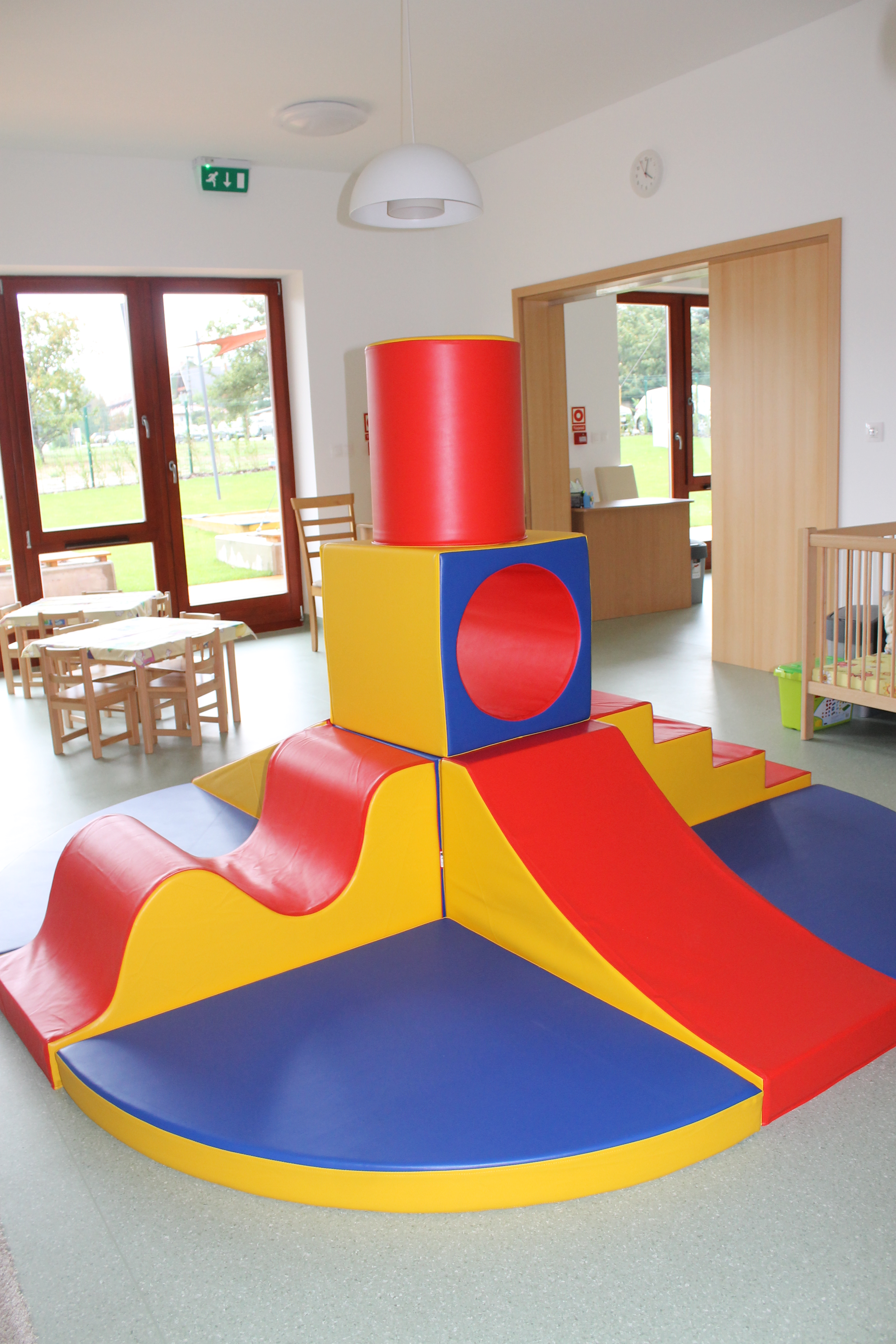
Csoportszoba részlete a bölcsődében, az avatás napján

#### Bölcsődék
Solymár első, 20 férőhelyes bölcsődéje 1953-ban létesült, miután az akkori tanácselnök felajánlotta ezen célra az általa használt szolgálati lakást. Az épületet 1955-ben és 1977-ben is bővítették, de miután az 1980-as években csökkent az igény a bölcsődei ellátás iránt, először csak két csoportszobát adtak át óvodai célokra, majd az 1990-es évek elején az egész intézményt megszüntették, és helyén óvodát hoztak létre (azonos a későbbi Napsugár Óvodával). Az új bölcsőde létesítése iránti igény a 2010-14-es önkormányzati ciklus elején merült fel újból komolyabban, mígnem az önkormányzat 2013 tavaszán kezdett új bölcsőde építésébe a Györgyhegy nevű községrészben, a Pipacs és Ibolya utcák által határolt zöldterületen. Az új bölcsőde 2013 szeptemberében kezdte meg működését, mint az Óvoda Solymár tagintézménye; avatási ünnepsége 2013. szeptember 17-én zajlott, Csenger-Zalán Zsolt és Gaal Gergely országgyűlési képviselők jelenlétében.

#### Egyéb oktatási-nevelési intézmények
Solymáron működik az 1980-as évek legvége óta a hazai Waldorf-intézményrendszer több intézménye is, így a Panoráma utcai Waldorf Óvoda, a két épületben működő, 13 osztályos nevelést biztosító Fészek Waldorf Iskola, valamint a főiskolai jelleggel működő Waldorf Pedagógiai Intézet. Több magánóvoda (Mese Óvoda, Szivárvány Keresztény Óvoda stb.) és családi napközi is működik a nagyközségben.

### Közbiztonsági és közrendvédelmi szervezetek

#### Mentőszolgálat
Solymáron önálló mentőállomás nem található, területileg a település a Pilisvörösvári Mentőállomás illetékességi területéhez tartozik; ugyanott éjszakai és hétvégi orvosi ügyelet is működik. A közelben található a 2010 körül épült Pesthidegkúti Mentőállomás is, így sok esetben könnyebb onnan mentőautót irányítani az esetleges solymári riasztáshoz.

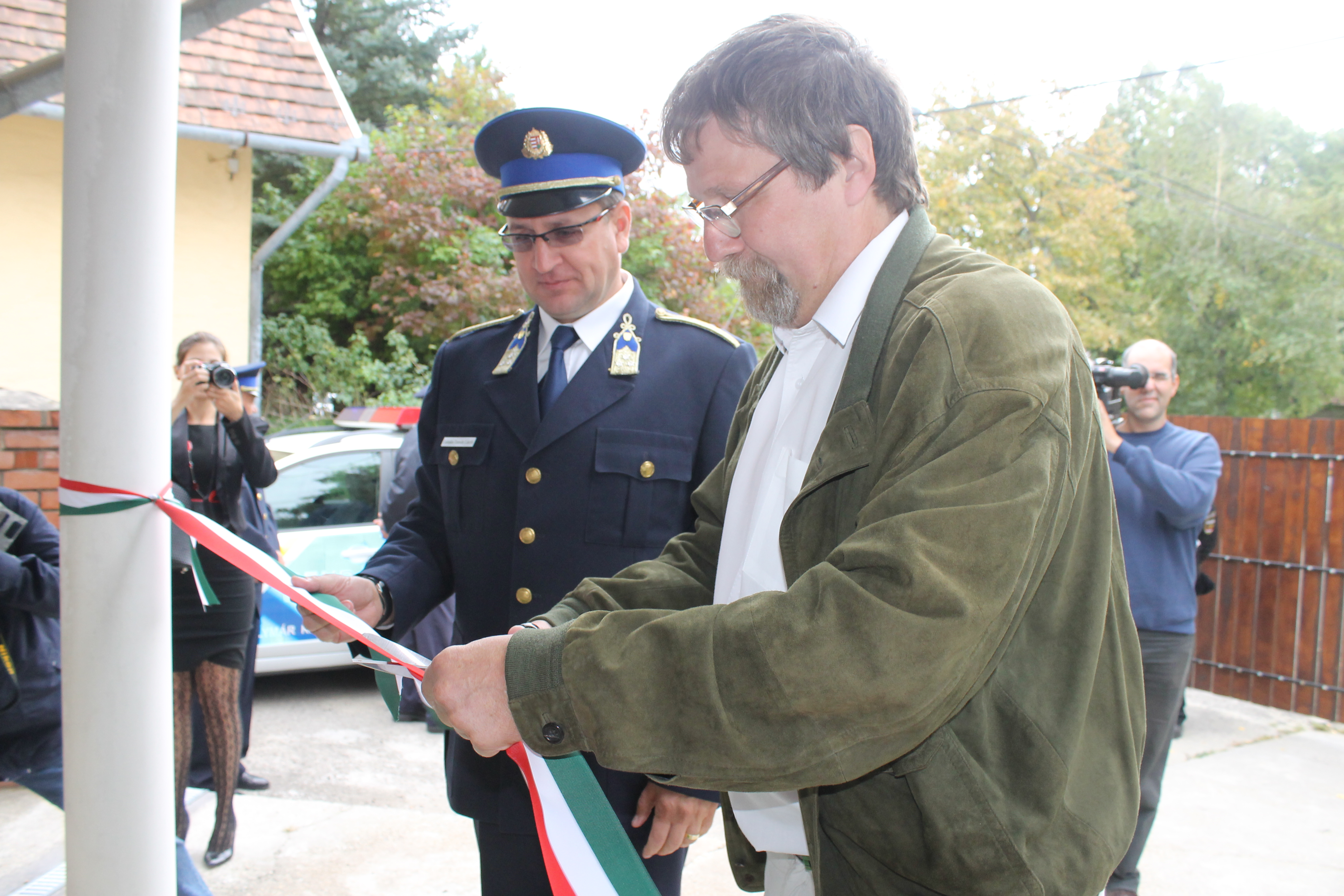
A rendészeti iroda avatása

#### Rendőrség
Solymár a Pest Megyei Rendőr-főkapitányság Budaörsi Rendőrkapitányságának Pilisvörösvári Rendőrőrséhez tartozik. A településen két körzeti megbízott teljesít szolgálatot, akik helyben önkormányzati tulajdonú szolgálati lakással rendelkeznek. Ugyanott még az 1990-es évek közepén körzeti megbízotti iroda is létesült – a Pilisvörösvári u. 4. szám alatt –, de ezt az épületszárnyat közel húsz éven keresztül érdemben nem használták ilyen célra. Az iroda felújításával 2013-ban korszerű rendészeti iroda nyílt az épületben, a lakosok így már helyben tudják megtenni esetleges feljelentéseiket, és a körzeti megbízottaknak sem kell elhagyniuk a település területét.

#### Tűzoltóság
A község 1995 óta önkéntes tűzoltó és polgárőr egyesülettel rendelkezik, amely a Fővárosi Katasztrófavédelmi Igazgatósággal kötött együttműködési szerződés szerint működik, helyi szinten elsődleges beavatkozó egységként. Az egyesület tűzoltósági részlege egy fecskendős szerkocsit és egy létrás szert tart üzemben. A település tűzvédelmét a hivatásos tűzoltó egységek közül a III. Kerületi Hivatásos Tűzoltóság látja el, de 2014 tavaszán a Solymári Polgárőrség és Tűzoltó Egyesület maga is megszerezte az önálló tűzoltói beavatkozásra való jogosultságot.

#### Polgárőrség
A község önkéntes tűzoltó és polgárőr egyesületének polgárőrségi részlege két járőrautóval (ezek egyike négykerék-meghajtású) végez polgárőrségi tevékenységet a településen, tagjaik rendszeresen látnak el közös polgárőr-rendőr járőrszolgálatot is a pilisvörösvári rendőrőrs rendőreivel. A polgárőrségi tevékenységet segíti az M-POL nevű helyi biztonsági magánvállalkozás is.

#### Magyar Vöröskereszt
A Magyar Vöröskereszt Solymári Csoportja 2011 óta működik, helyiségük – amelyet az önkormányzat bocsátott ingyenes használat céljával a rendelkezésükre – a Dózsa György utca 1. szám alatt, a kisiskola épületének egyik mellékszárnyában található.

### Egyházi szervezetek

#### Római katolikus egyházközség
Solymár a német lakosság többségének 1946-os kitelepítéséig csaknem 100 %-ban katolikus település volt, így például az anyakönyvezést is a teljes lakosságra vonatkozóan a helyi plébániahivatal látta el. Az első solymári római katolikus plébános még az 1710-es években foglalta el hivatalát a településen, amely a 18. század 70-es éveiig a veszprémi, attól fogva pedig a székesfehérvári egyházmegyéhez tartozott.

#### Református egyházközség
A településen 1946 előtt csak csekély számban éltek protestáns (református, esetleg evangélikus) lakosok, akik 1947-ig a csillaghegyi református egyházközséghez tartoztak. Az 1940-es évek végétől a Pilisvörösvári-medence református lakosai a pilisvörösvári református egyházközséghez kerültek át, de Solymárt még ebben az időszakban is beszolgáló lelkész látta el, egészen az 1990-es évekig, amikor önállóvá vált és saját lelkészt kapott a solymári egyházközség. A közösség első "saját", csak helyben szolgáló lelkésze Szigeti (Szigethy) László volt, 1984-től 1995-ben bekövetkezett haláláig; 1996 óta az egyházközség vezetője Pásztor Antal lelkész.

#### Egyéb egyházak
Solymár lakosai között a 20. század második felét megelőzően mindössze néhány olyan család élt, akik nem tartoztak sem a római katolikus, sem a református egyház követőinek soraiba. A 19. század végén, illetve a 19-20. század fordulóján néhány család egy időre a nazarénus valláshoz csatlakozott, néhány másik, a faluba költözött család pedig a görögkatolikus vallást képviselte a településen. Szintén rendkívül csekély számban, de előfordultak Solymáron a 20. század közepéig zsidó vallású lakosok is, ők a második világháborúig a pilisvörösvári izraelita közösséghez tartoztak.

### Egyéb községi intézmények

#### Apáczai Csere János Művelődési Ház és Könyvtár
A település első művelődési háza 1952. augusztus 20-án nyílt meg, akkor még Alkotmány Kultúrotthon néven, a jelenlegi kultúrház helyén, amely előzőleg az egyik jómódú solymári sváb család nagyvendéglője volt. Az intézmény 1970 óta viseli Apáczai Csere János nevét, az elnevezés érdekessége, hogy az új nevet az akkori igazgató a helyi tanács jóváhagyása nélkül jegyeztette be, ráadásul az illető – mint utóbb kiderült – valójában Kőrösi Csoma Sándorról kívánta elneveztetni a művelődési házat, csak összetévesztette a két, háromtagú nevet.
Az épület pincéjében kialakított pinceklub az 1990-es évek eleje óta megszakítás nélkül otthont ad az időközben közhasznú egyesületté vált Kud-A.R.C. rockklubnak – amely átlagosan havi rendszerességgel tart különféle rendezvényeket –, valamint 2000 óta jazzklub is működik itt, átlagosan ugyancsak havi egy rendezvénnyel, amiket a kezdetek óta Márkus Tibor, illetve zenekara, az Equinox Quartett szervez, rendszeres fellépési lehetőséget biztosítva a Bartók Béla Zeneművészeti Szakközépiskola, illetve a Liszt Ferenc Zeneművészeti Egyetem tehetséges hallgatóinak is.
2012 óta, a települési önkormányzat döntése értelmében a művelődési ház tagintézménye lett a Dr. Jablonkay István Helytörténeti Gyűjtemény is.

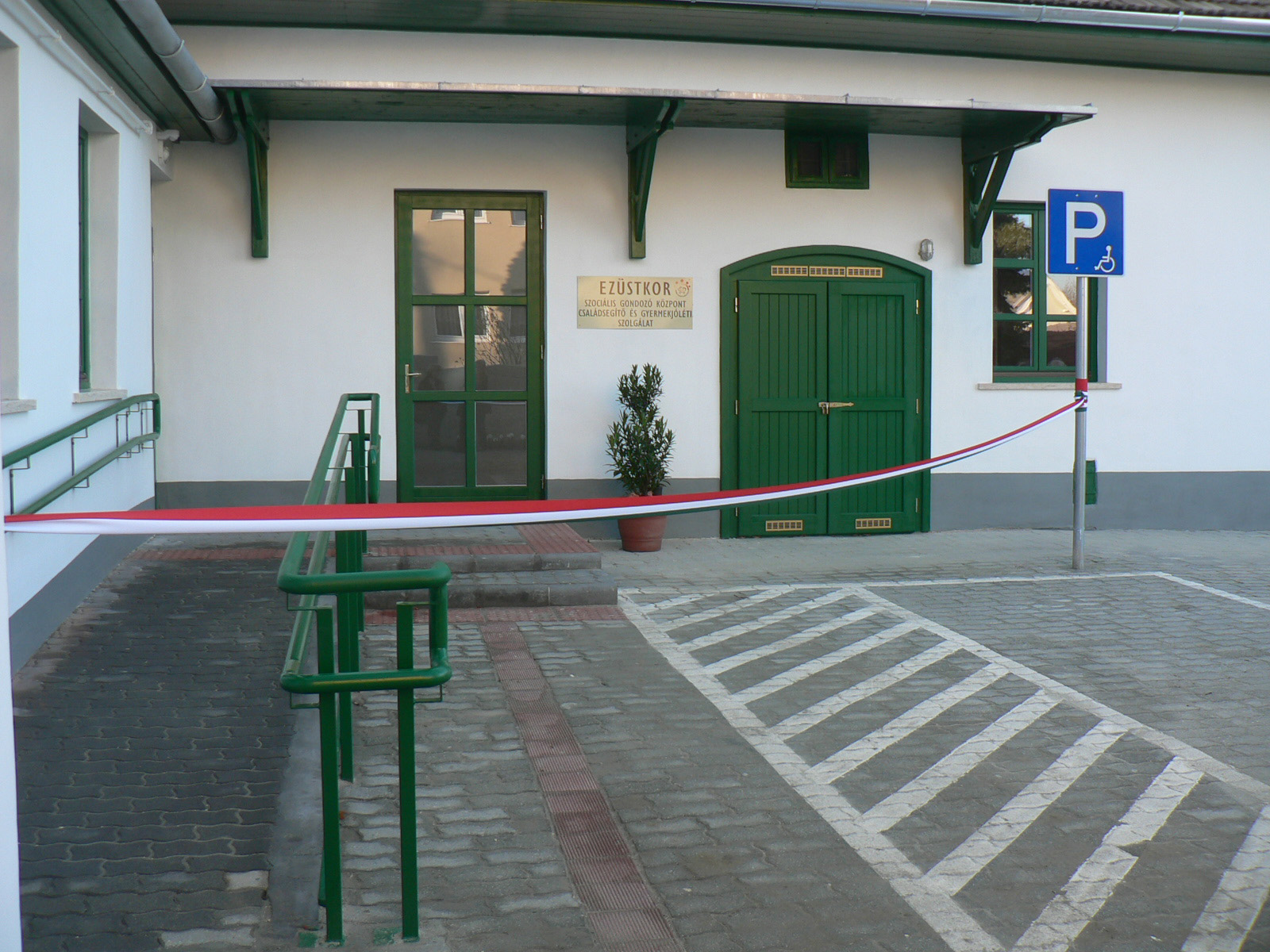
Az Ezüstkor épülete az akadálymentesítés utáni átadása előtt

#### Ezüstkor Szociális Gondozó Központ
Solymár családsegítő és szociális ellátó intézménye, amely az 1990-es évek óta működik a régi plébánia épületében, a 2010-es évek eleje óta akadálymentesített körülmények között.

#### Orvosi rendelő
A község háziorvosi és gyermekorvosi rendelőinek helyet adó épület 1921 óta szolgál ilyen célokat, előtte Muttnyánszky Ádám későbbi mérnökprofesszor szüleinek családi villája állt ezen a telken. A rendelő mai formája két – az 1970-es években, illetve 1992 körül végrehajtott – átépítés és bővítés eredményeként jött létre. Az 1992-es bővítés óta ugyanitt kapnak helyet a községben hozzáférhető szakorvosi rendelések (a fogászati rendelések kivételével, melyek a körzeti fogorvosok saját házi rendelőiben zajlanak), a védőnői szolgálat, a különféle egészségügyi tanácsadások, illetve itt található (az épület udvari szárnyában) a település legrégebbi gyógyszertára is. A házi betegellátáson felül fül-orr-gégészeti, reumatológiai és szemészeti szakrendelés, valamint fizikoterápia kap helyet a rendelőintézetben.

### Ünnepek, állandó rendezvények

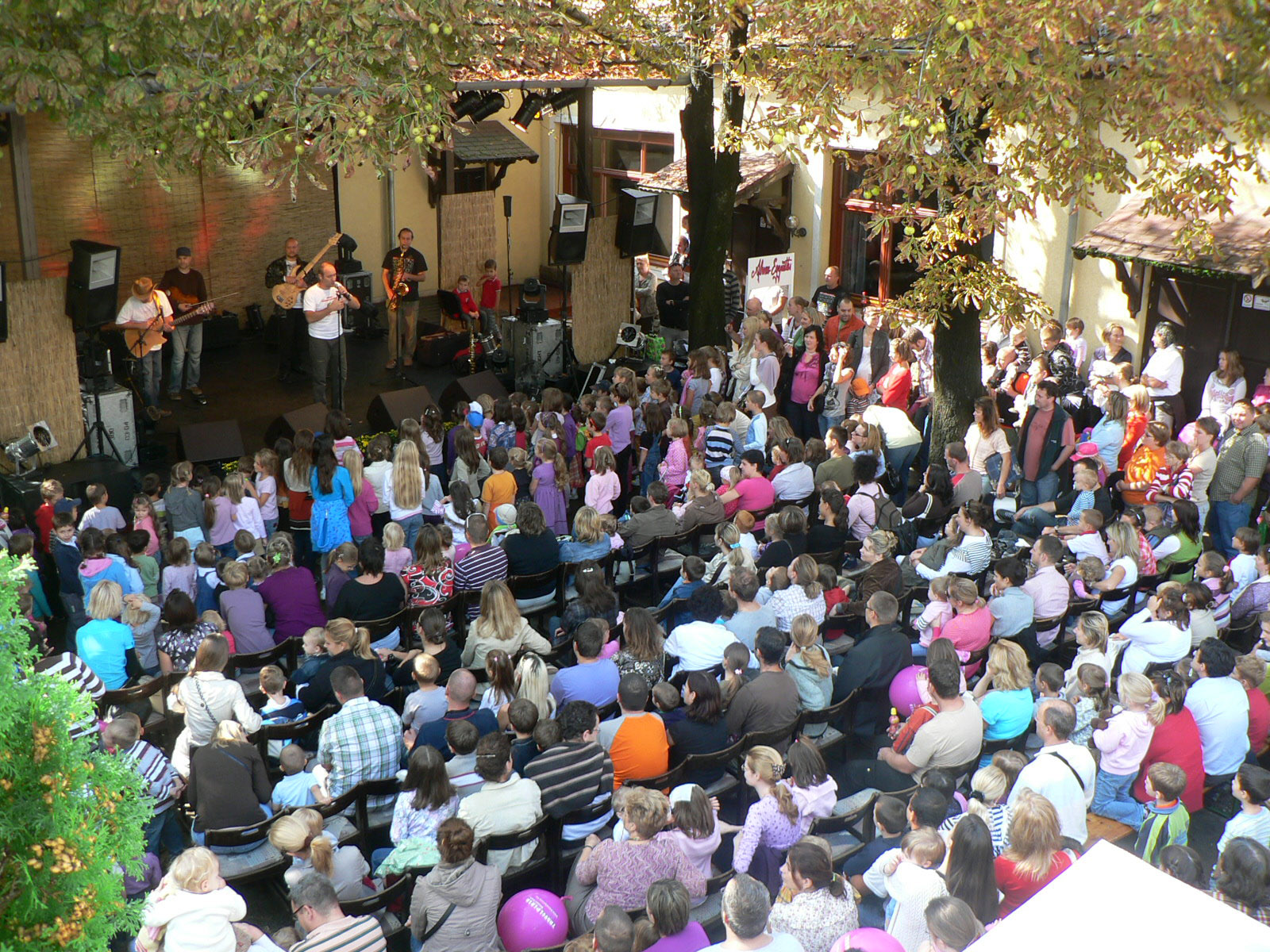
Az Alma együttes és közönsége a Solymári Búcsúban

- Solymári Búcsú – a település legnagyobb ünnepe, Szűz Mária Szent Neve egyetemes ünnepnapjával egyazon napon (szeptember 12., illetve az ehhez legközelebb eső vasárnap), amely már a XVIII. század óta a helyi katolikus templom búcsúnapja. 1996 óta nemcsak egy napos, hanem több (3–5) napra kiterjedő, általában péntektől hétfőig tartó, nagyszabású, többhelyszínes kulturális rendezvénysorozat színhelye a község a búcsú hétvégéjén. A programok zöme a központban és a sporttelep környékén zajlik, de egyes programelemek helyszíne eltérő is lehet. Volt olyan év, amikor szoboravatás esett a búcsú hétvégéjére, de új települési partnerkapcsolat alapdokumentumainak aláírása és – két esetben – díszpolgári cím adományozása is esett már a búcsú idejére. A búcsú vasárnapját követő vasárnap – megfelelő időjárás esetén – a várban tartanak búcsúzáró ünnepi szentmisét.

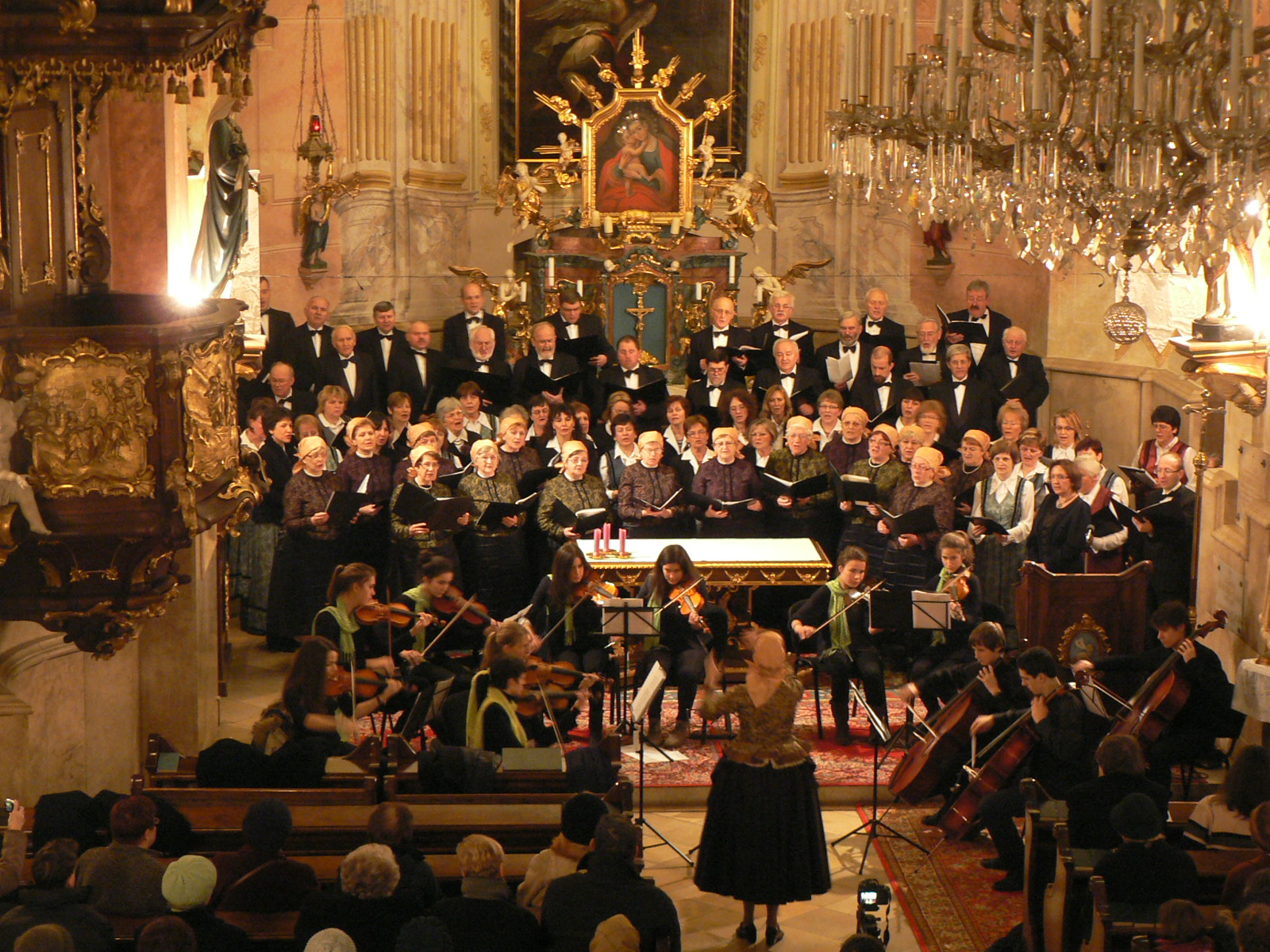
Solymár adventi koncert

- Adventi koncert – rendszerint Advent harmadik szombatján zajló, nagyszabású hangverseny a katolikus templomban, amelyen általában a község minden énekkara és egy-két zenekara is részt vesz. A koncert után éjszakába nyúló adventi vásárt tartanak a templom előtt a helyi civil szervezetek.
- Március 15. – a nemzeti ünnep helyi megemlékezései egybeesnek az önkormányzat által alapított ifjúsági elismerések adományozásának napjával.
- Kitelepítési emléknap – áprilisban, többnyire a hónap második felében megszervezett emléknap, az önkormányzat és a német nemzetiségi önkormányzat ilyenkor tart közös megemlékezést annak emlékére, hogy 1946-ban április hónapban (18-án és 23-án) indultak el a solymári vasútállomásról a település német lakosságának mintegy 60 %-át kitevő kitelepített helyi lakosokat szállító tehervagonok. Az emléknapon német nyelvű emlékmisét és megemlékező műsort tartanak, de rendszerint valamilyen nemzetiségi tematikájú kiállítás megnyitója vagy egyéb hasonló rendezvény is zajlik a közeli napokban.

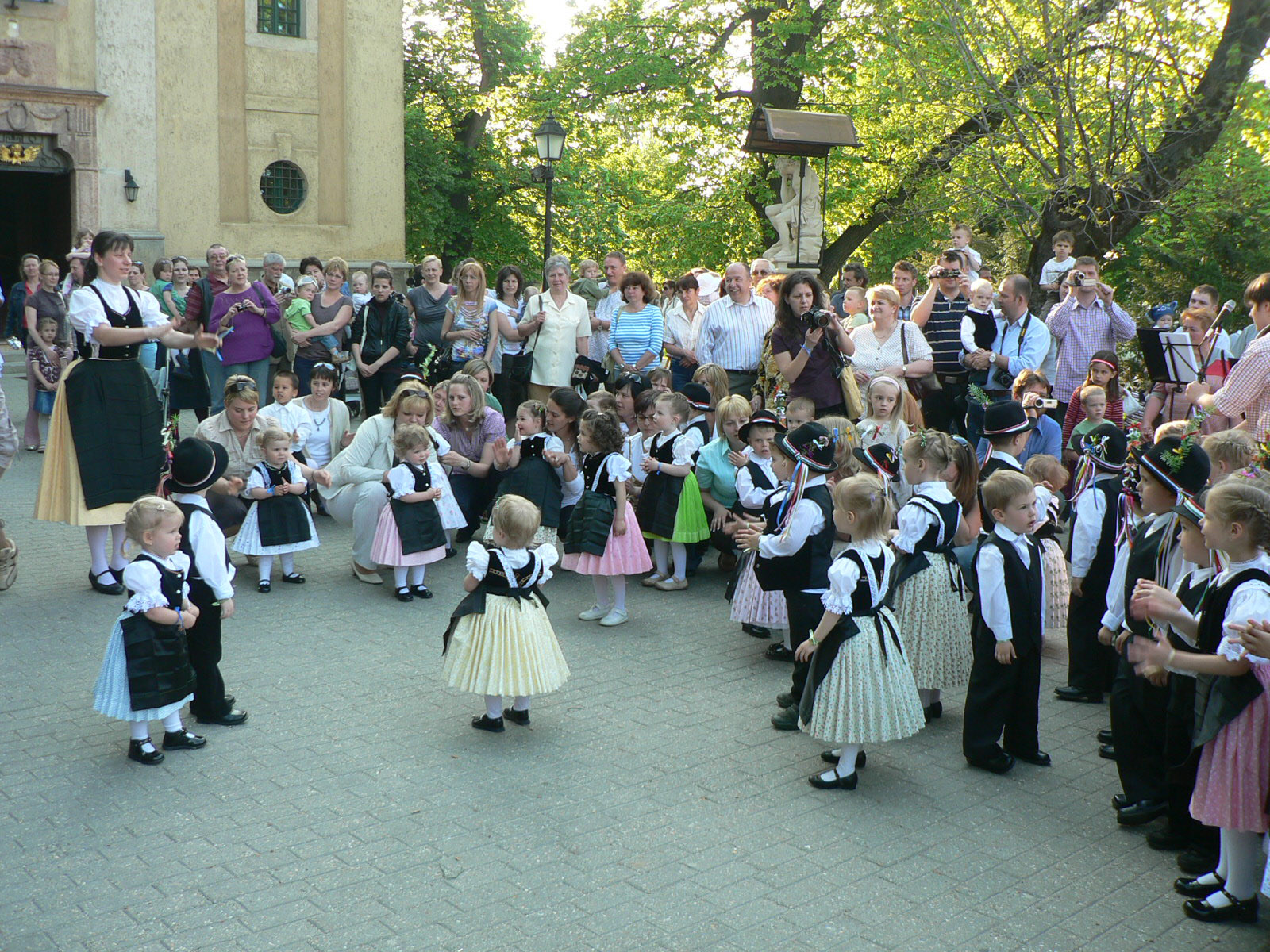
Gyerekműsor májusfaállítás előtt

- Májusfaállítás – a községi májusfa felállítása nagyszabású, kora délutántól induló és éjszakába nyúló program, minden év április 30-án; a Solymári Vállalkozók Egyesületének legnagyobb saját szervezésű rendezvénye, színhelye a katolikus templom előtti díszburkolatos térség. A több órás műsorban rendszerint minden évben fellép a községi német nemzetiségi kultúrcsoportok többsége, és egy-két más műfajban tevékenykedő helyi tánccsoport vagy zenekar is.
- Majális – a település második legnagyobb ünnepi rendezvénye (a Búcsú után). A községi majális rendszerint a helyi fúvószenekar falujáró ébresztőjével indul, a nap programjai egyébként a Jegenye-völgyben található nagytisztáson zajlanak.

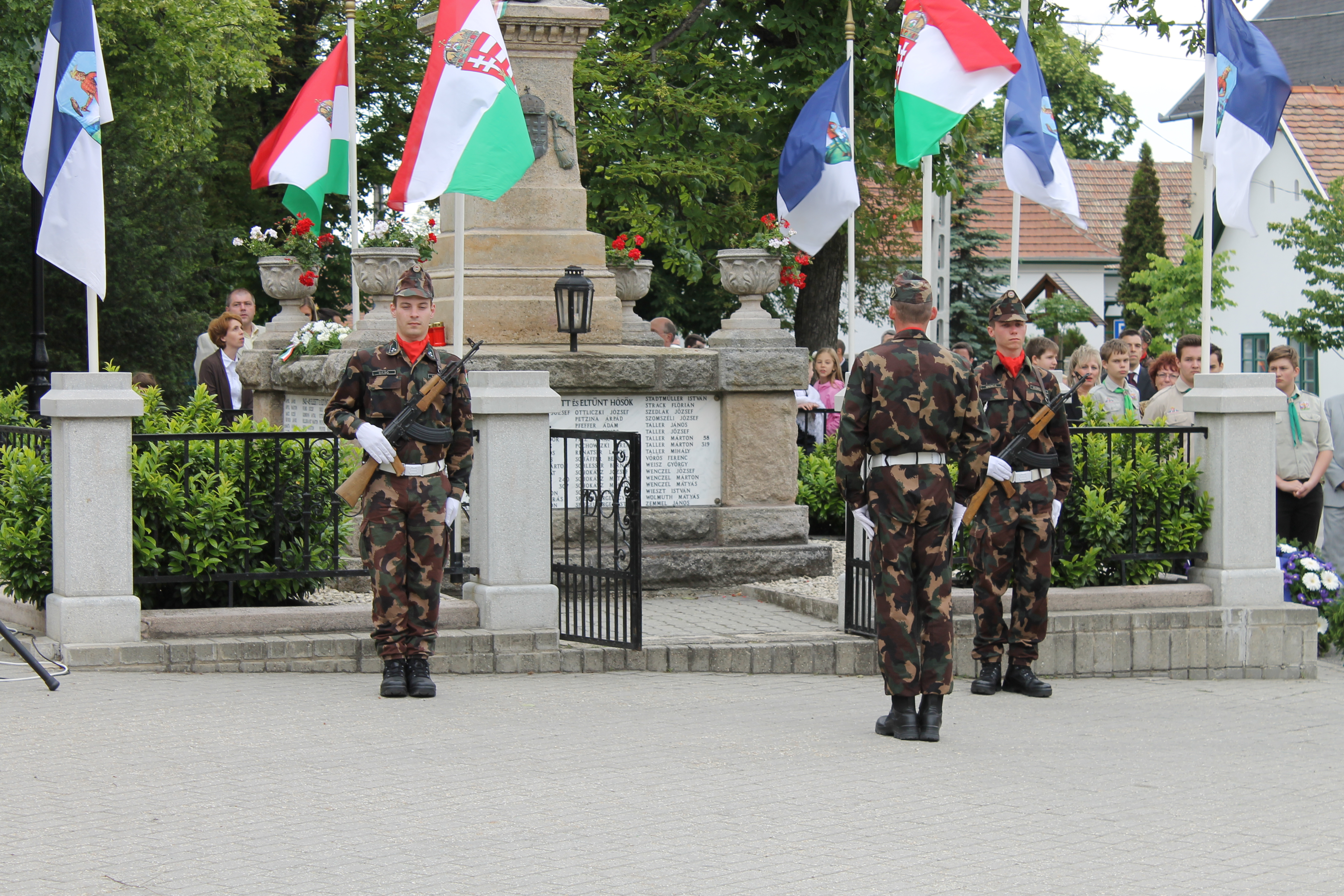
Hősök Napja

- Hősök Napja – a két világháború közti hagyományok újraélesztésével megszervezett, a rendszerváltás óta minden évben május utolsó vasárnapján tartott ünnepség, az önkormányzat és a község hivatalos megemlékezése a háborúk és elnyomó rendszerek helyi áldozatairól. Helyszíne a Templom téri Hősi emlékmű előtti terület: ilyenkor az aktív helyi civil szervezetek mindegyike koszorút helyez el az emlékműnél, katonai tiszteletadás mellett. Ugyanekkor kerül átadásra a legmagasabb önkormányzati elismerésnek minősülő "Solymárért" emlékérem, illetve a nemzetiségi önkormányzat által alapított Nemzetiségi Díj.
- Pilis Lelke Fesztivál – 2004 és 2006 között a település második legnagyobb, a község központjában 6-8 helyszínen megrendezett, kétnapos összművészeti programsorozat volt, június első péntekén és szombatján, több környező település közös szervezésében. A nép- és világzenei előadók hosszú sorát vendégül látó rendezvény 2007 óta szünetel, bár újraindítása azóta is szinte minden évben szóba kerül.
- Betelepülési megemlékezés – első alkalommal 2010-ben, majd azóta minden évben június második felében (a harmadik vagy negyedik vasárnapon) megtartott ünnepség, apropóját 2010-ben az első németországi telepesek Solymárra érkezésének (feltételezett) 300. évfordulója adta.[73] A rendezvény célja, hogy a nemzetiségi önkormányzat a község gyásznapjairól való megemlékezés mellett pozitív hangvételű, a nemzetiségi identitást erősítő programokat is kínáljon a lakosoknak. A résztvevők rendszerint viseletbe öltözve jelennek meg a nap programjain, s a szervezők erre kérik a helyi németség képviselői mellett a magyar és esetlegesen más nemzetiségeket képviselő vendégeket is.

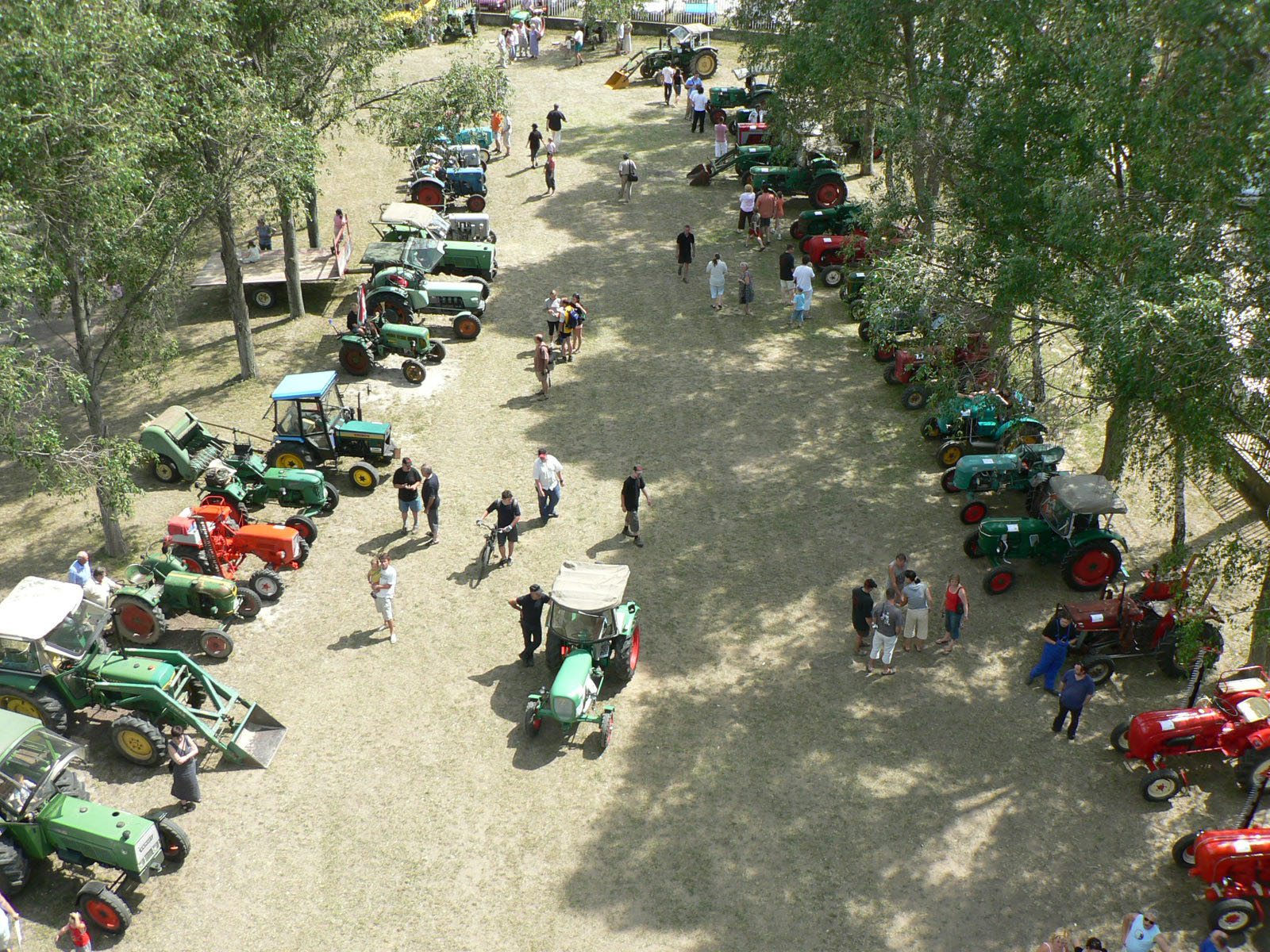
Traktortalálkozó (2007)

- Traktortalálkozó – a 2000-es évtized dereka óta civil kezdeményezésben megvalósuló egész napos rendezvény, július első hétvégéjén. A XX. század második felében csak kis földterületeket birtokolhattak Solymáron azok a családok, amelyek még egyáltalán foglalkoztak földműveléssel, s ezek a földterületek csak kis méretű, illetve teljesítményű traktorokkal voltak gazdaságosan megművelhetők. Ezeknek az akár 40-50 évnél is idősebb gépeknek a bemutatására, felvonultatására, illetve tulajdonosaik/gyűjtőik számára találkozási lehetőségként jött létre a ma már országos hatókörű, sőt néhány külföldi résztvevőt is felvonultató, indulása óta minden évben megtartott rendezvény.
- Gospel Fesztivál – Illéssy Mátyás akkori plébános és Jeney Erzsébet kezdeményezéséből, először 2001-ben, majd azóta 2013-ig megszakítás nélkül megrendezett egyházi könnyűzenei találkozó, általában augusztus utolsó előtti szombatján zajlik. Már kezdettől országos hatókörű fesztiválként kerül megrendezésre, a 2000-es évek dereka óta a fellépők egy része már külföldről érkezik, nemzetközivé téve a fesztivált. 2013-ban – életre hívása óta először – nem rendezték meg, de a szervezők közleménye szerint ez nem a rendezvény megszűnését jelentette, csak egy évnyi "alkotói szabadságot";[74] 2014-ben ennek megfelelően valóban újra megrendezték. 2015-ben a programot a korábbi hagyományokat megszakítva június harmadik hétvégéjén tartották meg. 2019-ben visszatért a rendezvény az eredeti, jól bevált, nyár végi időpontjához, így augusztus 24-én, szombaton, a megújuló kegytemplom előtt felállított szabadtéri színpadon fogadta a gospel zene kedvelőit, akik benépesítették a Templom teret a teltházas rendezvényen, melynek középpontjában egy püspökök által celebrált ökumenikus szertartás állt. 2020-ban a jubileumi rendezvényt és a jövőben következőket is a Templom téren kívánják megrendezni.

## Helyi sajtó

### Solymári Hírmondó
A Solymári Hírmondó 1989 és 2010 között a községi önkormányzat egyetlen hivatalos lapja volt, 2011 óta a két hivatalos helyi lap egyike (a Solymári Magazin mellett). Indítását még 1986-ban határozta el Bogdán Istvánné, akkori tanácselnök és Bélavári Imre, helyi lakos rádiós szakember (később a községi MDF-szervezet alapító elnöke). Akkor azonban még nem kaphattak lapindítási engedélyt, a lap első két próbaszáma ezért csak 1989. augusztus 20-án és szeptember 20-án jelenhetett meg.
Első rendes száma 1989. október 20-i dátummal jelent meg, azóta a megjelenése folyamatos. 1989-es és 1990-es évfolyamában havonta jelent meg, változó (8-12-16) oldalszámmal. 1991-ben áttért a kéthetenkénti megjelenésre, ezt azonban a szerkesztők vélhetően nem tudták huzamosabb időn keresztül tartani, mert 1992-től ismét havonta került a helyi üzletekbe. 2004–2010 közt ismét kéthetente jelent meg, általában 28–32 oldalas terjedelemben.
2011 januárja és 2015 áprilisa között a korábbinál szűkebb terjedelemben (16–20 oldal), viszont nem kereskedelmi forgalomba kerülő, hanem minden solymári lakos számára ingyenesen kézbesített lapként jelent meg, havonta egy alkalommal, 16-20 oldalas, közlönyszerű önkormányzati kiadványként. 2015. májusa óta a terjedelme 36 oldal, de változatlanul ingyenesen jut el minden solymári családhoz.
Témáit a nagyközség, kisebb mértékben más szomszédos települések életéből meríti, terjesztése 2010-ig a helyi üzletekben történt, de elő is lehetett rá fizetni. Több különszáma is megjelent, jellemzően választási években, a helyi önkormányzati választás képviselő-jelöltjeinek bemutatására. 1996-ban a kitelepítés 50. évfordulója alkalmából, illetve az azévben elsőként nagyszabású, többnapos fesztiválként megrendezett Solymári Búcsú alkalmából is megjelent egy-egy különszáma, az eredeti laphoz hasonló formátumban, de jóval kisebb terjedelemben.
Főszerkesztői az 1990-es években (sorrendben) Bélavári Imre, Tamás Enikő, Bogdán Istvánné és Frang Gizella voltak; 1999 őszétől majdnem két évtizedre, 2019 májusáig Kleer László lett a főszerkesztő. Utóbbi nyugdíjazását követően, a 2019 júniusi lapszámtól a lap főszerkesztője Sólyom Ágnes lett.

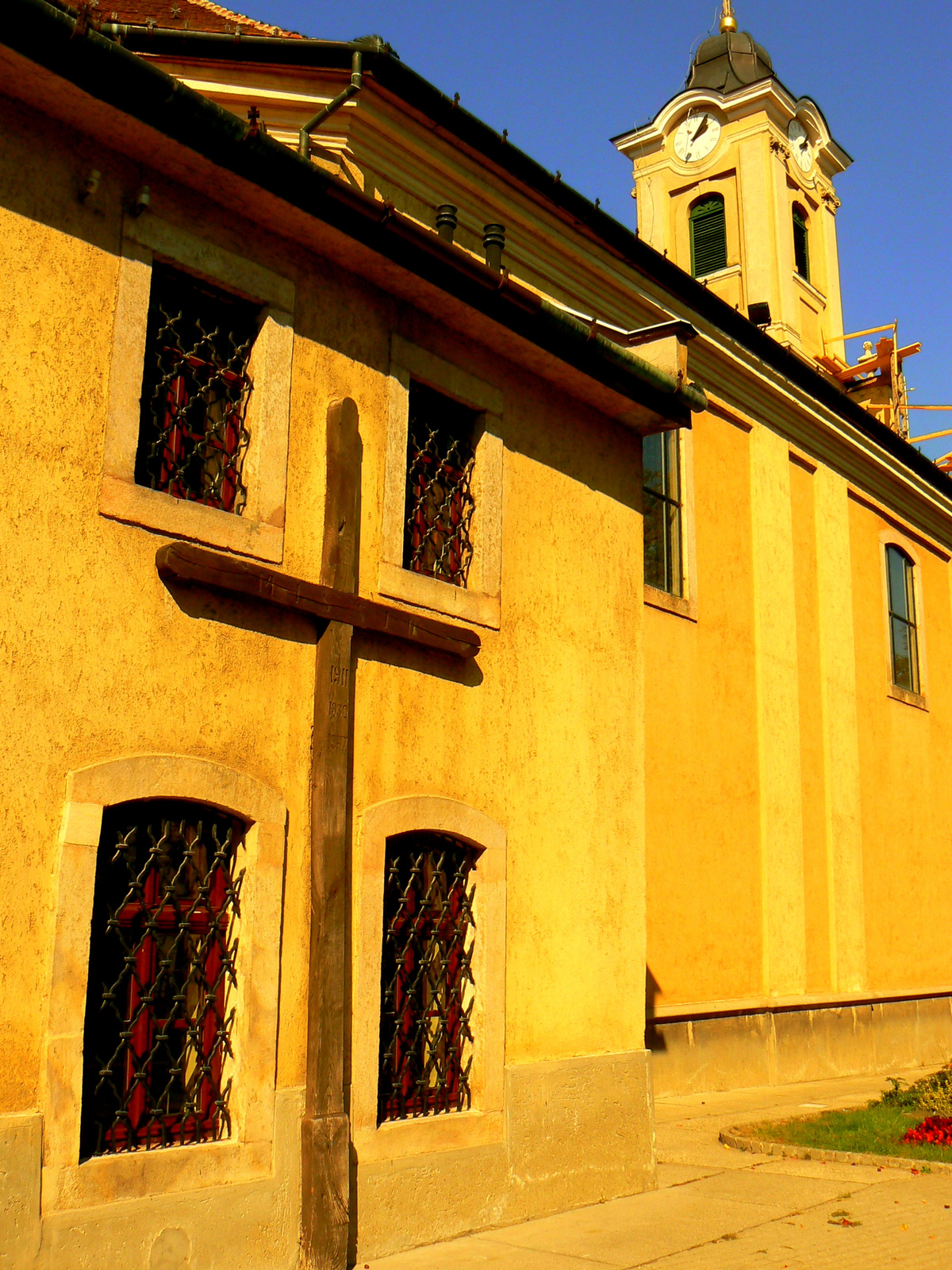
Az 1911-ben állított Missziós kereszt a helyi római katolikus templom déli oldalfalán

### Solymár Csillaga
Illéssy Mátyás akkori plébános kezdeményezésére jött létre 1999 novemberében, egyházközségi lapként. Célja kezdettől fogva – a katolikus hívek informálása mellett – az egyházi élet modernizálása is volt, a kezdeti szerkesztők a plébánoson felül Kovács Márk és Sólyom Ágnes voltak. A lap iránt váratlanul nagy érdeklődés mutatkozott, ami gyors ütemű fejlődést gerjesztett, ennek eredményeként a kiadvány néhány lapszámon belül kinőtte a kiindulási kereteit, illetve a település határait. Több minőségi, mennyiségi és terjesztési váltás következett a 2000-es évben, amikortól a lap immár Képmás családmagazin néven országos terjesztésű folyóirattá vált. Néhány lapszámon keresztül a Képmásban még megjelent, néhány oldalas mellékletként a solymári egyházközségnek szóló külön kiadvány is – változatlanul Solymár Csillaga néven –, mígnem ez utóbbi 2001-ben megszűnt, a Képmás pedig teljesen önálló lappá vált.

### Sólyomszem
Helyi terjesztésű és jellemzően a helyi témákkal foglalkozó, de a nagypolitika iránt sem közömbös lapja volt a településnek 2001 decembere és 2003 márciusa között; a nagypolitika terén nyíltan vállalt polgári értékrendet képviselt, a helyi önkormányzathoz való viszonyulása pedig tárgyilagos, de érzékelhetően ellenzéki beállítottságú volt. Többnyire kéthetente jelent meg, 20-32 oldalon, színes borítóval és (egy-két eseti kivételtől eltekintve) fekete-fehér nyomású belívvel. Az alig több mint egy év alatt megjelent 25 lapszám mindegyikének Frang Gizella volt a főszerkesztője.

### Szólj Már
2003 decembere és 2006 decembere között jelent meg a településen magánkiadású havilapként, 32-36 oldalon, színes borítóval és fekete-fehér nyomású belívvel. Az első három számot Klotz Mária szerkesztette, majd a negyedik számtól egészen a megszűnésig Bayer Zsolt volt a lap főszerkesztője. A tényleges szerkesztési munkát 2004. áprilisa és 2005. januárja közt nagyrészt Frang Gizella, 2005. januárjától 2006. decemberéig pedig a polgári értékrendet magukénak valló helyi vállalkozók bevonásával szervezett szerkesztőbizottság végezte.

### Fixpont
Teljes néven Fixpont - A középpontban Solymár; az Összefogás a Magyar Családokért Egyesület által kiadott kulturális-közéleti havilap volt. 2007 márciusától 2011 januárjáig jelent meg, amikor is anyagi források hiánya miatt megszűnt. Témáit a nagyközség, illetve a vele egyazon mikrotérséget alkotó Pilisvörösvár és Pilisszentiván, kisebb mértékben más szomszédos települések életéből merítette, terjesztése is ugyanezeken a településeken történt. Alakulásától kezdve A4-es méretben, 32 oldalon jelent meg, színes borítóval és középen egy színes belívvel, ez alól csak a legutolsó, 2011 januári szám volt kivétel, melynek egész külső megjelenése jóval szegényesebb volt. Szerkesztői solymári fiatalok voltak, akiknek mindvégig az volt a céljuk, hogy a lap a hivatalos helyi újsághoz képest színesebb, olvasmányosabb formában számoljon be a mikrorégió eseményeiről, egyben határozott értékrendet közvetítve igyekezzék szerepet vállalni a hagyományőrzésben és a hagyományápolásban.

### Solymári Magazin
2011. áprilisától 2014. decemberéig jelent meg, magazinjellegű, havi megjelenésű önkormányzati kiadványként. Főszerkesztőjének a néhány hónappal korábban megszűnt Fixpont főszerkesztőjét, Hegedűs Andrást kérte fel a községi önkormányzat, szerkesztőségi stábja is mindvégig közel azonos volt a Fixpont utolsó évfolyamának szerkesztőségével. Megszüntetéséről nem sokkal a 2014-es önkormányzati választás után, zárt ülésen döntött a település képviselő-testülete, bármiféle nyilvánossá tett indoklás mellőzésével.

### Lakótelepi Hírlevél
2013 tavaszától szűk két éven keresztül jelent meg, mint a község első olyan közéleti kiadványa, amely elsődlegesen egy településrész – a lakótelep – életéről számolt be és kifejezetten az ottani lakosok tájékoztatását szolgálta. A hírlevél formátumú kiadvány teljesen civil kezdeményezésből született, és önkormányzati támogatás nélkül jelent meg, a kiadását kezdeményező helyi civil mozgalom létrehozója, Gabai Zsanett szerkesztésében. Az első két száma a lakótelep lépcsőházaiban került kifüggesztésre, harmadik lapszámától kezdve már minden lakótelepi lakos postaládájába eljutott a kiadvány. 2014-ben két száma jelent meg, azóta szünetel.

### Pilis Televízió
2006 óta solymári központtal működik a környékbeli települések közéleti és kulturális eseményeit, helyi politikai történéseit bemutató és közvetítő PilisTV. A tévé adása kábeltévén jut el Solymár, Pilisborosjenő, Pilisvörösvár, Pilisszentiván, Piliscsaba, Tinnye és Perbál lakásaiba. Akik nem rendelkeznek kábeltévé előfizetéssel, azok interneten is követhetik a televízió élő adását a PilisTV honlapján Archiválva 2012. december 7-i dátummal a Wayback Machine-ben.

### SolymárOnline
Impresszuma szerint „pártoktól, érdekcsoportoktól független, Solymár közéletével foglalkozó, az önkormányzat döntéseit közvetítő információs hírportál”, a település első hivatalos online sajtóterméke. A 2015. nyarán indult portál első főszerkesztője Pásztor László volt, aki korábban a helyi közéletben egyáltalán nem volt ismert; az oldal létrehozatalát megalapozó (pénzügyi illetve személyzeti) önkormányzati döntések ugyancsak nem ismertek. 2017 elejétől az oldal vezető szerkesztője Kleer László.

## Kultúra, hagyományőrzés, civil szervezetek
A helyi szokások, hagyományok őrzése és ápolása a helyi családok többségében mindig is magától értetődő volt, és többé-kevésbé az maradt a kitelepítést elkerülő sváb gyökerű családokban, azok leszármazottai körében is. Bár a régi hagyományok ápolására alakult közösségeket, szervezeteket a világháború után uralomra jutott rendszer egy ideig nem nézte jó szemmel, Solymáron már az 1960-as évek végén újjáalakult az 1885-től 1946-ig működő férfikórus, hasonló időszakban kezdett formálódni a (hivatalosan az 1970-es évek derekától működő) Hagyományőrző Asszonykórus is, 1972-ben nemzetiségi tánccsoport alakult, a rendszerváltást követő évektől pedig megsokasodtak a régi solymári hagyományok őrzésére alakult szervezetek, rendezvények.
Az azonban, hogy a helyi kultúra és közélet egykori jeles személyiségeinek emlékét közösségi szinten is megbecsülje a település, sokáig nem volt jellemző, és csak a 2000-es évek derekától sokasodtak meg ennek jelei. Az egyik legelső, erre utaló jel az volt, hogy 2005-ben az alapítójáról, Jablonkay Istvánról nevezték el a község helytörténeti gyűjteményét, ahol aztán a következő években több olyan időszaki kiállítás is nyílt, amely a régi solymári mesterségeknek és mesterembereknek, zenészeknek, vagy éppen az egykori pedagógusoknak állított emléket. Az évtized második felében az iskola is csatlakozott ebbe a sorba: néhány (egyelőre két) tantermét az intézmény egykori neves pedagógusairól nevezte el. 2011-ben megkapta a község legnagyobb elismerését (már csak posztumusz) Seres István, aki közel 40 éven keresztül volt a község vb-titkárja, és nevéhez fűződik a település legjelentősebb helytörténeti könyveinek megírása is. Ugyanebben az évben jelent meg a Solymári Arcképcsarnok című „helyi életrajzi lexikon” első kiadása, amely több száz egykori jeles solymári személyiség életútját mutatta be; szerzőinek kezdeményezésére az önkormányzat 2012-ben hat, addig névtelen közterületet nevezett el az adott településrészhez kötődő, néhai solymári lakosról. [Addig mindössze 7 olyan utca volt a községben, amely Solymárhoz kötődő személyiség nevét viselte.] A 2013-as év díszpolgár-avatási aktusa is illeszkedett ebbe a sorba: az önkormányzat Jablonkay István múzeumalapítónak adományozott posztumusz díszpolgári címet (születésének centenáriuma alkalmából).

### Jelentősebb kórusok, zenekarok

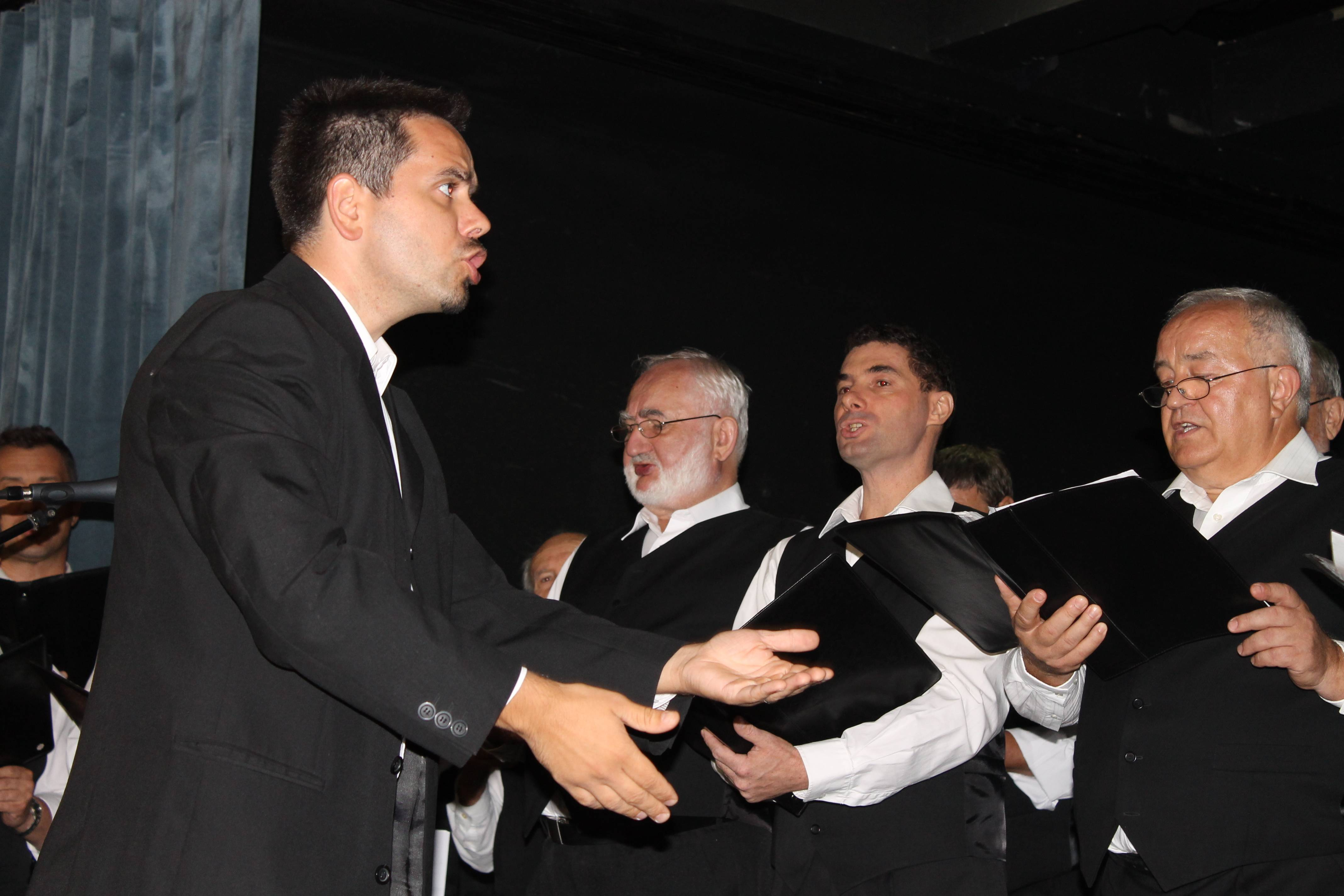
Fábián Attila karnagy és a férfikórus néhány tagja

#### Solymári Férfikórus
Jelenlegi formájában 1969 óta működő énekkar, melynek története 1885-ig nyúlik vissza; akkori elődjét Hugo Laurösch osztrák mérnök alapította, és ő maga is vezette 1913-ig; később, 1932-ben a kórus a Cecília Dalkör nevet vette fel, és így működött az 1946-os kitelepítésig. 1969. január 30-i újjáalakulása Magyar Ferenc, az Új Ember akkori felelős szerkesztője nevéhez fűződik, fontosabb karnagyai: Kelemen Istvánné, Kempelen Tünde, Marosi Albert, Gerenday Endre, Tóth Árpád és Juhász Diána voltak. Jelenlegi vezetője Fábián Attila.

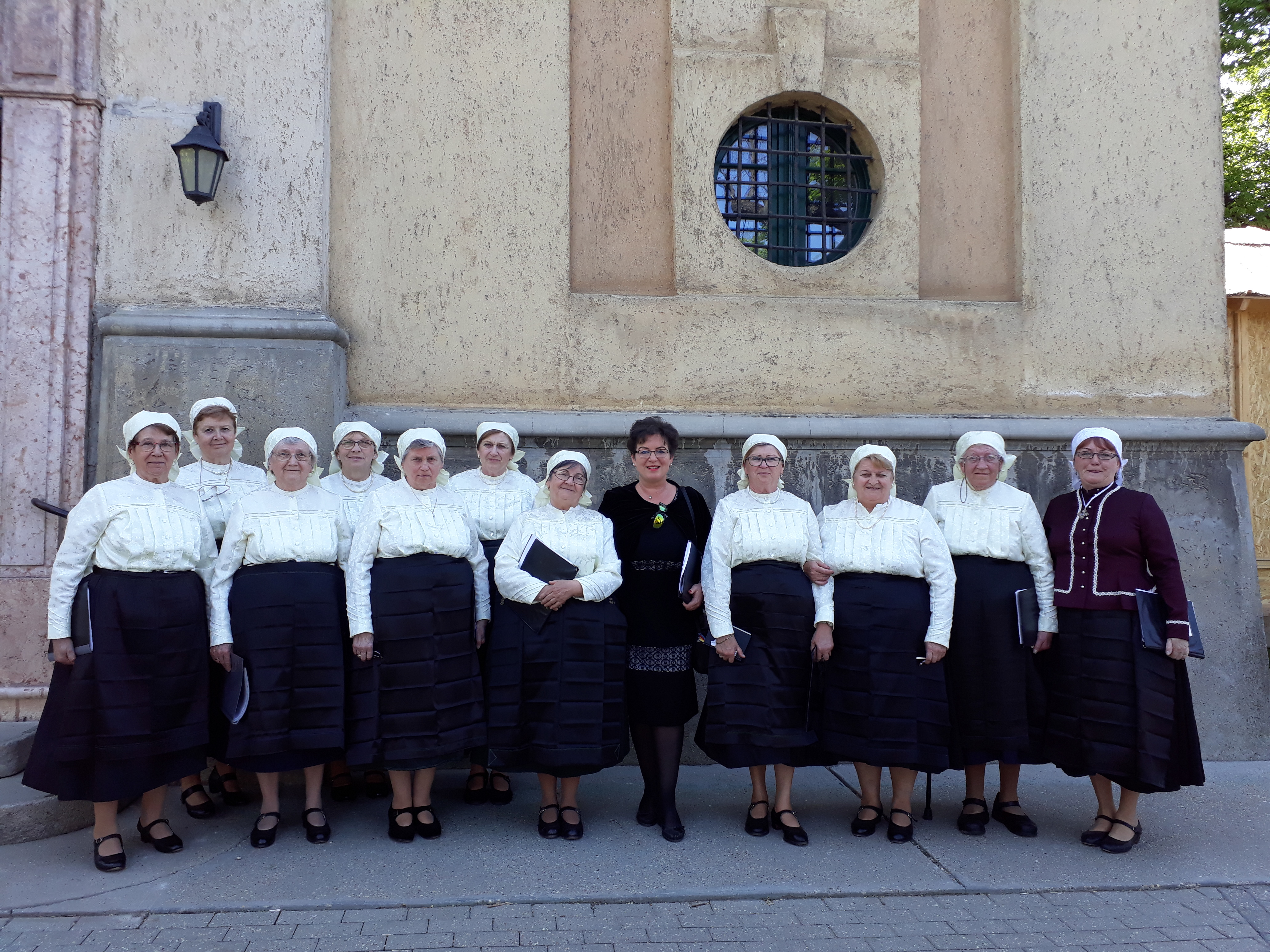
Az Asszonykórus Jeney Erzsébet karnaggyal

#### Hagyományőrző Asszonykórus
Az 1974-ben alakult, szinte kizárólag a helyi német nemzetiséghez tartozó asszonyokból álló énekkar Kempelen Tünde kezdeményezésére, Kelemen Istvánné Hansághy Margit vezetésével jött létre. 1981-ben bejutottak a Röpülj Páva című, kultúrcsoportok számára szervezett televíziós verseny döntőjébe is. Az énekelt népdalok többségének eredete a XV-XVI. századra nyúlik vissza, azonban tartalma, üzenete még a mai megváltozott világban is aktuális. Dallamvilágára a kétszólamúság és a kellemes hangzás jellemző. A Solymáron megőrződött és sokak által még ismert sváb nyelvű énekeket még az is könnyen megtanulja, aki nem birtokolja a német nyelvet. Karnagyai az alakulás óta Gerenday Endre és Juhász Diána, illetve  Schreiber-Kánya Ditta voltak. Az együttes vezetője jelenleg (2019-es állapot szerint) Jeney Erzsébet. A kórus a solymári kulturális élet különleges színfoltja, közreműködésével gazdagítja a német miséket, színesíti a községi nemzetiségi rendezvényeket, őrzi a helyi hagyományokat és a solymári sváb népviseletet. Több évtizedes tevékenysége révén, országos szinten is elismert, gyakran szerepel a különböző német nemzetiségi falvakban, városokban és a solymári népdalok szépségét megismertette már más országokkal is, amikor meghívásnak tett eleget Németországban, Ausztriában, Olaszországban és Szlovákiában. A kórus munkásságát több ízben magas zenei kitüntetésekkel ismerték el a KÓTA, a Landesrat és más zenei és kulturális szervezetek.

#### Solymári Szokolay Bálint Nőikar
A kórus Szokolay Bálint zenepedagógus (Szokolay Sándor zeneszerző édesapja) szervezésében jött létre 1983-ban, vezetői az 1990-es évek közepe óta Blazsek Andrea és Mózes Krisztina. Szokolay Sándor a kórus "házi zeneszerzőjének" tekinti magát, és e minőségében jelentős számú olyan dalművet komponált, melyeket a nőikarnak ajánlott.

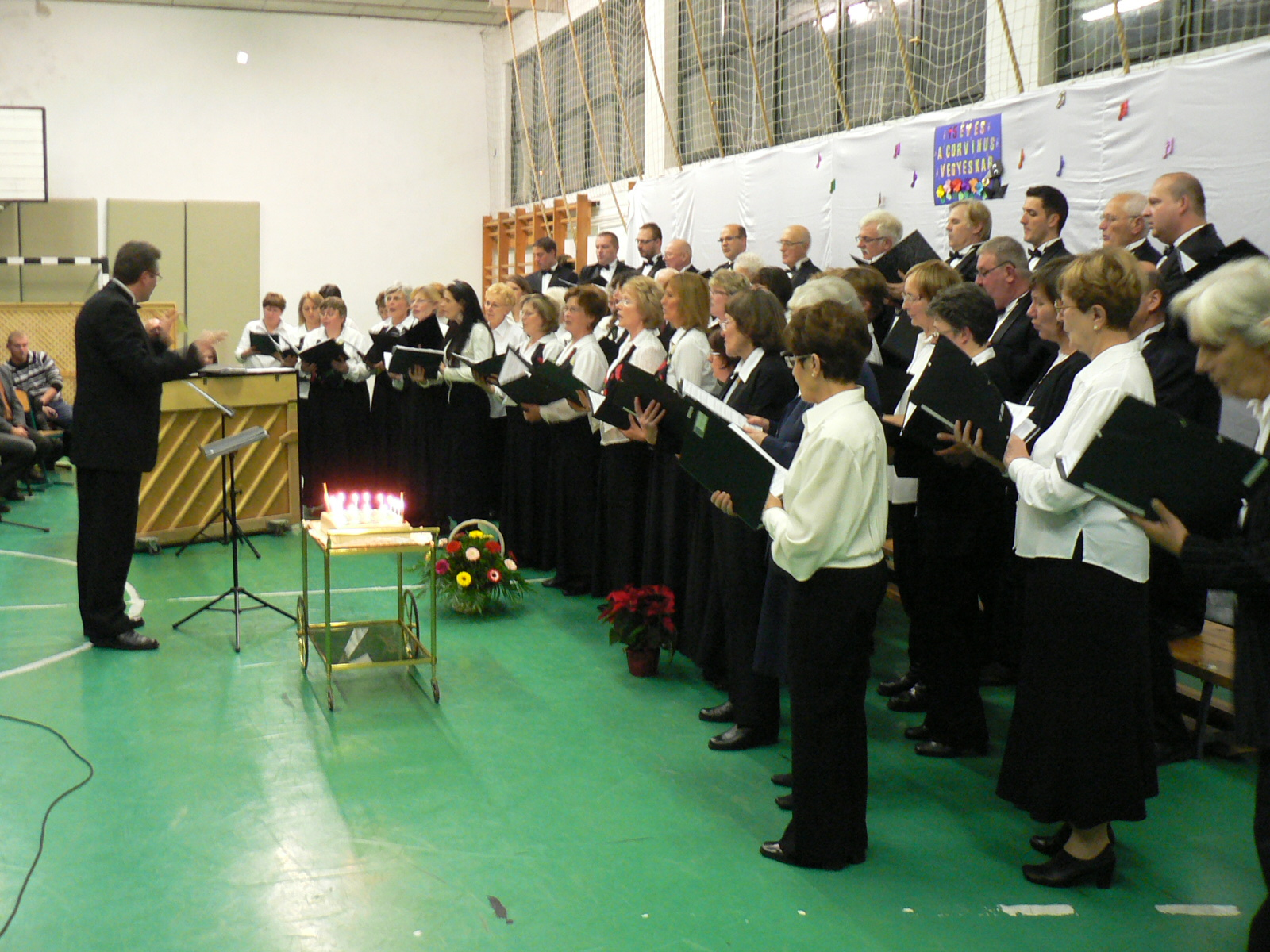
A Corvinus Vegyeskar 15 éves koncertje (2011)

#### Corvinus Vegyeskar
Az 1970-es években Kempelen Tünde által létrehozott Madrigálkórus utódaként jött létre az 1990-es években, karnagyai között olyan szakemberek is szerepeltek, mint Tóth András vagy Cser Miklós. Jelenlegi karnagya Lógó Tibor.

#### Schaumarer Musikanten
1995-ben alakult fúvószenekar, mely elsősorban sramli jellegű zenét játszik, de kisebb arányban szerepelnek a repertoárján klasszikus fúvószenekari, illetve fúvószenekarra áthangszerelt könnyűzenei darabok is. Vezetője 1998-től 2020-ban bekövetkezett haláláig Buzás Bálint volt.

### Jelentősebb tánccsoportok

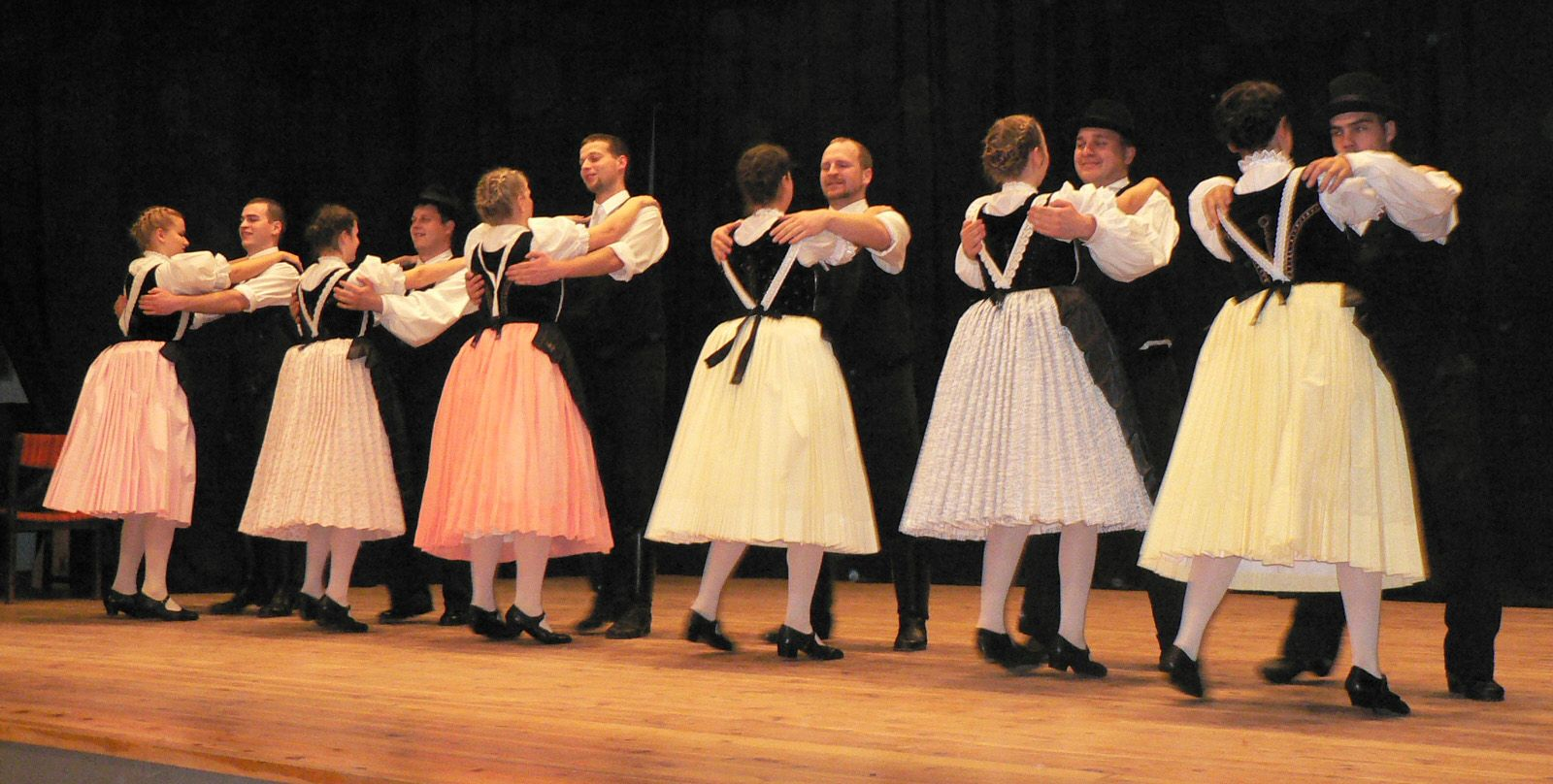
Hétlépés (2007)

#### Hétlépés Tánccsoport / Reményi Margit Táncegyüttes
Az 1970-es években, Friedrich Ignácné által Ifjúsági Tánccsoport néven alapított, sváb hagyományőrző tánccsoport utódaként működik, a 2000-es évek eleje óta Hétlépés (németül Siebenschritt) néven. Tagjai zömmel a 25-40 éves korosztályból kerülnek ki, többségük német nemzetiségi kötődésű, de rendszeresen táncolnak magyar táncokat is. Eddigi legjobb eredményeik egyike, hogy 2011-ben Fesztiváldíjat kaptak, vagyis a legjobbak között is a legjobbnak járó minősítést szerezték meg a Német Nemzetiségi Néptáncfesztiválon. Vezetőjük Geringer Péter és Milbich Edit. 2013. november 24-én a csoport táncegyüttessé alakult, alapítójuk leánykori nevét felvéve Reményi Margit Táncegyüttes néven.

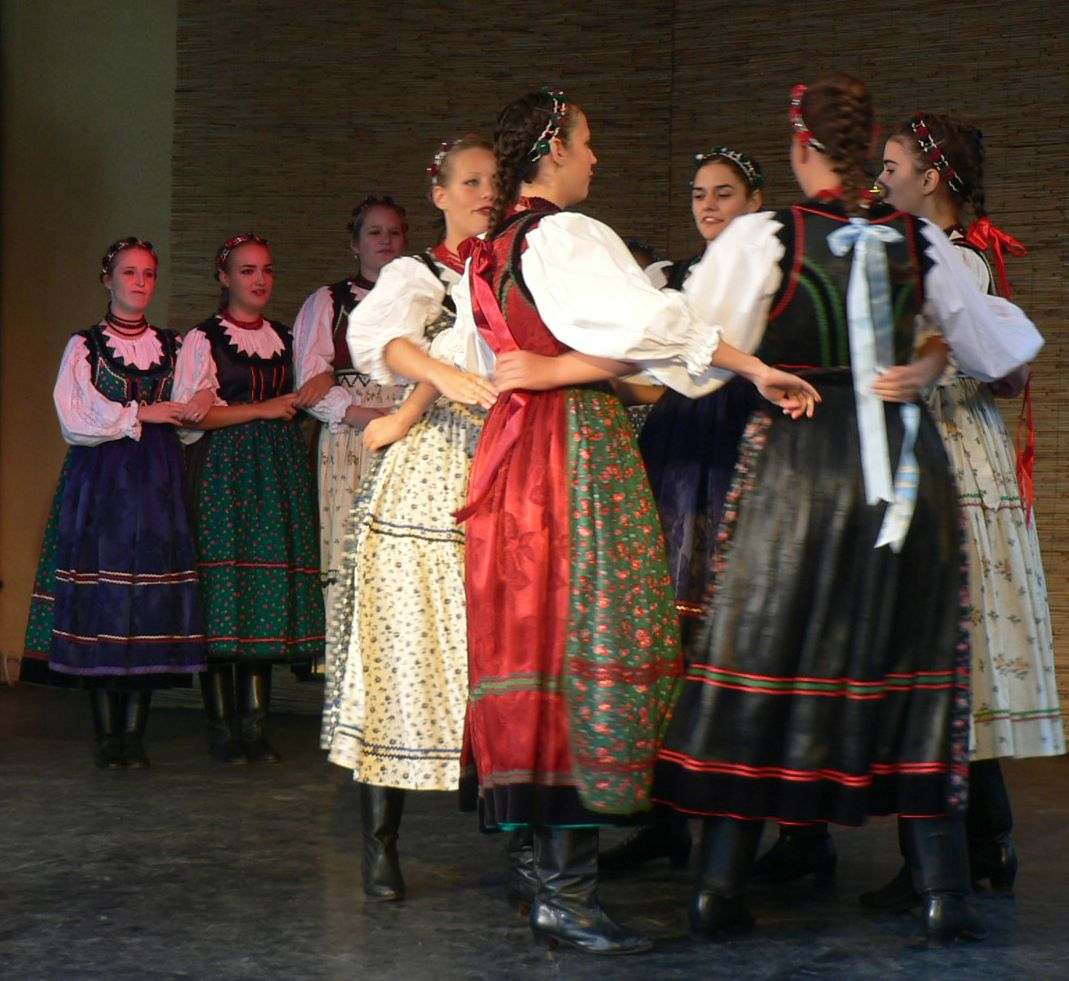
Néhányan a Cédrus táncoslányai közül (2008)

#### Cédrus Táncegyüttes
1999-ben Solymáron alakult tánccsoport, mely a sváb tánchagyományokra épülő helyi tánccsoportok kiegészítőjeként magyar és más Kárpát-medencei nemzetiségek néptáncaira szakosodott. Előzményei az 1995-ben ugyanitt alakult gyermek néptánccsoport születéséig nyúlnak vissza, így a kezdetek óta folyamatosan foglalkoznak utánpótlás-neveléssel is. Vezetőik Varga Zoltán koreográfus és felesége, Lőrincz Beáta táncpedagógus.

#### Herbstrosen Tánccsoport
1998-ban alakult sváb hagyományőrző, felnőtt tánccsoport, melynek sokáig kizárólag családos, az idősebb generációkhoz tartozó házaspárok voltak a tagjai (ez a "szabály" csak a 2000-es évtized végén enyhült csekély mértékben). A csoport érdekessége, hogy tagjai kivétel nélkül felnőttként, 30-50 éves koruk között, vagy akár még idősebb korban kezdtek érdemben táncolni tanulni. Az együttes művészeti vezetője az alakulástól kezdve, 2014 júliusában bekövetkezett haláláig Manninger Miklós volt.

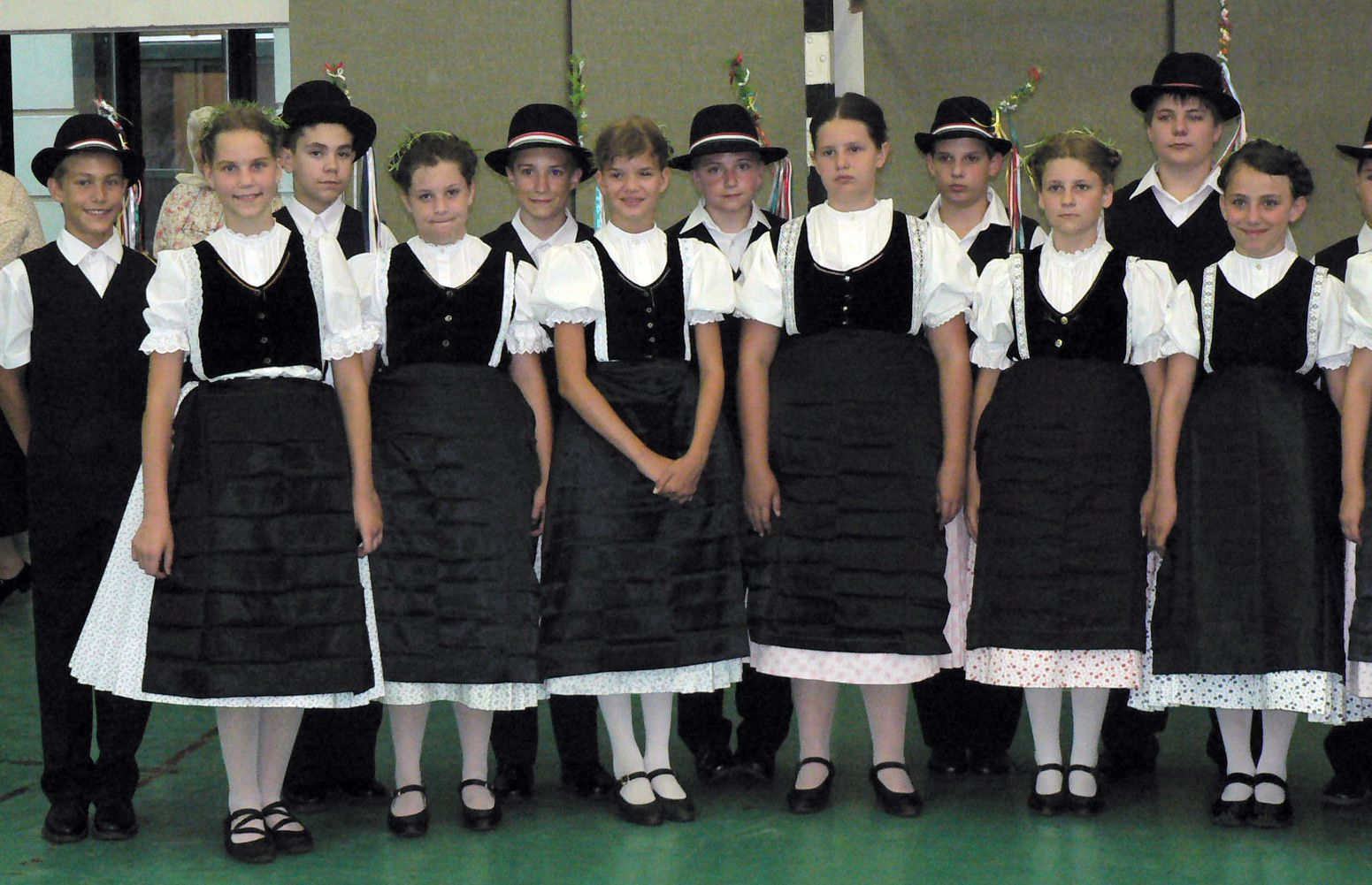
Néhányan az Edelsteinből (2007)

#### Edelstein Tánccsoport
A községi iskolában folyó nemzetiségi táncoktatás tanítványaiból a 2000-es évek elején szerveződött, s azóta is megszakítás nélkül működő, sváb hagyományőrző tánccsoport, művészeti vezetői ez idő alatt Czippánné Dinda Ilona, Schokátzné Tallér Mária és Manninger Miklós voltak.

#### Bunte Bände Tánccsoport
Óvodásokból és kisiskolásokból szervezett sváb hagyományőrző tánccsoport, működtetője az alapítása (2005) óta Milbich Edit. 2010-re a létszáma meghaladta a 60 főt, és olyan családok gyermekei is csatlakoztak a csoporthoz, amelyekben a szülők semmilyen sváb kötődéssel nem rendelkeznek. 2013-ban már öt külön korcsoportja indult, a bölcsődések korcsoportjától egészen az ifjúsági korcsoportig bezáróan, mint a Hétlépés (Siebenschritt) Tánccsoport, jelenlegi nevén Reményi Margit Táncegyüttes reménybeli utánpótlásai.

### Színjátszó csoportok

#### Csepűrágók színjátszókör
Iskolai diák-színjátszókörként alakult a 2001-2002-es tanévben, Daragics Éva drámapedagógus vezetésével, felső tagozatos, és esetenként gimnáziumból visszajáró diákokból. Az iskolai ünnepségek műsorai mellett minden évben legalább egy komolyabb színdarabot is betanultak és előadtak, rendszerint több alkalommal is. 2012 óta "mini" csoportja is van, ennek tagjai az alsó tagozatok évfolyamokból és az ötödik osztályokból kerülnek ki, és 2012 májusában, a színjátszókör 10 éves jubileumi előadásán mutatkoztak be először nyilvános rendezvényen. A képviselő-testület 2013. novemberi döntése értelmében 2014. januárjától a művelődési ház kultúrcsoportjaként folytatja munkáját.

#### "Kompanei" amatőr sváb színtársulat
Hartmann–Hellebrandt Hilda kezdeményezésére alakult az 1920-as, 30-as helyi sváb színjátszó hagyományok felélesztésére, 2011-ben. Tagjai zömmel a helyi nemzetiségi egyesületekben, kultúrcsoportokban amúgy is aktív, javarészt idősebb solymári lakosok, de kisebb számban akadnak fiatalabb, illetve nem solymári tagjai is. Előadásaikat kizárólag helyi sváb dialektusban adják elő, a darabokban állandó közreműködő a Hagyományőrző Asszonykórus, illetve a Zwickl Polka Party nevű sváb kamaraegyüttes. A képviselő-testület 2013. novemberi döntése értelmében 2014. januárjától a művelődési ház kultúrcsoportjaként folytatja munkáját.

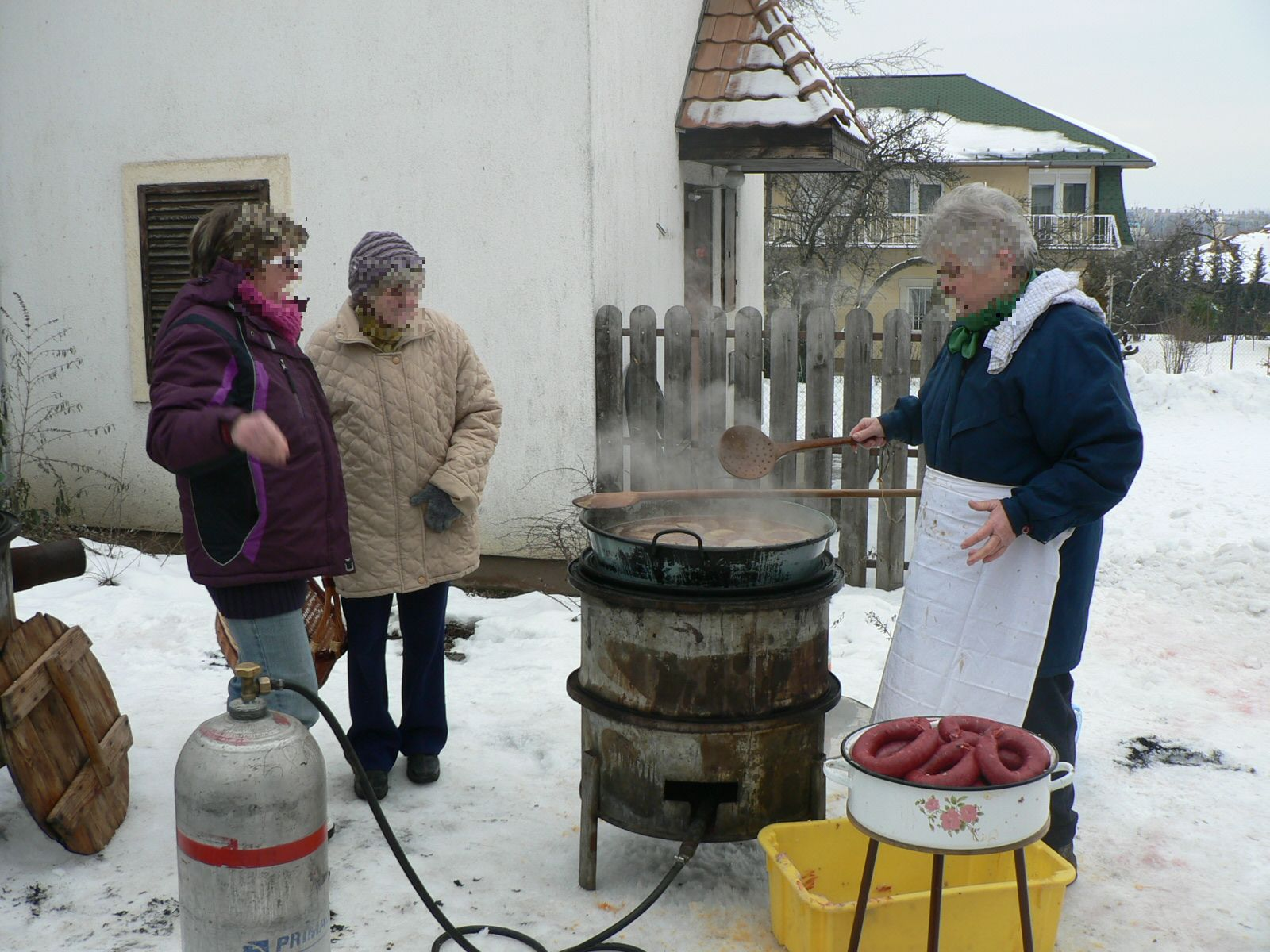
Disznótor a Heimatverein Egyesületnél

### Közéleti szerveződések

#### Heimatverein–Falukör Egyesület
1991. február 22-én alakult a rendszerváltás utáni Solymár első nemzetiségi civil szervezeteként, azzal a céllal, hogy az akkor még nem létező nemzetiségi önkormányzatok helyett igyekezzék megszervezni a lakosság nemzetiségi kötődésű részében a sváb öntudat felélesztését, illetve – különböző programok szervezésén és lebonyolításán keresztül – annak ébren tartását. Az egyesület bírósági bejegyzése 1991. május 23-án történt meg, székhelye 1992 óta a község régi plébániaépületének (Templom tér 8.) utcai szárnya, melyet a német nagykövetség nagy összegű felajánlása révén újíthattak fel. Több helyi kiadvány megjelentetésében, emlékművek állításában és más nemzetiségi kezdeményezések beindításában is jelentős szerepet vállaltak. 2010-ben magára vállalta a községi nemzetiségi önkormányzati választásokon a jelöltállító szervezet szerepét. Az egyesület elnöke Mentesi József.

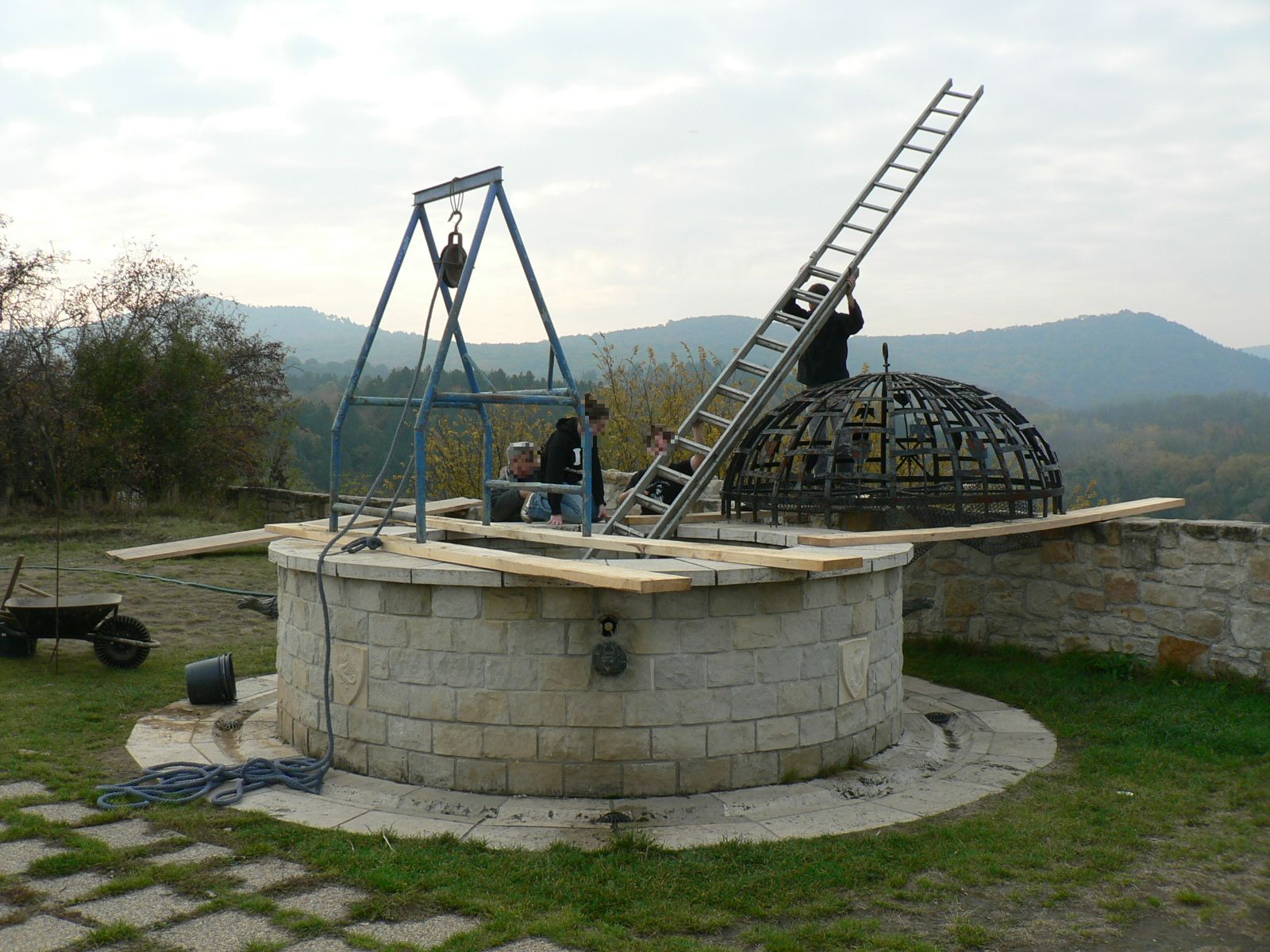
A várkút feltárása is a Helytörténeti Alapítvány támogatásával zajlik

#### Helytörténeti Alapítvány
1992. november 28-án alakult, az 1970 óta működő, de jogi személyiség nélküli Helytörténeti Társaság jogi személyiséggel is rendelkező, így gazdasági tevékenységek végzésére is jogosult kiegészítő szervezeteként. A 2010-es évek elejéig az alapítvány vállalta magára a solymári vár, illetve a községi helytörténeti gyűjtemény üzemeltetését, a várban folyó feltárási munkák technikai hátterének biztosítását, a legtöbb helytörténeti kiadvány kiadói feladatait és több más hasonló tevékenységet. Az alapítvány 2009-2010 között két alkalommal magára vállalta várjátékok szervezését és lebonyolítását is, a Várban és a környező területeken. Kuratóriumi elnöke az alapítástól a haláláig dr. Jablonkay István volt, utóda a kuratórium addigi titkára, Hamvas Márton lett.

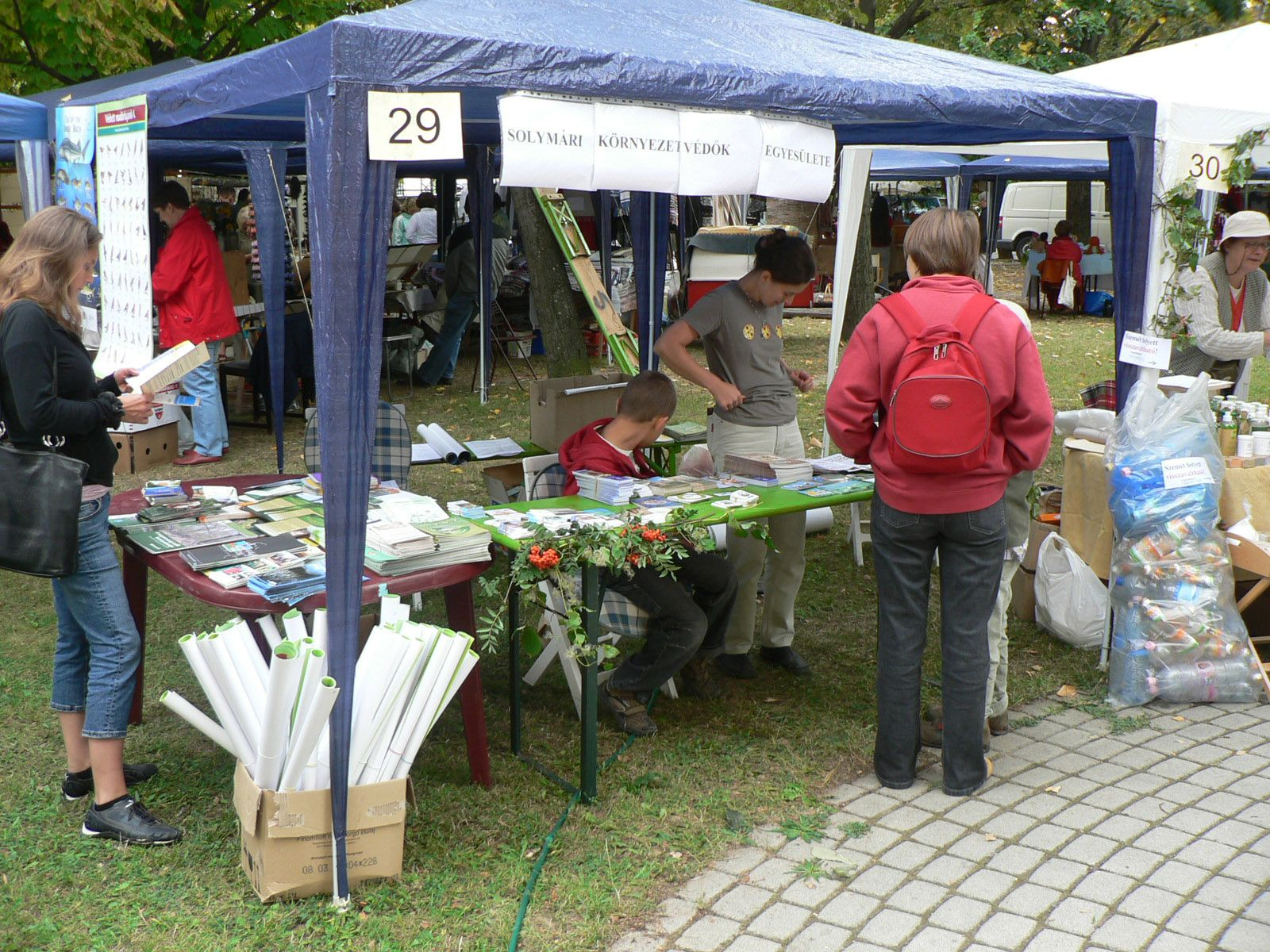
Az SKE standja a Solymári Búcsúk egyikén

#### Solymári Környezetvédők Egyesülete
A magyarországi rendszerváltás utáni években létrejött (hivatalosan 1994 áprilisában bejegyzett, de gyakorlatilag már 1992 óta működő) helyi civil érdekvédelmi szervezet, amely az 1990-es évek eleje óta megszakítás nélkül részt vesz a természetvédelmi területekkel és nem védett, de védelemre érdemes élőhelyekkel határolt település környezetvédelmi problémáinak rendezésében. 1997-2000 között önálló Barlangjáró Csoporttal is rendelkezett, mely részt vállalt a Solymári-ördöglyuk és környéke természeti értékeinek megőrzéséből; a csoportot Konkoly René vezette, aki hosszabb kihagyás után 2015-től újra az egyesület aktív tagja lett. Az egyesület 2002-től több cikluson át részt vett az önkormányzati választások települési szintű jelöltállításában, 2010-ben – a település történetében első civil szervezetként – képviselőt tudott juttatni a nagyközség 12 fős képviselő-testületébe. Létrehozatalának egyik legaktívabb előmozdítója, többszörös elnöke illetve elnökségi tagja Tamás Enikő, rajta kívül volt a szervezet elnöke Csapó Beatrix és Rétfalvi József is; 2008. március 27-től az elnöke (és 2010-2014 között önkormányzati képviselője) Szeghy Krisztina lett. Az egyesület 2016 szeptemberében megszűnt, azóta a Sólyom Környezet-és Természetvédelmi Klub viszi tovább az egyesület örökségét.

#### Solymári Vállalkozók Egyesülete
A település iparosainak, üzletembereinek és vállalkozóinak rendszerváltás utáni első civil tömörüléseként létrejött érdekvédelmi és kulturális szervezet, amely 1995. március 17-én alakult. Kezdetben fő céljuk a helyi vállalkozók érdekében történő közös kiállás, illetve a vállalkozók és a településvezetés közti kapcsolat erősítése volt. Már 1998-ban szerepet vállaltak az önkormányzati választásokon is, a függetlenként induló képviselő-jelöltek egy részének elvi támogatásával (akkori támogatottjaik közül később ketten is alpolgármesterek lettek). Többször is jelentős összeggel támogattak kulturális célokat - rendezvények szervezését, szoborállításokat és -felújításokat stb. - és jótékony célú kezdeményezéseket is.

#### Sólyom Környezet-és Természetvédelmi Klub
A 2016-ban alakult Sólyom Környezet- és Természetvédelmi Klub székhelye Solymáron van, de tevékenysége kiterjed az egész Pilisi-medencére és környékére. Koordinátora Konkoly René. A klub kiáll a térség fenntartható fejlődése mellett, mely teret biztosít az ipart, a kereskedelmet, a mezőgazdaságot űző, de a természetkedvelő, öko- és faluturizmust, biogazdálkodást folytatni akarók számára is. A klub tevékenysége politikailag semleges. A klubon belül 2019 novemberében megalakult a Sólyom Környezet-és Természetvédelmi Egyesület, melynek elnöke Somorjai Ede, két alelnöke pedig Dávid Roberta és Konkoly René.[forrás?]

### Egyéb helyi szerveződések

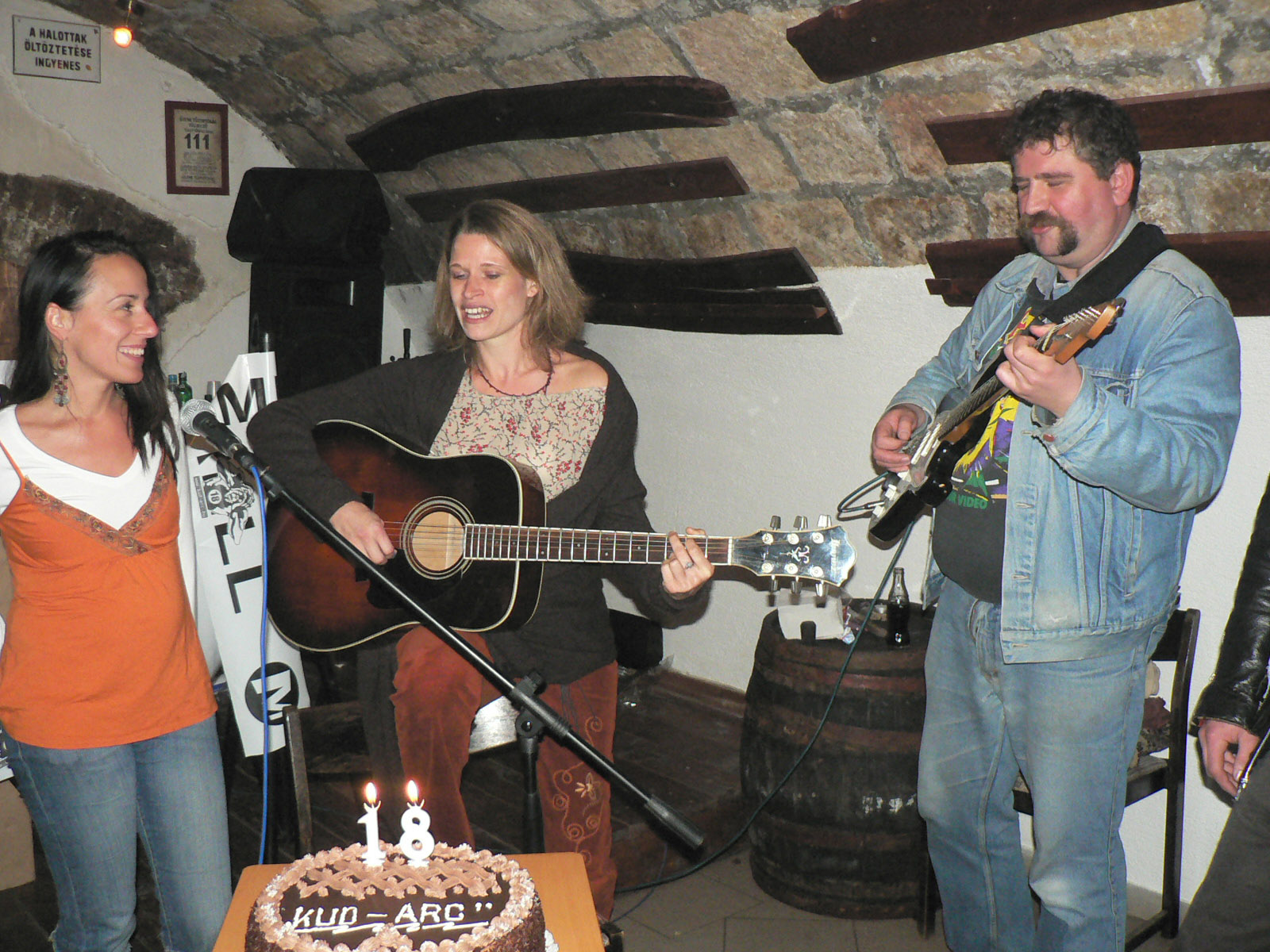
„Nagykorúsági” buli a 18 éves Kud-ARC pinceklubjában (2008)

#### Kud–A.R.C. Közhasznú Ifjúsági Egyesület
A művelődési ház pincéjében 1990-ben megnyitott rockklub törzsközönségéből és rendezői gárdájából a 2000-es évek elején szerveződött ifjúsági egyesület, a nevében megbújó rövidítés ma is az eredeti gyökereket őrzi (A.R.C. = alternatív rockklub). Legfőképpen könnyűzenei koncertek, fiatal alkotók műveiből összeállított kiállítások, sport- és egyéb, leginkább fiataloknak szóló programok szervezésével foglalkozik. Sokáig állandó résztvevője volt a Sziget Fesztiválnak is.

#### Nagycsaládosok Solymári Egyesülete
Az 1990-es évek első felében jött létre, kezdetben a Nagycsaládosok Országos Egyesülete helyi csoportjaként, majd az egyesület országos szintű újjászervezésekor különálló egyesületté alakult. Fő tevékenységük – más, ugyanilyen területen tevékenykedő szervezetekhez hasonlóan – a helyi nagycsaládosok életének megkönnyítése különféle programok szervezésével és más módokon. 2014 januárjában tankonyhát is létesítettek a településen, részint az iskolások főzés-tanításának elősegítésére, részint egyéb tanfolyamok rendezésére, illetve azért, hogy alkalmas helyszínt biztosítsanak a solymári gasztronómiai örökség megőrzéséhez és továbbadásához.

#### Solymári Golgota Alapítvány
Az 1990-es évek derekán jött létre azzal a céllal, hogy biztosítsa az anyagi és erkölcsi hátteret a XX. század második felében tönkrement régi kálvária helyett tervezett új keresztút megvalósításához. Miután a keresztút 1996-98 között, a Szél-hegyen elkészült, az alapítvány a községben meglévő egyéb vallási emlékhelyek (kápolnák) ápolását, karbantartását, szükség szerinti felújítását és eseti jelleggel újak építését tűzte ki céljául.

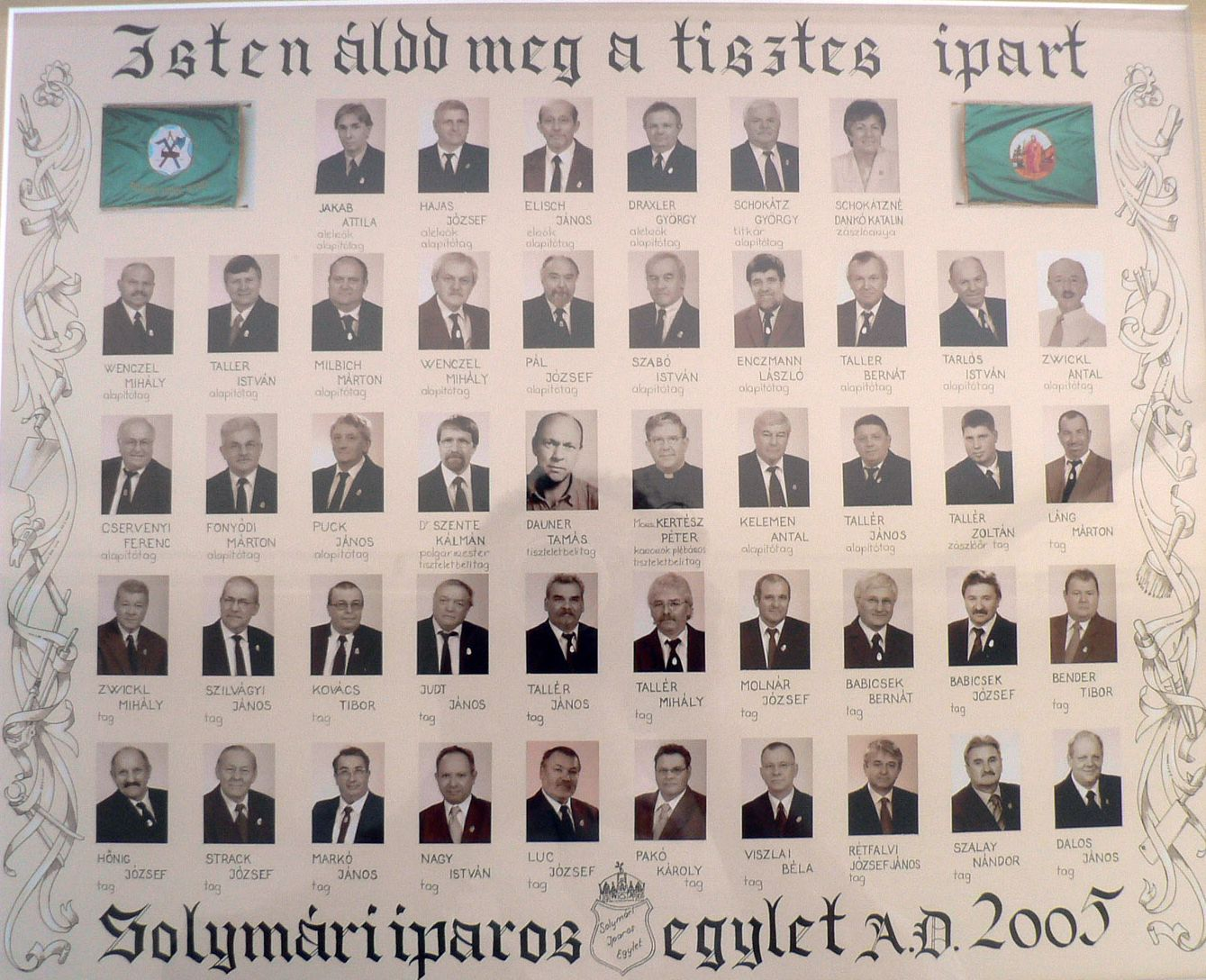
A Solymári Iparos Egylet tablója

#### Solymári Iparos Egylet
A két világháború közti időszakban működött hasonló helyi szervezet mintájára, nagyrészt kézműves iparos foglalkozású solymáriakból alakult szerveződés. Fő céljuk a község területén található vallási emlékek (keresztek, kápolnák, kegyszobrok stb.) állagmegóvása, rendszeres karbantartása és esetenként újak készítése. Ennek fejében összejöveteleiket a plébániaépület alagsorában tarthatják, és rendszeresen tartanak élő fúvószenés sördélutánokat is az ugyancsak egyházi területnek számító [2007-ben általuk felújított] egykori sekrestyésház (ma egyházközségi gyűjtemény) udvarán is.

#### Solymár Egészségügyéért Közhasznú Alapítvány
2004-ben alakult, azzal a céllal, hogy ellássa a település orvosi rendelőjét olyan felszerelési tárgyakkal, műszerekkel, amelyeket nem célszerű külön-külön minden orvosnak beszereznie, de nagyon fontosak a betegellátáshoz – például defibrillátort, oxigénpalackot stb. Az alapítvány iskolásoknak és szülőknek szóló drogprevenciós előadásokat is szervez, és a nagyobb községi rendezvényeken is gyakran jelen van, ingyenes lakossági szűrővizsgálatokat biztosítva, illetve igény szerint felvilágosító–betegtájékoztató célú előadásokat szervezve.

#### Szépsolymár Alapítvány
2013-ban bejegyzett, kulturális és értékvédelmi céllal szerveződött alapítvány, kurátorai jórészt 40 év alatti, helytörténeti érdeklődésű fiatalok. Céljuk, hogy minél több helyi értéket tudjanak bárki számára elérhetővé, kutathatóvá és új értékként adaptálhatóvá tenni, legyen szó akár helytörténeti, német nemzetiségi vagy akár a többségi nemzethez kötődő értékekről. Az alakulásuk óta eltelt rövid idő alatt szerveztek már zenei pályázatot, fórumokat a solymári német nemzetiség jelenkori helyzetének tisztázására, ünnepi megemlékezést Taller Mátyás helyi születésű, kitelepített zeneszerző születésének és halálának kettős jubileumára, továbbá két saját kiadványuk is megjelent már.

## Kereskedelem, vendéglátás

### Kereskedelem

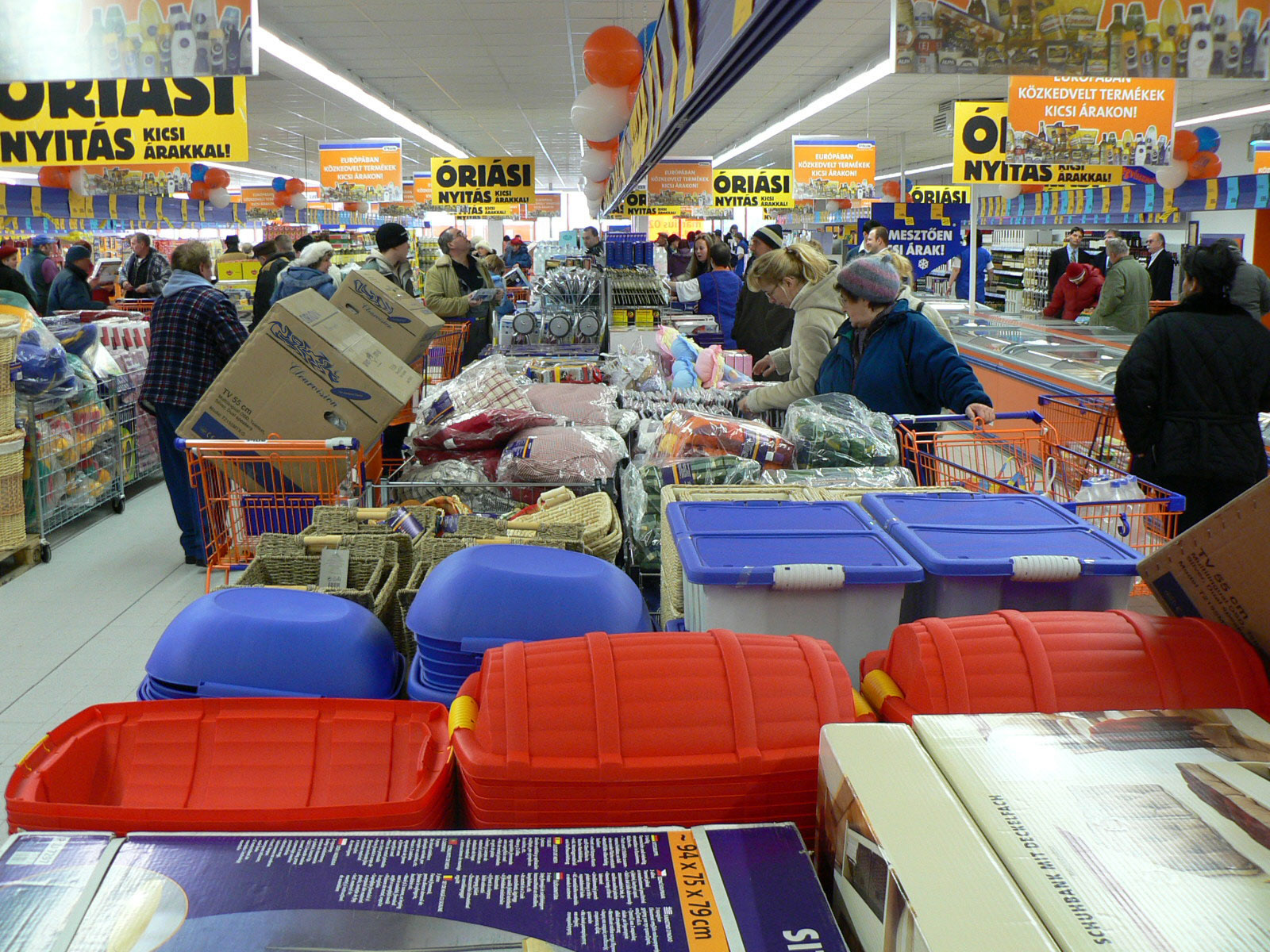
Az azóta megszűnt solymári Plus áruház a megnyitása napján (2006)

A településen a 2000-es évek derekán kezdtek teret hódítani a kereskedelmi áruházláncok, előtte – a rendszerváltás idejétől számítva – a helyi lakosok által fenntartott kisebb üzletek domináltak a helyi kereskedelemben, és a (szintén helyi tulajdonosi hátterű) Hanker Kft. volt az egyetlen, amely két, viszonylag nagy élelmiszerboltot birtokolt a faluban. 2005. november 11-én nyílt meg a község első nagyáruháza, az Auchan, 2006. március 3-án Plus üzletház nyílt a Terstyánszky úton, ugyanebben az időszakban Spar bevásárlóudvar nyílt a lakótelep mellett, és nem sokkal később jelent meg, negyedik kereskedelmi áruházláncként a CBA is, amely átvette a Hanker Kft. két korábbi élelmiszerüzletét (az egyik jelenleg már CBA Prima áruházként működik). A Plus áruház később Spar-tulajdonba került, majd hosszú zárva tartás után 2012 decemberében az Aldi nyitott ugyanott élelmiszerdiszkont-áruházat. A fentieken kívül két pékség üzemel a településen, és körülbelül tíz olyan kisebb üzlet, ahol élelmiszer- vagy zöldség- és gyümölcsárusítással foglalkoznak. Éjjel-nappal nyitva tartó üzlet jelenleg nincs Solymáron, a legtovább (21 óráig) az Auchanban és a lakótelepen működő Dardi pékségben vásárolhatnak élelmiszert a helyiek.
A község területén egy Shell benzinkút, egy Auchan-benzinkút és egy helyi vállalkozás által fenntartott harmadik benzinkút működik, de a település közigazgatási határától számított 1 kilométeres körzeten belül további három üzemanyagtöltő állomás is elérhető. A gyógyszertárak száma négy, a pénzintézetek közül pedig jelenleg 5 van jelen (bankfiókkal) a településen (Budapest Bank, MKB Bank, MagNet Bank, OTP Bank, Pilisvörösvári Takarékszövetkezet). A postahivatalok száma kettő, ezek egyike a település központjában (a Mátyás király utcában), a másik az Auchan áruházban található. Élénk a gépjármű-kereskedelem is: önálló márkakereskedése és/vagy szakszervize van Solymáron a Ford, a Mercedes, a Renault és a Suzuki autómárkáknak is.

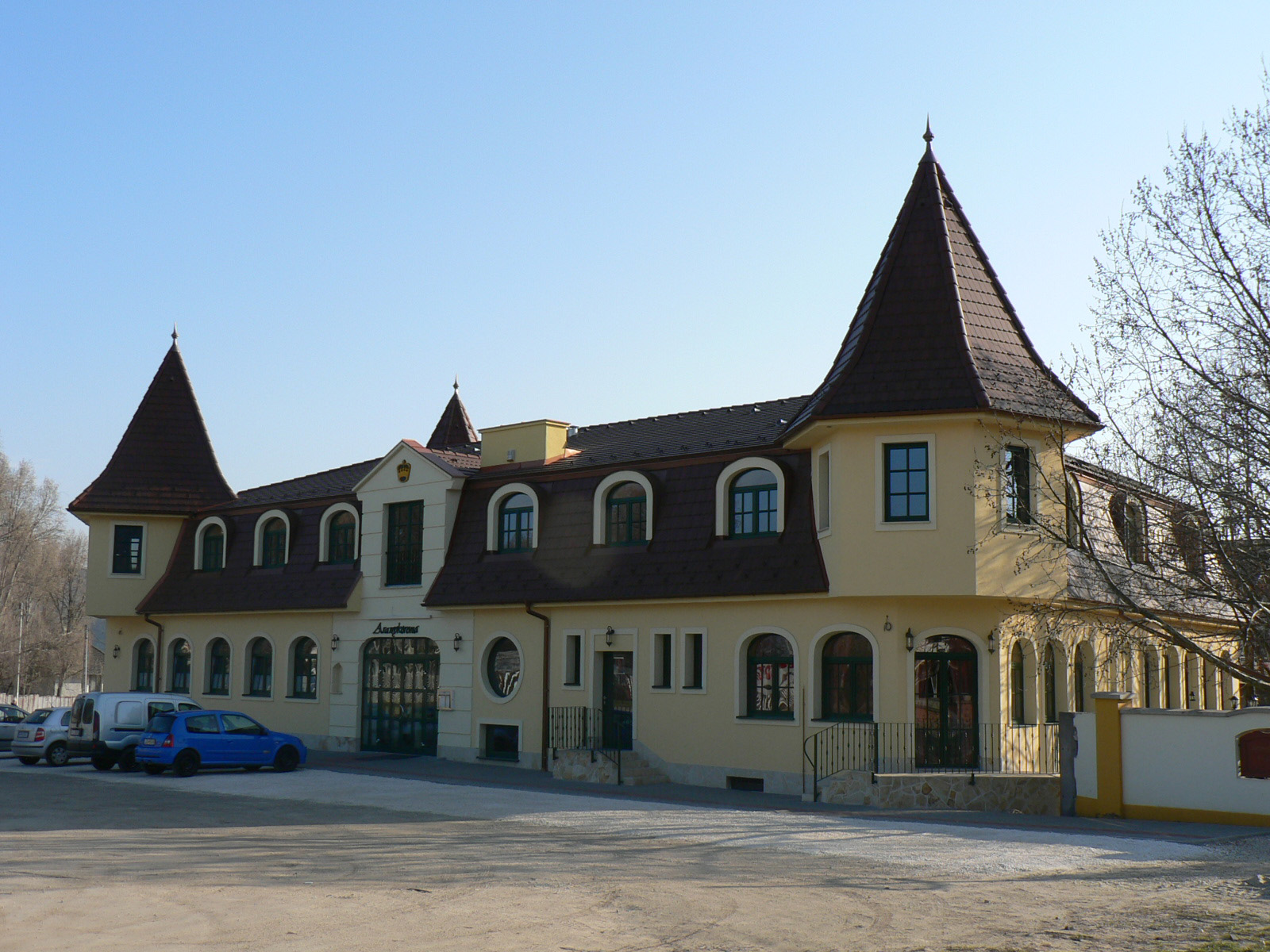
Aranykorona Vendéglő

### Vendéglátóhelyek

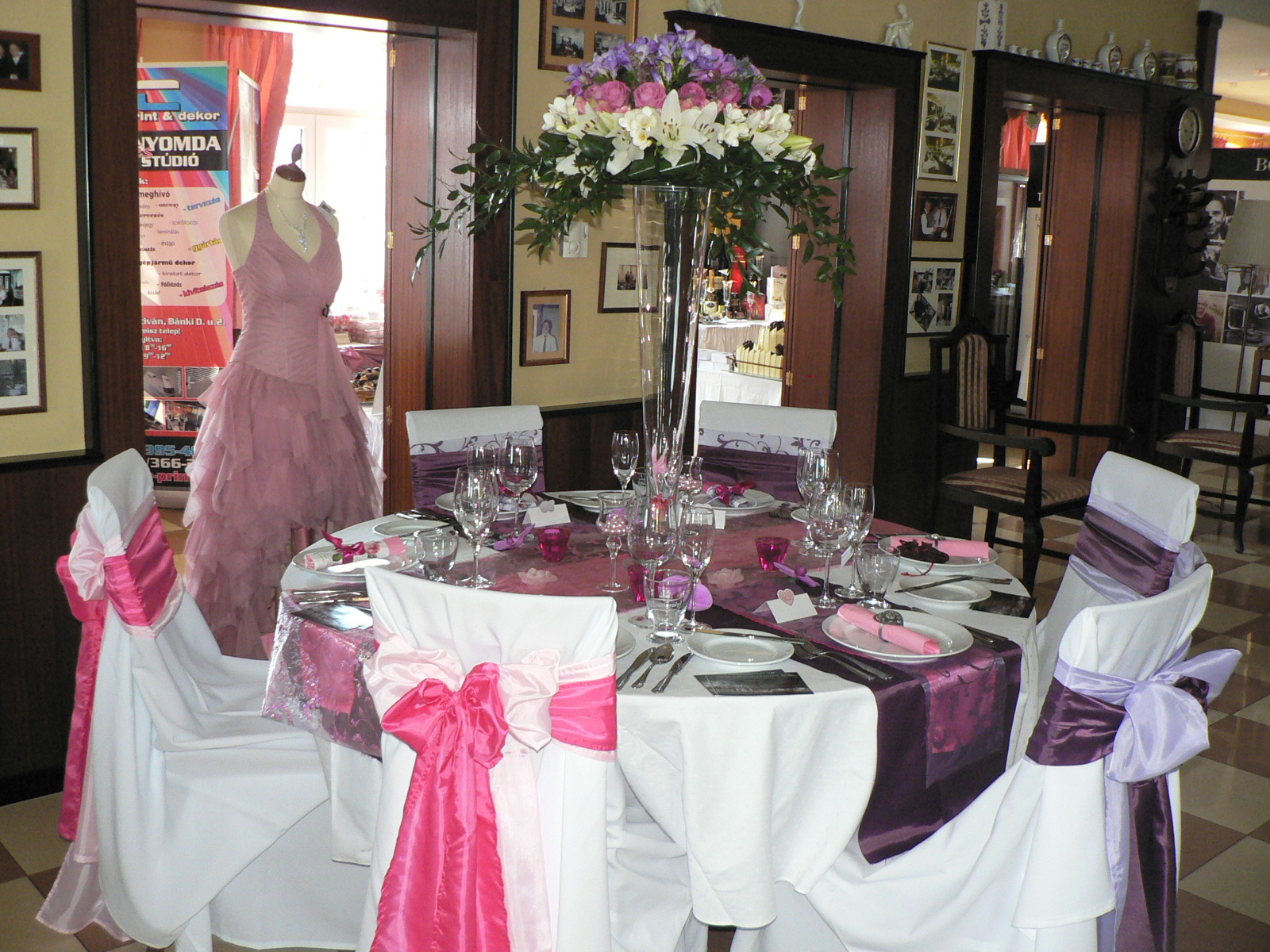
Esküvői kiállítás az Aranykorona Vendéglőben

Jelentősebb vendéglátóhelyek, éttermek szinte kizárólag a Pilisszentivánra vezető Terstyánszky út mentén alakultak ki a településen. A leghosszabb ideje, 1984 óta a sporttelep melletti Aranykorona Vendéglő és Hotel üzemel (méghozzá változatlan tulajdonosi háttérrel), tőle mintegy száz méterre nyugatra található az 1994-ben Klinger Hof néven nyitott, de azóta többször átalakult és több tulajdonosváltáson átesett, jelenleg Grill Hof néven működő étterem; további, körülbelül 100-150 méterre található az 1998. október 23-án megnyitott – azóta folyamatosan működő – Venezia Pizzéria. Szintén a Terstyánszky úton működött a község egy negyedik, a 90-es években és a 2000-es évek elején népszerű, sok rendezvénynek otthont adó Max Lenc Étterem, ez több év zárva tartás után 2014. nyarán nyitott meg újra, ezúttal Los Amigos Pub néven. A településközpont közelében jelenleg két melegkonyhás vendéglátóhely működik, az 1993-ban létesült Schultz Söröző a Mátyás király utca és a Hősök utca kereszteződésénél, valamint az ugyanazon régi parasztház másik felében 2014-ben megnyílt Invito Bár. Egy étterem található még az Auchan áruházon belül is, valamint egy kisebb ételbár működik a település Pesthidegkút felőli végében.
A második világháborúig Solymárnak jelentős kocsmakultúrája volt, hiszen abban az időben a kocsmák még nem annyira a leittasodás helyszínei, hanem főként a települési közélet színhelyei voltak. Ma körülbelül tucatnyi kisebb-nagyobb presszó, söröző vagy pub működik a településen, de a régi kocsmákkal való „jogfolytonosság” gyakorlatilag teljesen megszűnt, épp 2013-ban zárt be az egyik legutolsó olyan vendéglátóhely – a Lejtő borozó –, amelynek az épületében már a második világháború előtt, és azóta is mindvégig kocsma működött. Félig-meddig kivételnek tekinthető a művelődési ház épületében alkalomszerűen (csak rendezvények idején) kinyitó pub, hiszen a művelődési ház épülete a háború előtt nagyvendéglő volt. A kisebb vendéglátóhelyek között említhető még a 2005 között megnyitott Zazzi cukrászda, amely távolabbi településekről is nagy számú vendéget vonzott, de 2013 nyarán bezárt és Budára költözött, valamint a 2013 nyarán megnyitott Templom téri Mandula kávézó, illetve a Kotyogó kávézó, amely 2013. végén nyílt meg a Mátyás király utcában, pár lépésre a községházától.

## Solymár díszpolgárai
- Gr. Apponyi Albert – 1921
- Gr. Karátsonyi Jenő – 1933
- Szokolay Sándor zeneszerző – 2011
- Dr. Jablonkay István – pedagógus, múzeumalapító – 2013 (posztumusz)
- Heinz Nägele – Wüstenrot leköszönt polgármestere – 2014
- Szűcs Béláné Dér (Dauner) Mária – nyugalmazott pedagógus, mecénás – 2017
- Gr. Karátsonyi Guido – 2018 (posztumusz)

## Neves személyek

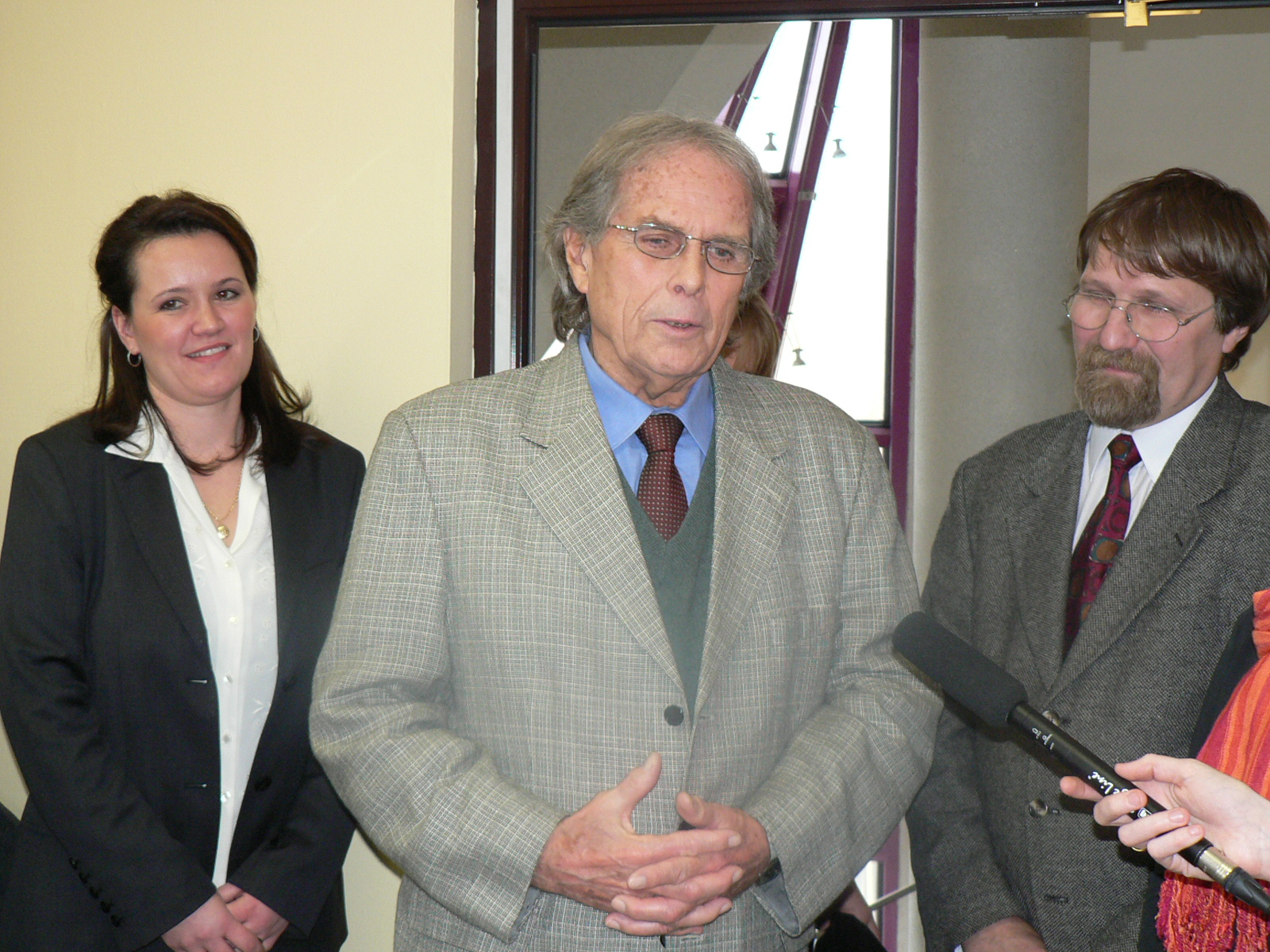
Görgey Gábor egy solymári magánrendelő megnyitóján

Ismert emberek, akik Solymáron éltek, vagy élnek:
- Babicsek Bernát - színész, zenész
- Bakos László – orvos, reumatológus
- Barcsik Géza – grafikus[106]
- Bayer Zsolt – író, publicista[107][108]
- Bíró József – színész, költő
- Borbás Mária - televíziós személyiség[109]
- Borbély László – színművész
- Both Miklós – zenész, népzenegyűjtő[110]
- Csurka István – író, publicista, politikus[111]
- Erőss Loránd – Prima-díjas neurológus, idegsebész
- Esztergályos Cecília – színész[112]
- Ferencz István – Kossuth- és Prima-díjas építész[113]
- Giricz Mátyás – színigazgató, rendező
- Gömöri Jenő Tamás – író, szerkesztő[114]
- Görgey Gábor – író, volt kulturális miniszter[115]
- Gyarmathy Ágnes – Munkácsy-díjas díszlet-, jelmez- és látványtervező[116]
- Hahn István – biológus, egyetemi tanár
- Hajdu Attila – labdarúgó, válogatott kapus
- Hankiss Elemér – Széchenyi-díjas szociológus[117]
- Hegedűs István – Széchenyi-díjas hídépítő mérnök, egyetemi tanár[118][119]
- Iván Ildikó - operaénekes, festőművész
- Ivánka Endre – filozófiatörténész egyetemi tanár, a Magyar Tudományos Akadémia levelező tagja
- Kautzky Armand – színművész
- Kárpáti András – országgyűlési képviselő
- Kegye János – pánsípművész
- Kende Péter – ügyvéd, közíró[120]
- Király István – zenész, az East együttes dobosa
- Kovai Lőrinc – író, újságíró[121]
- Kovács Ákos – énekes[122]
- Kováts Adél – színművész
- Lerch István – énekes, zeneszerző
- Lőrincz Beáta – koreográfus, viselettervező
- Marlokné Cservenyi Magdolna – pedagógus, nemzetiségi önkormányzati elnök
- Matzon Ákos – festőművész
- Másik János – zeneszerző
- Medgyessy-Kovács Gyula – festőművész[123]
- Mester János – filozófus, pedagógus, teológus
- Mezey György – labdarúgó, szövetségi kapitány
- Miklóssy Barna Béla – grafikus, rézkarcnyomdász
- Murányi Levente - 56-os elítélt, politikus
- Muttnyánszky Ádám – Kossuth-díjas gépészmérnök, egyetemi tanár
- Pálfy Sándor – Prima-díjas építész
- Pálinkás János – festőművész[124]
- Rost Andrea – operaénekes
- Rumán Sándor – szobrász, újító
- Schmitt Pál – sportdiplomata, volt köztársasági elnök
- Seres István – helytörténeti kutató
- Solymár József – író, újságíró, forgatókönyvíró
- Sós Ágnes – dokumentumfilm-rendező[125]
- Szabó Balázs – gospelzenész[126]
- Szabó Sipos Barnabás – színművész, festőművész[127]
- Szathmáry József - festőművész, költő
- Székely Bulcsú – vízilabdázó
- Szulák Andrea – énekes, médiaszereplő
- Usztics Mátyás – színművész[128][129]
- Varga Tibor - jogtörténész, a Szent Korona Szabadegyetem alapítója
- Varga Zoltán – koreográfus
- Walkó László – szobrász, festő, éremművész

Hétvégi házzal, nyaralóval is jó néhányan rendelkeztek a fővárosi értelmiség és a politikai elit tagjai közül, biztosan volt például hétvégi háza Solymáron Lázár Györgynek és Keres Emilnek.

## Az irodalomban és a filmekben
- Solymári témájú mese Móra Ferenc közismert, A solymári csóka című ifjúsági novellája.
- Részben Solymáron játszódik Kovai Lőrinc Varázsfény című, önéletrajzi elemeket is megjelenítő két kötetes nagyregénye.[130]
- Solymár az egyik (egyébként vélhetően nem valódi) helyszíne Váci Mihály Hol az a hivatal? című novellájának.[131]
- Részben Solymáron játszódik Bayer Zsolt A pénz című, önéletrajzi ihletésű novellája.[132]
- Érintőlegesen szerepel Solymár Berkesi András Az öt kódex titka című bűnügyi regényében.

Solymár területén számos film és tévéjáték egyes részeit forgatták az elmúlt évtizedek során. 1962-ben például az akkor még létező pilisszentiváni bányatelepen és az ugyancsak működő solymári szénosztályozónál készült a Germinal című film. A solymári vasútállomáson forgatták az 1980-as években több kosztümös történelmi film bizonyos jeleneteit, illetve a Képvadászok című magyar film egyes részleteit. Itt vették fel az Angyalbőrben című sorozat néhány jelenetét is. Az utóbbi években a Jóban Rosszban című sorozat egyik fő forgatási helyszínének számít a település. A solymári művelődési házban forgatták a Munkaügyek című komikus televíziós sorozat Műkedvelő előadás című epizódjának (III. évad 8. epizód) azon jeleneteit, melyek a Szepezdi Köztisztviselő Találkozón zajlottak.

## Testvértelepülések
- Wüstenrot ( Németország) – A partnerkapcsolatot 1989-ben kötötték meg, a két falu 2014-ben ünnepelte a partnerkapcsolat 25 éves évfordulóját.
- Csíkpálfalva ( Románia) – A testvérközségi megállapodást 2011. szeptember 9-én kötötték meg a két település vezetői.

### Kiadványok és jelentősebb tanulmányok a településről
- Seres István: Solymár történelme és néprajza. 1993.
- Váradi Mónika Mária: Solymár: az Aranyfalu (Solymár: the „Golden Village”). Tér és Társadalom, 11. évf. 1997/4. szám, p45-68.
- Jablonkay Mária: Solymár, látnivalók. Tájak, korok, múzeumok kiskönyvtára sorozat, 628. kötet, 1999.[halott link]
- Seres István: Adalékok és emlékiratok Solymár nagyközség történetéhez, a Helytörténeti Társaság tagjai és más kutatók tanulmányaival. 2002.
- Elisch Jánosné: Hazára találva. 2010.
- Milbich Tamás – Hegedűs András: Solymári Arcképcsarnok 1266–2000. Magánkiadás, 2011.
- Ritter György: Háború és elűzés – Emlékezések a második világháborúról és az 1946-os kitelepítésről. Napkút Kiadó, Káva-Téka füzetek 58., Budapest, 2011.
- Dr. Taller Jánosné Szirmai Terézia: Családunk története. Magánkiadás, 2011.
- Hermann Orsolya Zsanett (szerk.): A solymári középkori vár múltja és jelene. Helytörténeti Alapítvány, Solymár, 2013.
- Milbich Tamás (szerk.): Barangolás a solymári várban. Szépsolymár Alapítvány, 2014.
- Hegedűs András: Meghaltunk a Hazáért – Az első világháború hősi halottai Solymáron. Szépsolymár Alapítvány, 2014.
- Solymári Civil Kalauz. Solymár Nagyközség Önkormányzata–Cédrus Alapítvány–Fort-Inn Kft.–Stratégiai Fejlesztési Központ Kft., 2014.
- Elisch Jánosné: Kedves iskolám. 2014.